# Історія Сербії
Історія Сербії охоплює історичний розвиток Сербії та її держав-попередниць, від раннього кам'яного віку до сучасного часу, а також розвиток сербського народу та територій, якими він історично володів. Сербські місця проживання і правління сильно змінювалися протягом століть, і, як наслідок, історія Сербії так само гнучка в тому, що саме вона охоплює.
Після того, як на Балканах у VI та VII століттях вперше з'явилися ранні слов'яни, вони змішалися з місцевими візантійськими підданими, нащадками палеобалканських племен, таких як фракійці, дакійці, романи, іллірійці та колишні римські колоністи. Перше Сербське князівство було засноване у VIII столітті династією Властимировичів, яка правила сучасними Чорногорією, Боснією, Далмацією та Сербією. До ХІ століття воно перетворилося на Велике князівство, а в 1217 році за часів династії Неманичів було засновано Королівство та національну церкву (Сербську православну церкву). У 1345 році було засновано Сербську імперію, яка охоплювала більшу частину Балканського півострова. 1540 року Сербія стала частиною Османської імперії.
Значна кількість сербів мігрувала на північ до Угорського королівства, утворивши те, що пізніше стане Сербською Воєводиною. Сербська революція проти османського правління 1817 року ознаменувала народження Князівства Сербія, яке 1867 року здобуло фактичну незалежність та отримало повне визнання Великих держав на Берлінському конгресі 1878 року. Як переможниця Балканських війн 1912—1913 років, Сербія приєднала Вардарську Македонію, Косово і Метохію та Рашку. Наприкінці 1918 року, після поразки Австро-Угорської імперії, Сербія була розширена за рахунок регіонів колишньої Сербської Воєводини. Коли австро-угорські провінції об'єдналися в панслов'янську Державу словенців, хорватів і сербів, 1 грудня 1918 року королівство Сербія приєдналося до союзу, а країна отримала назву Королівство сербів, хорватів і словенців.
Сербія досягла своїх нинішніх кордонів наприкінці Другої світової війни, коли стала федеральною одиницею у складі Федеративної Народної Республіки Югославія (проголошеної у листопаді 1945 року). Після розпаду Югославії в серії воєн 1990-х років, Сербія знову стала незалежною державою 5 червня 2006 року, після розпаду недовговічного союзу з Чорногорією.

## Давня історія
Близько 8500 років тому в Белграді або поблизу нього існували та домінували на Балканах (а також у частинах Центральної Європи та Малої Азії) неолітичні культури Старчево та Вінча.
Старчево-кришська культура датується VII—V тисячоліттями до н. е. Племена цієї культури займалися скотарством, полюванням і рибальством. Вони селилися в обмазаних глиною плетених будинках, що стояли поблизу річок. Артефакти представлені шліфованими кам'яними сокирами і грубою кухонною керамікою. Носії культури належали до середземноморської раси, що різко вирізняло їх з-поміж місцевих мезолітичних кроманьйонців, нащадків культури Лепенський Вір. Старчево-кришську культуру було витіснено хвилею анатолійських хліборобів, що належали до культури Вінча.

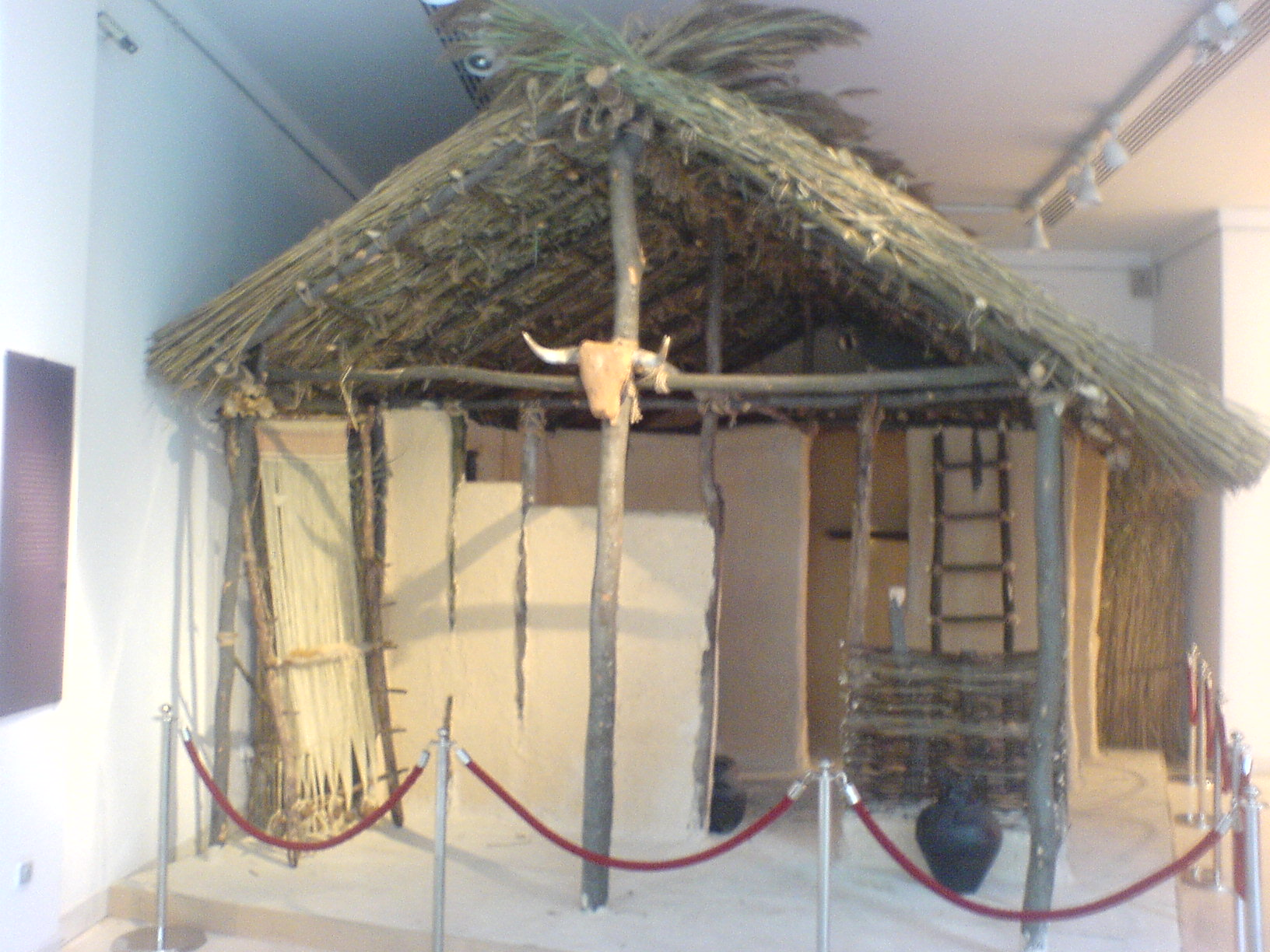
Реконструкція будинку епохи культури Вінча

Час існування культури Вінча точно не визначено. Найбільш раннім моментом виникнення вважається VI тисячоліття до н. е., її згасання датується серединою V тисячоліття до н. е. або початком IV тисячоліття до н. е. Поселення представлені землянками з глиняними печами, пізніше почали зводити будинки-мазанки з двосхилими дахами. Вони налічували до п'яти кімнат, підлоги були дерев'яними. Над входом до хати укріплювали голову бика. Культура також характеризується великою кількістю знайдених глиняних статуеток чоловіків і жінок. Деякі вчені вважають, що доісторичні знаки Вінча є однією з найдавніших відомих форм писемності (датується 6000–4000 роками до н. е.).
У II та I тисячоліттях до нашої ери сформувалися палеобалканські племена. Найпівнічніше стародавнє македонське місто знаходилося на півдні Сербії (Кале-Кршевіца). 279 року до нашої ери більшу частину сучасної Сербії завоювало кельтське плем'я скордисків, побудувавши багато фортів по всьому регіону.
Стратегічне розташування Сербії між двома континентами призвело до вторгнення багатьох іноземних армій. До міграції іллірійців на південний захід Сербії домінували фракійці. У IV столітті до нашої ери греки колонізували південь, а найпівнічнішою точкою імперії Александра Македонського було місто Кале.

## Римська доба

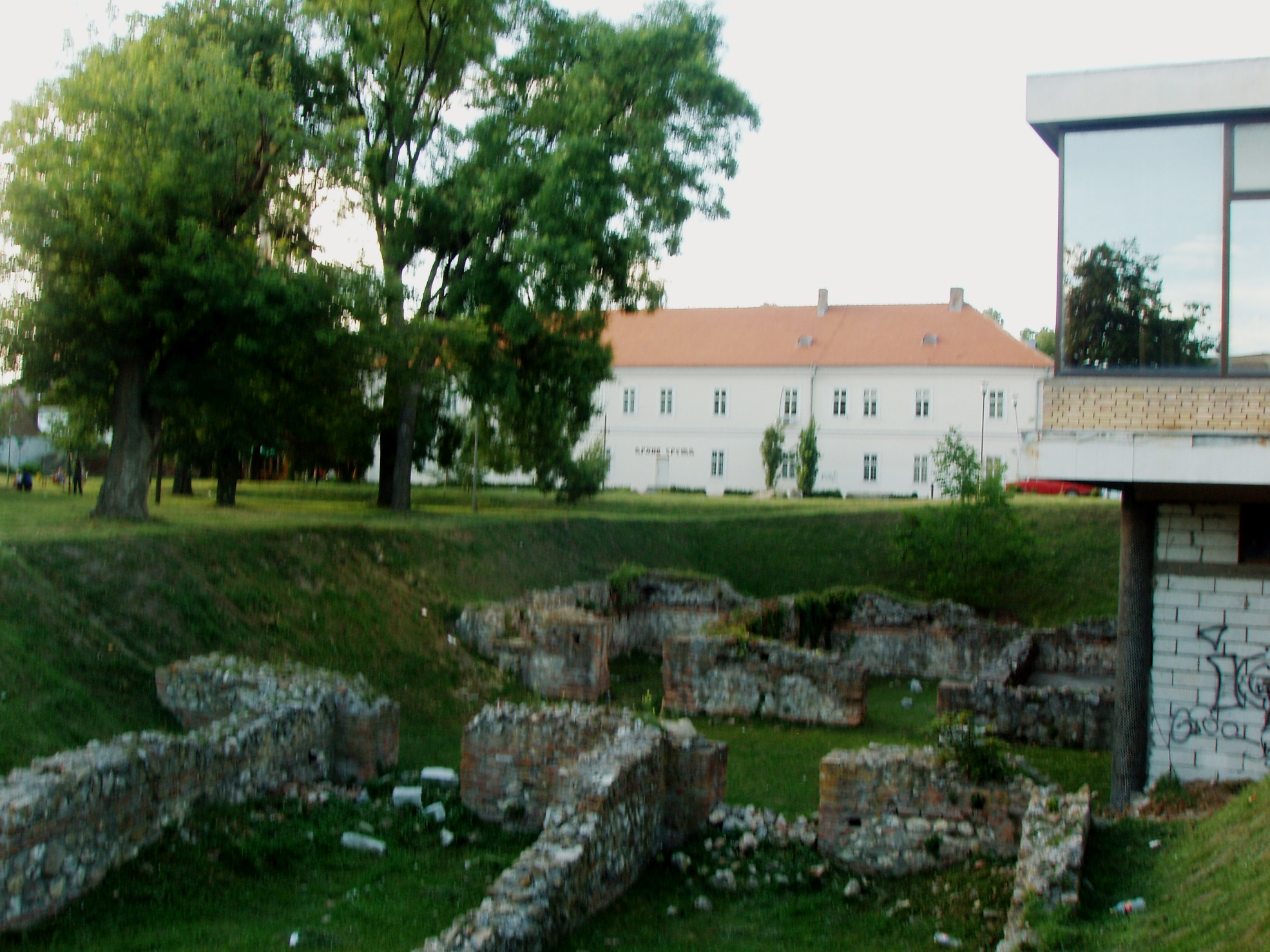
Руїни римського палацу в місті Сремська Митровиця

У II столітті до нашої ери римляни завоювали частину сучасної Сербії у 167 році до нашої ери під час опанування Заходу, заснувавши провінцію Іллірик, а решту Центральної Сербії у 75 році до нашої ери, заснувавши провінцію Мезія. Срем був завойований у 9 році до нашої ери, а Бачка та Банат — у 106 році нашої ери після Дакійських війн Траяна. Римляни продовжили розширення Сінгідуна (сучасне місто Белград), Сирмія (Сремська Митровиця) та Наїссуса (Ніш), серед інших центрів, і збереглися кілька залишків пам'яток, таких як Віа Мілітаріс, Траянів міст, фортеця Діани, Фелікс Ромуліана (ЮНЕСКО) тощо. Північні частини регіону були включені до складу Верхньої Мезії, Ремезіанської Дакії та Середземноморської Дакії.
Сучасна Сербія охоплює класичні регіони Мезії, Паннонії, частини Далмації, Дакії та Македонії. Північносербське місто Сірміум (Сремська Митровиця) було одним із чотирьох найбагатших міст пізньої Римської імперії, служачи її столицею під час Тетрархії. Головними містами Верхньої Мезії були: Сингідун (Белград), Вімінаціум (іноді званий муніципієм Еліум; сучасний Костолац), Ремезіана (Бела Паланка).
На території сучасної Сербії народилися сімнадцять римських імператорів. Вважається, що з часів Римської імперії Белград зазнав 140 війн.
До початку VI століття південні слов'яни, які у великій кількості були присутні по всій Візантійській імперії, злилися з корінним населенням (кельтами, даками, іллірійцями, скіфами, фракійцями) та їх асимілювали, сформувавши основу етногенезу сучасних сербів.

## Середньовіччя

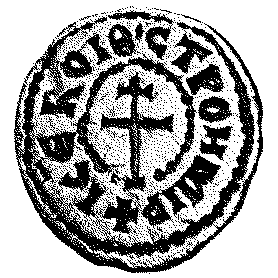
Печатка князя Строймира Сербського, кінець IX століття

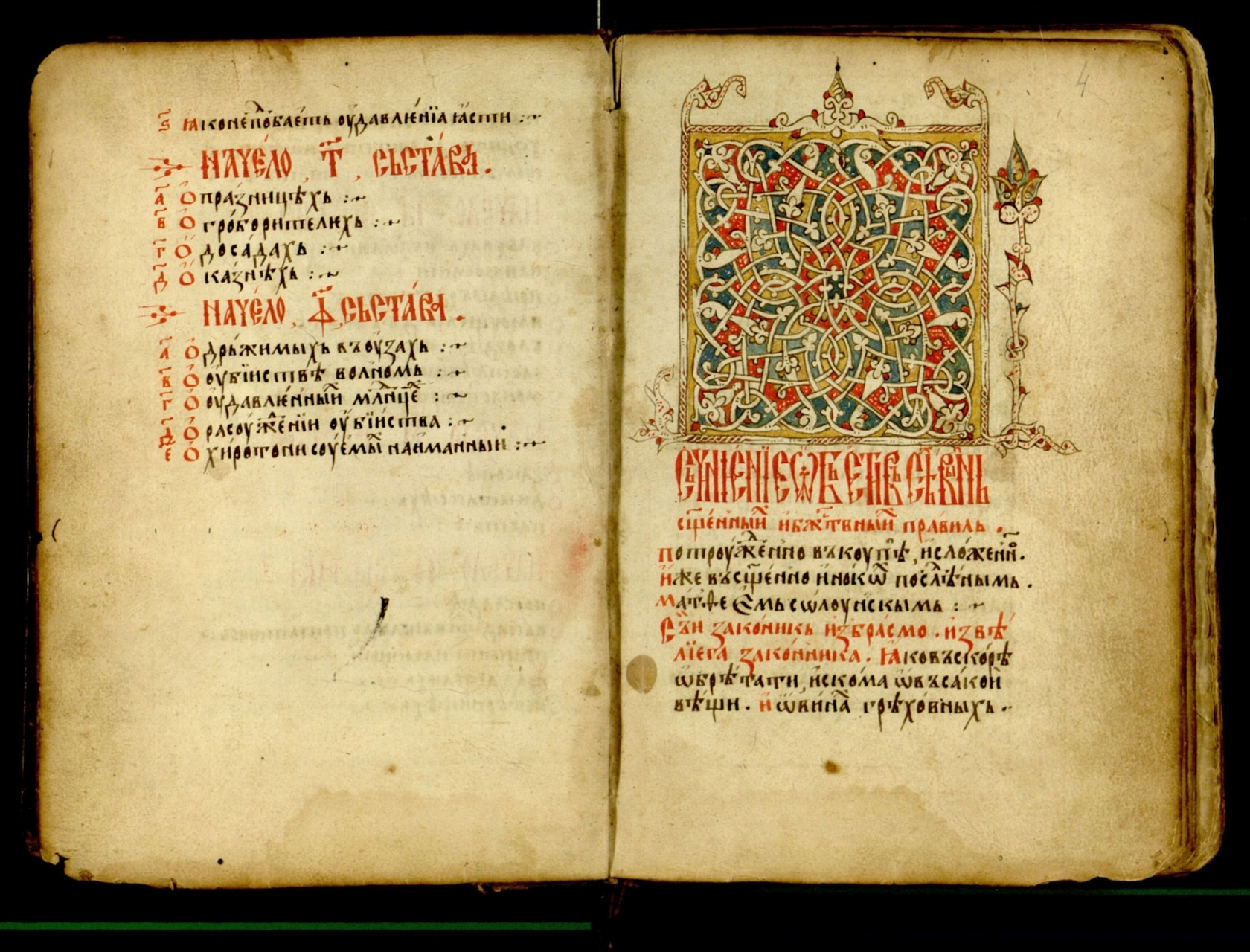
Кодекс Душана, збірка кількох правових систем. Його використовували в Сербській імперії.

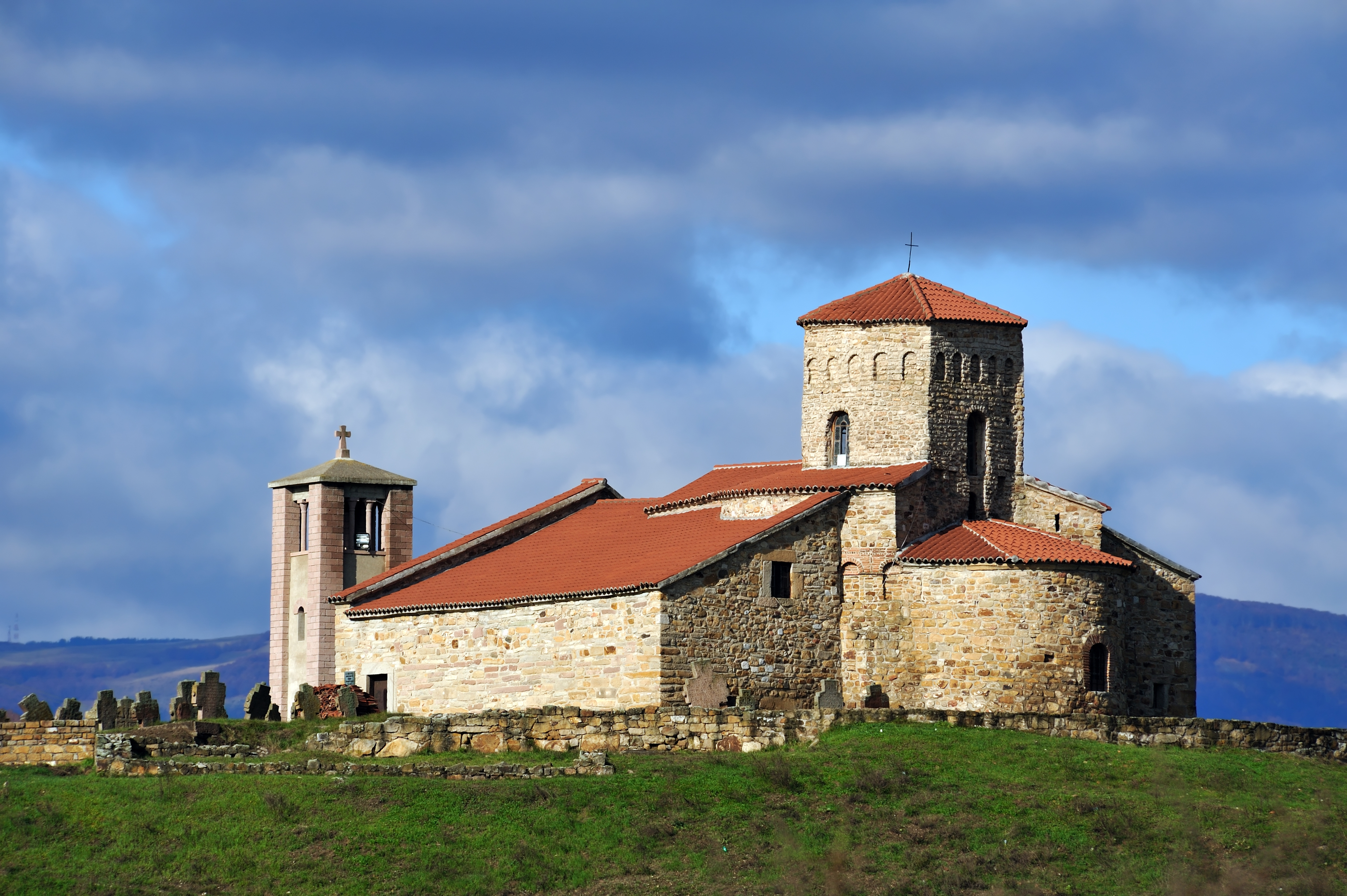
Церква Святих Апостолів Петра та Павла (Старі-Рас)

### Поява ранніх сербських держав
Після поділу Римської імперії територія Сербії стала частиною Візантії. В середині VI ст., під час Великого переселення народів, слов'янські племена сербів, хорватів та словенців перетнули Дунай і зайняли більшу частину Балканського півострова. У візантійському світі серби жили на так званих слов'янських землях, землях, які спочатку перебували поза контролем Візантії та були незалежними.
Процес формування держави у сербів був уповільнений відособленістю різних сербських громад і відсутністю між ними економічних зв'язків. Для ранньої історії сербів характерно формування кількох осередків державності, які по черзі ставали центрами об'єднання сербських земель. На узбережжі сформувалися протодержавні утворення — Склавінії: Паганія, Захум'є, Травунія і Дукля. Приблизно 780 року у внутрішніх областях (східна частина сучасної Боснії та Санджак) династія Властимировичів заснувала Сербське князівство. У 822 році франкські анналисти записали, що серби «нібито володіли значною частиною Далмації». Номінально всі сербські території входили до складу Візантії, проте їхня залежність була слабкою. Вже з VII століття почалася християнізація сербських племен, яка завершилася в другій половині IX століття за прямої участі учнів святих Кирила та Мефодія. В середині X століття Сербська держава простягалася між берегами Адріатичного моря, Неретви, Сави, Морави та Скадару. Етнічна ідентичність місцевого населення залишається предметом історіографічних суперечок.
У 924 році серби влаштували засідку та розгромили невелику болгарську армію, спровокувавши масштабну кампанію відплати, яка завершилася анексією Сербії Болгарією наприкінці того ж року. Невдовзі після смерті болгарського царя Симеона I Великого у 927 році, Часлав втік з Преслава до Сербії та відновив Сербське князівство. Відновлене Сербське князівство проіснувало до смерті Часлава приблизно 960 року. Під загрозою союзу між Візантією та сербською державою Дукля, у 997 році болгарський цар Самуїл переміг і полонив її князя Йована Володимира та знову взяв під контроль сербські землі. Держава розпалася після смерті останнього відомого правителя Властимиридів; візантійці анексували регіон і утримували його протягом століття, до 1040 року, коли під керівництвом династії Воїславлевичів серби повстали в Дуклі, приморському регіоні. У 1091 році династія Вукановичів заснувала Велике Сербське князівство з центром у Рашці (лат. Rascia).
Ранньосередньовічна археологічна білобродська культура, що процвітала в X—XI століттях у Центральній Європі, являє собою синтез культури завойовників-угорців, привнесеної до Карпатського басейну близько 900 року, та більш ранніх культур, що існували на території сучасних Сербії, Угорщини, Румунії, Словаччини та Хорватії до угорського завоювання. На думку археолога Валентина Сєдова, основна територія Білобродської культури включала територію сучасної Угорщини, Південної Словаччини та частину сербської Воєводини.

### Розквіт середньовічної сербської держави
У середині XI століття центр об'єднання сербських земель перемістився в Дуклю, де утворилося незалежне князівство на чолі зі Стефаном Воїславом. На відміну від орієнтованої на Візантію Рашки, Зета шукала опору на Заході, насамперед у католицькому Римі та серед норманів Південної Італії. У 1077 правитель Зети був коронований королем сербів. За Костянтина Бодіна наприкінці XI століття Дукля встановила контроль над внутрішніми сербськими областями, включаючи Рашку і Боснію, а Бар став центром окремої сербської церковної митрополії, підпорядкованої папі римському. Однак після смерті Костянтина Бодіна в 1101 Дуклянське королівство розпалося.

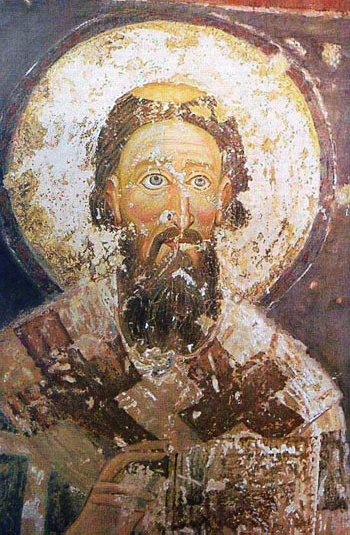
Святий Сава. Фреска з монастиря Мілешеве, XIII століття

У 1166 році Стефан Неманя зійшов на престол, що поклало початок процвітаючої Сербії, яка відтоді перебувала під владою династії Неманичів. Син Немані, Растко (пізніше Святий Сава), 1219 року та добув автокефалію для Сербської Церкви та був автором найдавнішої відомої конституції, а водночас 1217 року Стефан Первовінчаний заснував Сербське королівство.

Монастир Грачаниця, заснований королем Урошем II Милутином

За безпосередніх наступників Стефана Первовінчанного Сербська держава пережила недовгий період стагнації та посилення впливу сусідніх держав, насамперед Угорщини. На межі XIII і XIV століть Сербія виявилася розділеною на дві держави: на півночі, в Мачві, Белграді, районі Браничева, а також в Усорі та Солі, правив Стефан Драгутин, який спирався на Угорщину, інша частина сербських земель перебувала під владою його молодшого брата Стефана Милутина, який орієнтувався, головним чином, на Візантію.
Незважаючи на тимчасовий поділ держави, тривало зміцнення Сербії: було сформовано централізовану систему місцевого управління, реформовано право, створено систему внутрішніх комунікацій, почався перехід на умовне утримання та проніарну систему у земельних відносинах. Одночасно посилювався вплив вищого духовенства та церкви. Активно розвивалося чернецтво, виникло безліч православних монастирів (у тому числі Студениця, Жича, Мілешево, Грачаниця, а також Хіландарський монастир на Афоні), причому їх храми будувалися відповідно до оригінальної сербської архітектурної традиції («Рашський стиль»). Остаточно закріпилася приналежність Сербії до візантійсько-православного світу, католицький вплив було практично усунуто, а богомилів вигнано з країни. Одночасно почався процес візантизації системи державного управління — було створено помпезний королівський двір на зразок константинопольського. Відбувався підйом гірничої справи (значною мірою завдяки припливу саксонських переселенців), сільського господарства і торгівлі, вирішальну роль у якій мали дубровницькі купці. Швидко збільшувалося народонаселення країни, зростали міста.

Милутину та його сину Стефану Дечанському вдалося також суттєво розширити територію держави. Хоча після смерті Драгутина були втрачені Белград, Усора та Солі, до складу Сербії увійшли Ніш, північна Македонія та Діррахій, а новою столицею стало Скоп'є. У 1330 року у Велбуждской битві сербські війська розгромили Болгарію і поклали край болгарської гегемонії на Балканах.

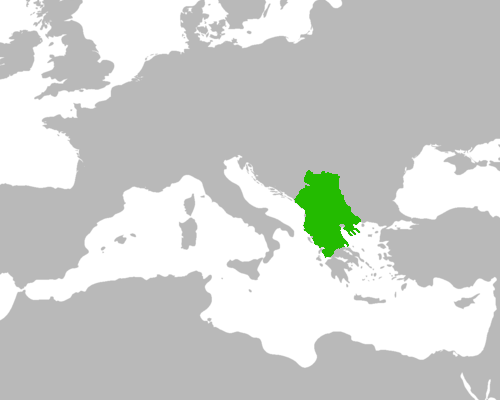
Приблизні кордони Сербської імперії у 1350 році

Середньовічна Сербія досягла свого розквіту за правління Стефана Душана (1331—1355), який скористався громадянською війною у Візантії та подвоїв розміри держави, завоювавши за її рахунок території на півдні та сході, сягаючи аж до Пелопоннесу, а також 1346 року був коронований імператором сербів і греків, а Печський архієпископ був проголошений патріархом. Територія імперії охоплювала більшу частину сучасної Албанії та північну Грецію. Сербо-грецьке царство Стефана Душана поєднувало в собі сербські та візантійські традиції, за греками були збережені вищі посади в містах та їх земельні володіння, сильний грецький вплив зазнавала культура. В цю золоту добу сербської держави були побудовані численні православні монастирі та храми. В архітектурі склався вардарський стиль, яскравими зразками якого стали храми в Грачаниці, Печі та Ліснові. В 1349 виданий «Законник Стефана Душана», який оформив і кодифікував норми сербського права. Різко посилилася центральна влада, була сформована розгалужена адміністративна система за візантійським зразком за збереження суттєвої ролі зборів (саборів) сербської аристократії. Внутрішня політика царя, що спирається на велику земельну знать і привела до розширення її прерогатив, проте, не сприяла зміцненню та згуртуванню держави, особливо враховуючи етнічну строкатість держави Душана.

### Розпад і турецьке завоювання

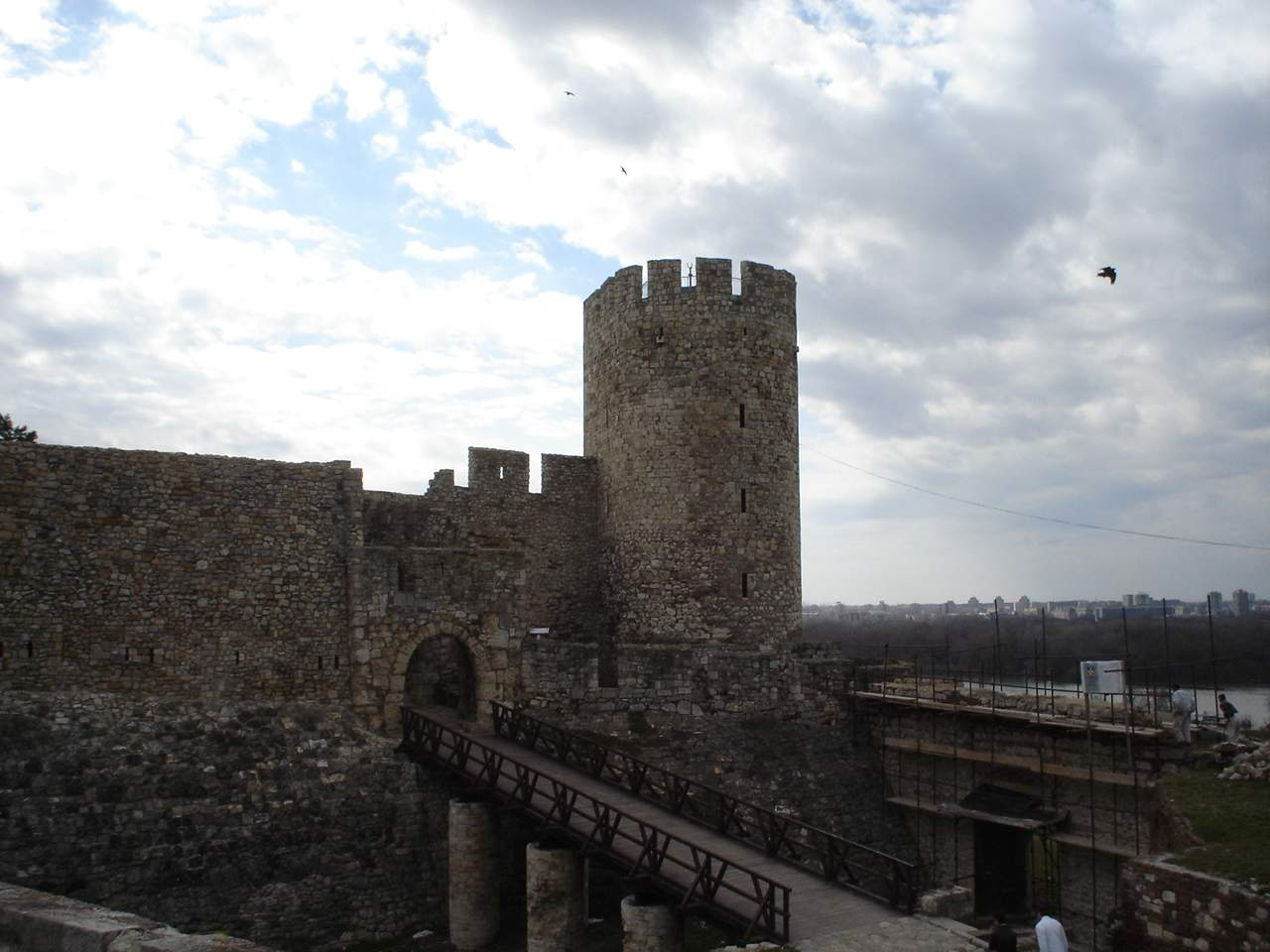
Башта деспота Стефана Лазаревича у Белградській фортеці

Незабаром після смерті Стефана Душана його держава розпалася. Частина грецьких земель знову перейшла під владу Візантії, а на решті сформувалися напівнезалежні князівства. У власне Сербії великі землевласники (володарі) вийшли з-під підпорядкування центральній владі, стали проводити власну політику, карбувати монету і збирати податки: у Зеті встановилося правління Балшичів, у Македонії — Мрнявчевичів, у Старій Сербії та Косово — князя Лазаря, Ніколи Алтомановича і Вука Бранковича. Єдність сербських земель після смерті останнього представника династії Неманичів Стефана Уроша V 1371 року підтримували практично винятково завдяки православній церкві Печської патріархії, яка 1375 року домоглася канонічного визнання Константинопольським патріархатом. 1377 року сербську корону прийняв бан Боснії Стефан Твртко I, однак, хоча його королівський титул визнавали князь Лазар і Вук Бранкович, влада Твртко I була суто номінальною. Міжусобні війни між князями сильно послаблювали обороноздатність сербських земель в умовах наростання турецької загрози. Уже 1371 року в Маріцькій битві турки розгромили війська південносербських правителів на чолі з королем Вукашином, після чого територія сучасної Македонії перейшла під владу Османської імперії.

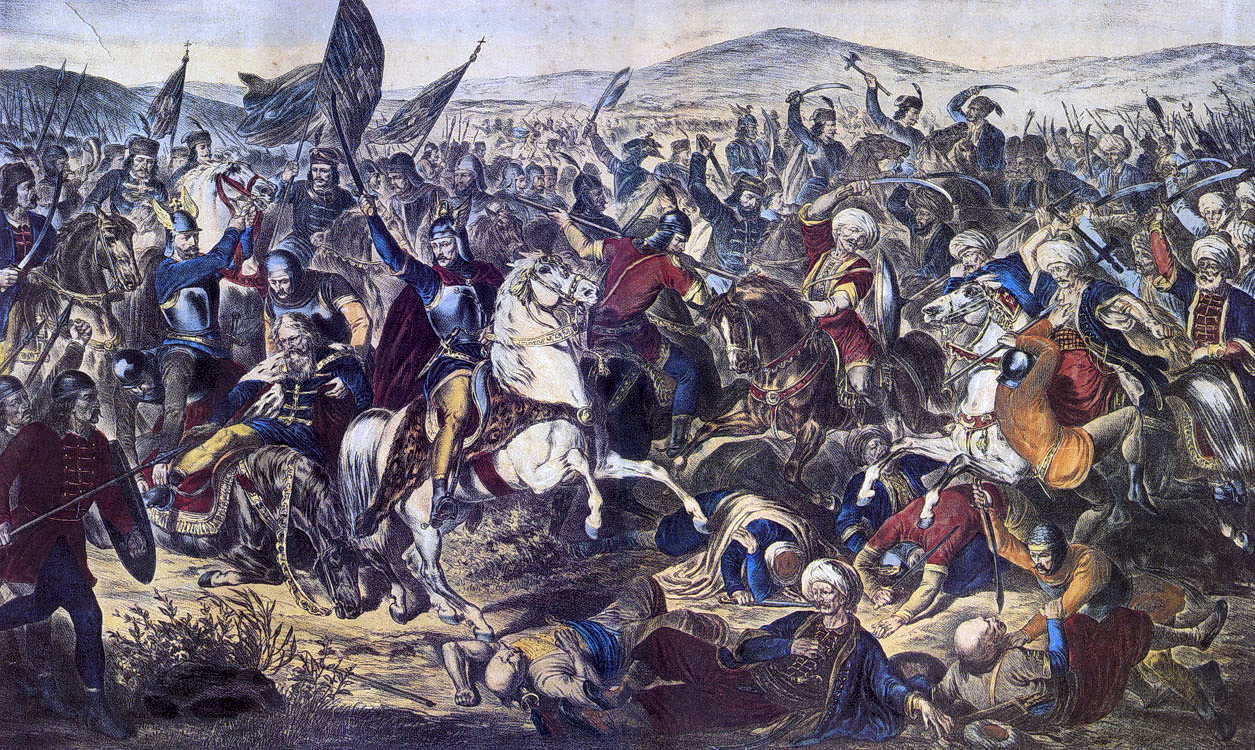
Битва на Косовому полі. Адам Стефанович, 1870-ті

Спроба об'єднати сербські землі для організації відсічі туркам, здійснена князем Лазарем за підтримки Сербської православної церкви, не увінчалася успіхом: 15 червня 1389 (у день Св. Віта — Відовдан) у битві на Косовому полі, незважаючи на героїчні зусилля сербів, вони зазнали поразки. Князь Лазар загинув. Хоча його син Стефан Лазаревич зберіг свою владу, він був змушений визнати сюзеренітет імперії Османа і брати участь у турецьких походах. Косівська битва і подвиг Мілоша Обилича, який убив османського султана Мурада I на початку бою, пізніше стали одним із найважливіших сюжетів сербського національного фольклору, символом самопожертви та єднання сербського народу в боротьбі за незалежність. Битва на Косовому полі проти зростаючої Османської імперії в 1389 році знаменує собою поворотний момент і вважається початком падіння середньовічної Сербської держави.

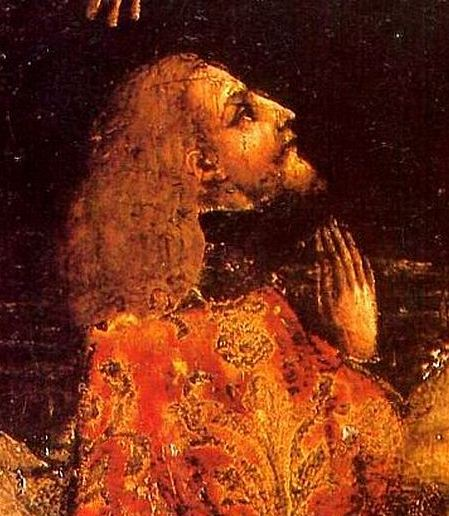
Стефан Томашевич, останній правитель середньовічної Сербії

У першій половині XV століття, коли натиск турків тимчасово ослаб через загрозу з боку Тимура, Стефан Лазаревич зробив спробу відновлення Сербської держави. Він прийняв візантійський титул деспота і, спираючись на союз з Угорщиною, яка передала йому Белград і Мачву, знову підпорядкував Зету (окрім Примор'я), Сребреницю і низку південносербських областей. Було відроджено центральну адміністрацію, зміцнилася влада князя, активно заохочували гірничорудний промисел і міські ремесла, почалося проникнення в Сербію ідей гуманізму та епохи Відродження. Новий підйом переживала архітектура («моравський стиль», представлена, зокрема, монастирями Ресава і Раваниця) і література (твори патріарха Данила III і самого Стефана Лазаревича). Столицею Сербської деспотовіни став Белград, у якому було побудовано добре укріплену фортецю, що частково збереглася до наших днів. Хоча внаслідок нового вторгнення турків 1425 року було втрачено Ниш і Крушеваць, а потім під владу Угорщини перейшов Белград, нова столиця Сербії — Смедерево, заснована деспотом Джураджем Бранковичем, переживала свій розквіт і завоювала славу другого Константинополя. Але вже 1438 року почався черговий османський наступ. У 1439 році впало Смедерево. Тривалий похід угорських військ Яноша Гуньяді в 1443—1444 роках дозволив вигнати турків з території Сербії і ненадовго відновити її самостійність. Однак поразка хрестоносців під Варною 1444 року, розгром угорського війська у Другій битві на Косовому полі 1448 року і падіння Константинополя 1453 року визначили долю країни. У 1454 році були захоплені Ново-Брдо і Приштина, 1456 році було обложено Белград, 1459 року впало Смедерево. До 1463 року було завойовано Боснію, до 1482 — Герцеговину і, нарешті, в 1499 році — Гірську Зета. Сербська держава перестала існувати.

«Хронограф» 1512 повідомляв:
|  | Внезапу вся в мерзость запустениа быша, вся горести исполнишася, храми разоряхуся и сожигахуся, людие изгонимы бываху… всея земля Серпъские, еже не по мнозе бысть от безбожных турок… Сиа убо вся благочестиваа царствиа… грех ради наших Божиим попущением безбожнии турки поплениша, и в запустение положиша, и покориша… |

До 1455 року центральна Сербія була повністю завойована Османською імперією. Після понад 70 років відбиття османських атак, Белград нарешті впав у 1521 році, відкривши шлях для османської експансії в Центральну Європу. Делвідек (сьогодні Воєводина), населений сербами та угорцями, чинив опір османському правлінню аж до XVI століття.

### Соціально-економічний розвиток

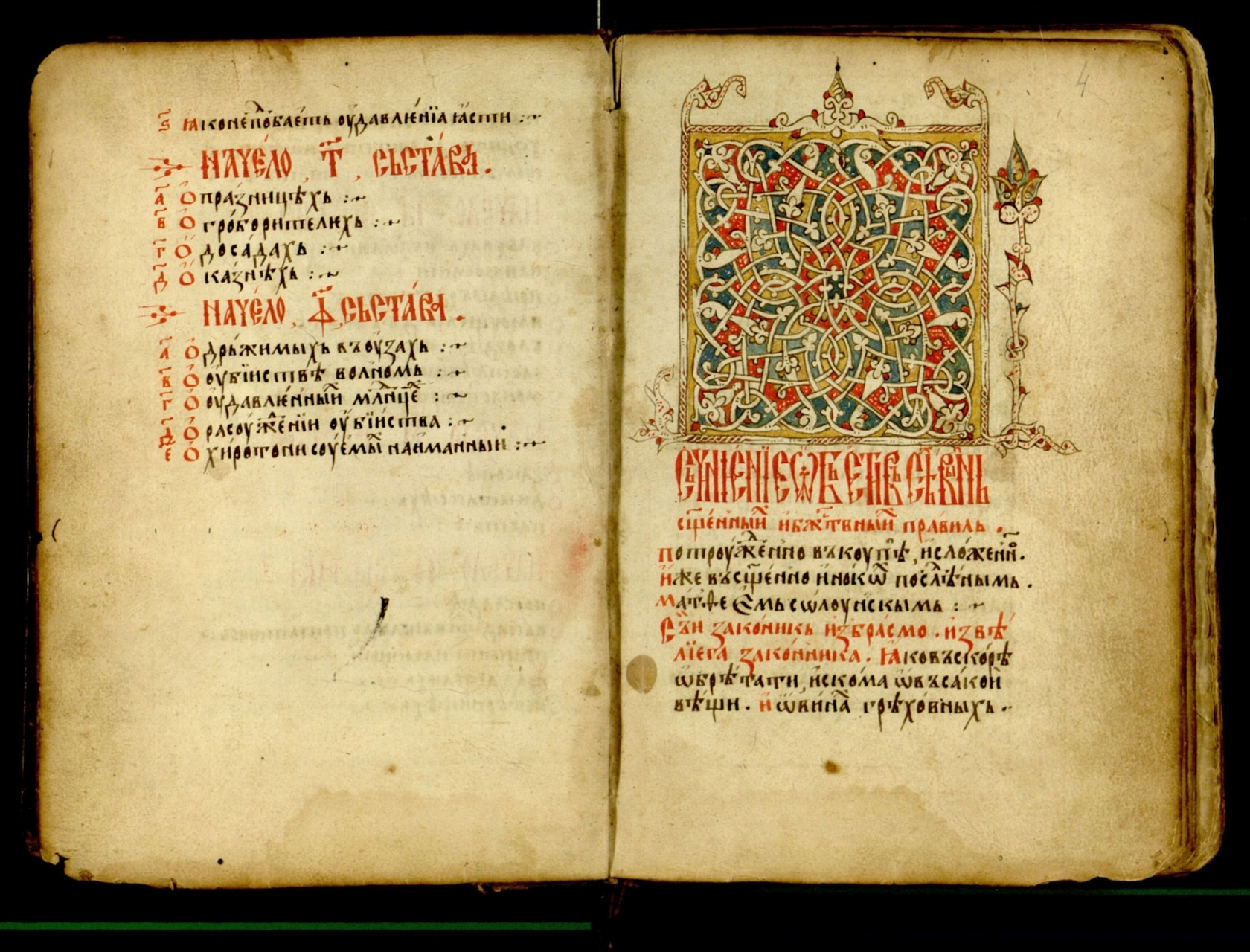
Законник Стефана Душана

Основою економіки середньовічної Сербської держави було сільське господарство, насамперед землеробство, а також скотарство, особливо в гористих районах. Суттєво довше, ніж у Болгарії та Хорватії, у Сербії зберігали значення великі патріархальні сім'ї — задруги та громада. У селянському господарстві продовжувала панувати колективна власність на землю. Поступово, однак, посилювалися процеси феодалізації поземельних відносин і закріпачення селян. Уже в «Законнику Стефана Душана» було юридично закріплено залежне становище селянства і скасовано право переходу. Серед залежних категорій селян виокремлювали меропхів, які мали спадкові права на свій наділ і були зобов'язані феодалу відробітковою повинністю (100 днів на рік), влахів — скотарів, які сплачували натуральну ренту феодалові (головним чином монастирям), і отроків, які були особистою власністю пана. Будь-яких значних виступів селян у середньовічній Сербії не відзначено. Феодальна власність на землю була двох видів: спадкове безумовне володіння — баштина, і умовне тримання за службу при королі або іншому великому аристократі — пронія, причому роль останньої неухильно збільшувалася. Найбільшим земельним власником була православна церква. Імунні права феодалів були обмежені збереженням королівського суду, податковими та військовими обов'язками землевласників перед короною. Найширшим імунітетом володіли монастирі, володіння яких фактично перетворювалися на феодальні сеньйорії і які підпорядковували дрібних феодалів — войників.

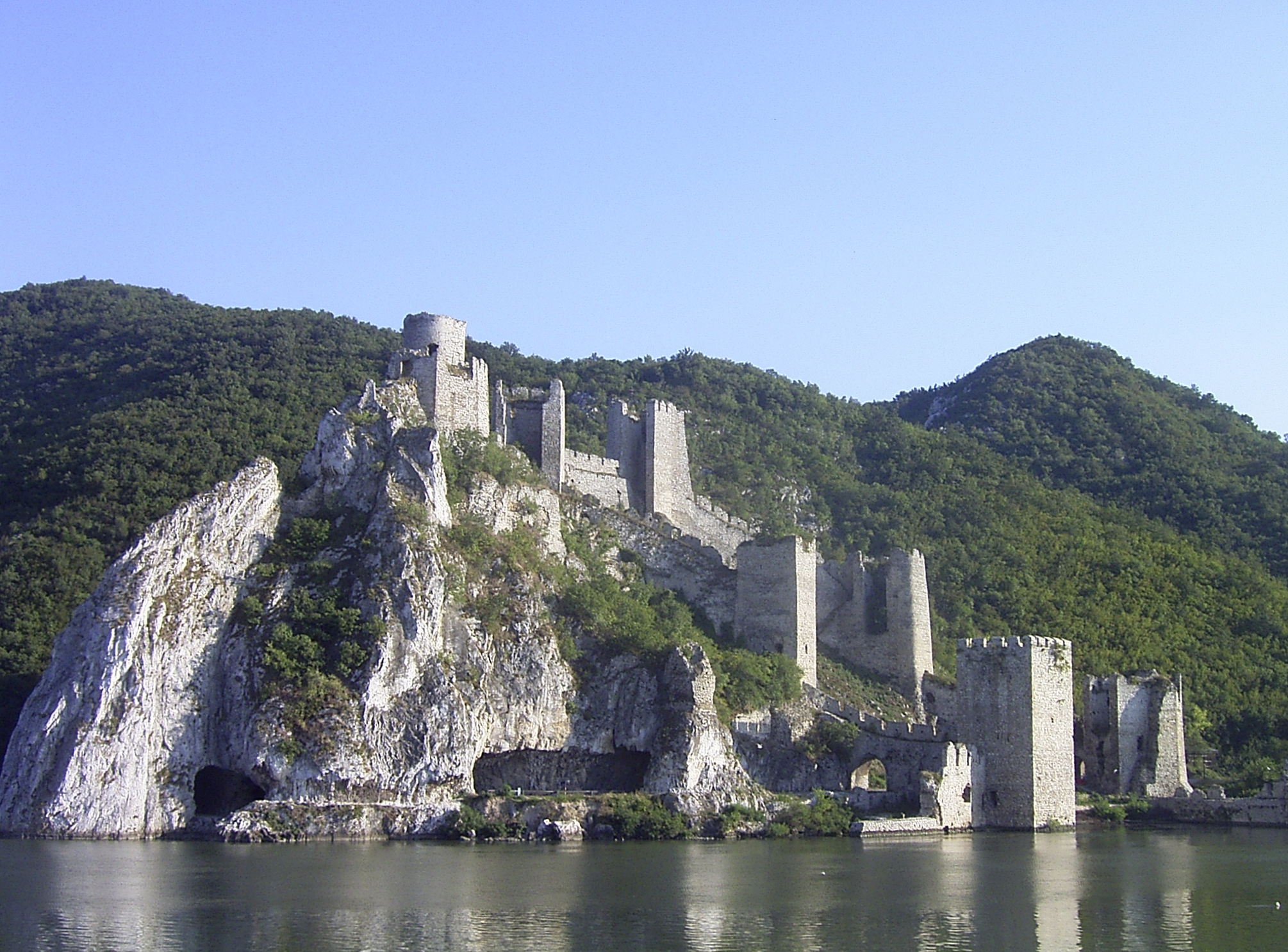
Фортеця Голубац. Північна Сербія, XIV століття.

З кінця XII століття почалося зростання значення гірських промислів для економіки нашої країни. Центрами видобутку міді, заліза, золота, срібла та свинцю стали Ново-Брдо, плоскогір'я Копаонік та Рудницька планина. Розробками родовищ займалися переважно німецькі колоністи. Юридично верховна власність на рудники належала королю, проте фактично вони перебували у володінні саксонських, дубровницьких та которських купців. Податок на гірничий промисел та мита на вивезення металів становили найважливішу частину державного бюджету. Роль гірничорудної справи для економіки Сербії особливо зросла в період турецьких вторгнень, коли оброблювані землі були спустошені, а чисельність населення різко скоротилася.
Сербські міста спочатку були вкрай слабко розвинені і відігравали істотну роль економіки країни. Виняток становили лише приморські міста — Котор, Улцинь, Будва, Бар, які вже на ранньому етапі перетворилися на великі центри морської посередницької торгівлі. З розвитком гірських промислів та ремесла у XIII столітті почалося пожвавлення міст внутрішніх регіонів Сербії: Ново-Брдо, Приштини, Ниша, Браничево та інших. Головним предметом експорту були метали, мед та шкіра. Торгівля була орієнтована на Адріатичне узбережжя і була зосереджена в руках дубровницьких, которських та італійських купців. Рівень розвитку самоврядування міст залишався невисоким (крім Котора і деяких міст Примор'я), у політичній системі Сербії вони не відігравали будь-якої помітної ролі і керувалися королями, що призначаються, кнезами.

## Новий час

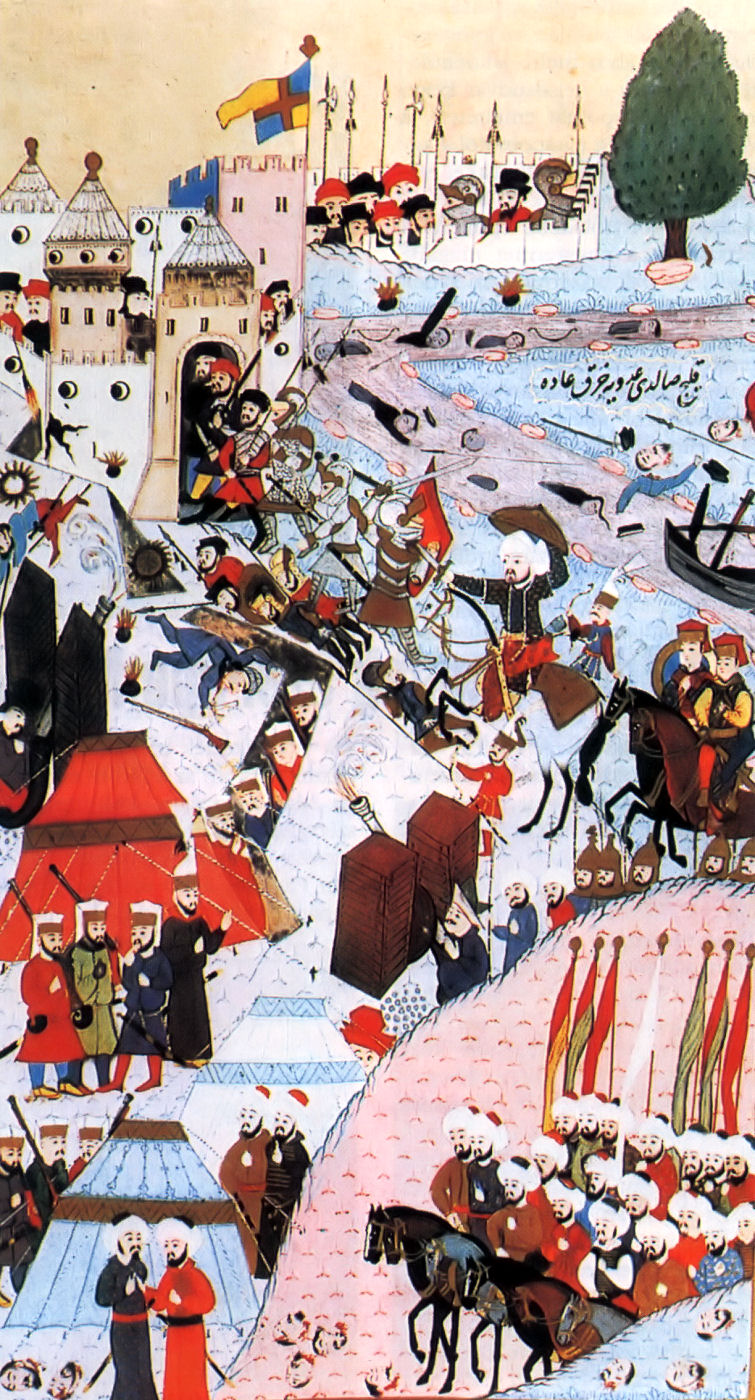
Облога Белграда 1456 року османським султаном Мехмедом II

Протягом ранньомодерного періоду, від османського завоювання Сербії у другій половині XV століття, до початку Сербської революції 1804 року, на території сучасної Сербії відбулося кілька габсбурзько-османських воєн. Ця епоха включає послідовні періоди османського та габсбурзького правління в різних частинах Сербії. Імперське панування продовжувалось в Сербії з 1459 по 1804 роки. За цей час країна пережила три великих вторгнення австро-угорської армії та три народні повстання. Османське панування принесло на цю землю поширення ісламу. Частина сербів та хорватів були навернені в мусульманство, що призвело до формування боснійсько-мусульманської народності. Схід справив значний вплив і на культуру. В період османського правління тут відбувався синтез слов'янських, візантійських, османських та арабських культурних традицій.

### Османське правління
Середньовічні Боснія, Герцеговина та Зета проіснували відповідно до 1463, 1483 та 1496 років. Сербське князівство було відновлено через кілька років після падіння Сербської деспотації династією Бранковичів на території сучасної Воєводини. Ним правили вигнані сербські деспоти та знать, і як угорський васал воно існувало до 1540 року, коли потрапило під владу османів. Резиденцією деспотів був Купиник (сучасне Купиново). Деспотами були: Вук Гргуревич-Бранкович (1471—1485), Георгій Бранкович (1486—1496), Йован Бранкович (1496—1502), Іваніш Бериславич (1504—1514), Стефан Бериславич (1520—1535), Радич Божич (1527—1528, претендент фракції Заполья) і Павле Бакич (1537). Стефан Бериславич переїхав у 1522 році до Славонії, оскільки Купиник був захоплений османськими військами.

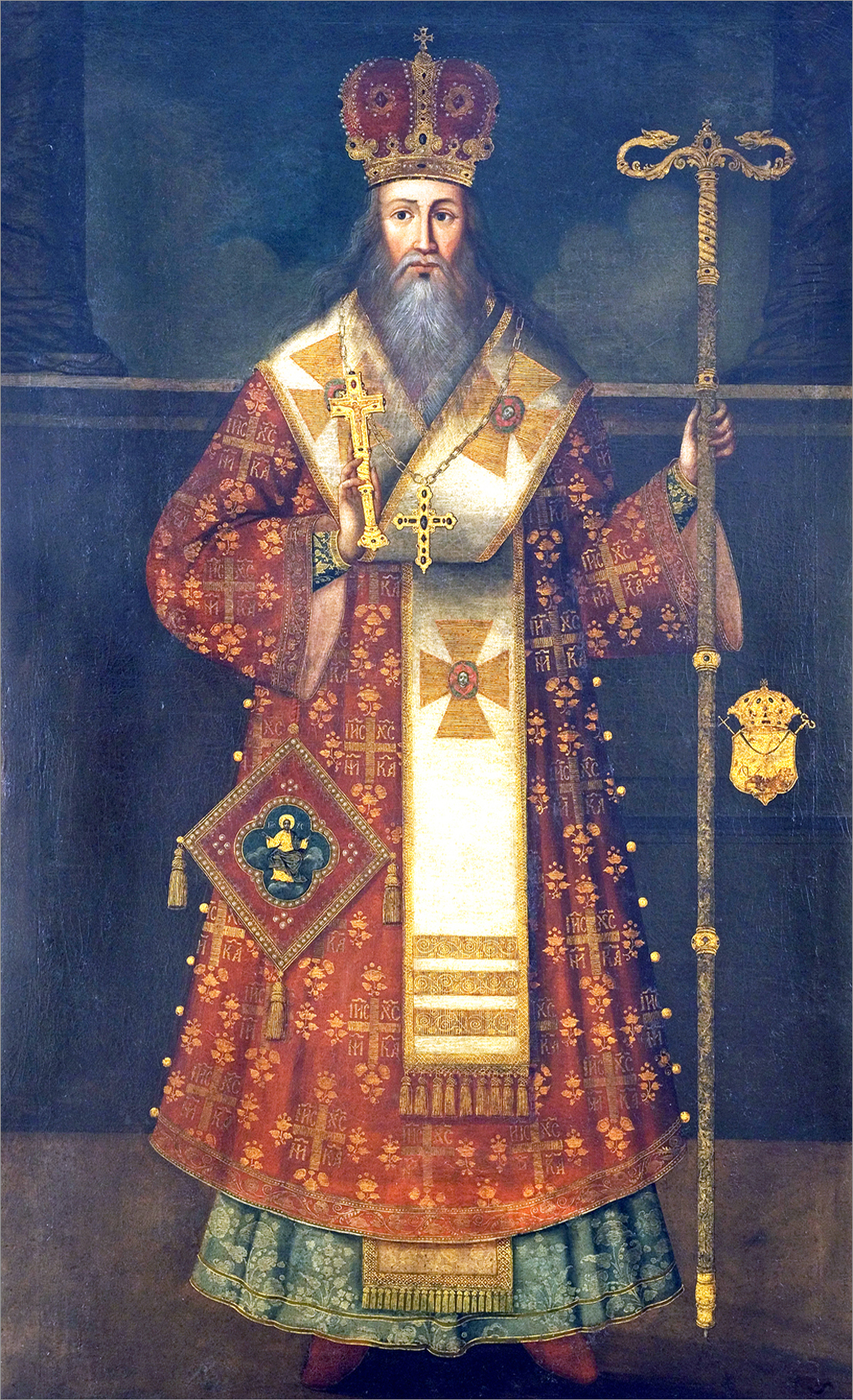
Сербський Патріарх Арсеній III

Унаслідок турецького завоювання сербські землі були розорені, сільське господарство занепало, гірничорудне виробництво майже повністю припинилося. Почався масовий відтік населення за Дунай і Саву, внаслідок якого етнічна територія сербів істотно розширилася в північному напрямку. Серби масово переселялися на землі сучасних Угорщини та Хорватії, які тоді входили до складу володінь Габсбургів, утворюючи там військовий стан граничарів. В обмін на військову службу, охорону кордону та участь у боях з турками гранічари отримували землю і звільнялися від сплати низки податків. При цьому в безлюдні рівнинні області і, особливо, в південні регіони країни (Косово) стали переселятися турки, скотарі-влахи і албанці. Християнське населення було обмежене в громадянських правах. Проте, на відміну від Албанії, Боснії та Македонії, в Сербії іслам прийняла лише невелика частина населення. У цьому головна заслуга належала Пецької патріархі, відновленому 1557 року, який у період османського панування відіграв роль центру національного і культурного згуртування сербського народу. Сербська православна церква загалом зберегла свої привілеї і володіння і як особлива конфесійна спільнота (міллета) користувалася самоврядуванням у культурних і релігійних питаннях, включно з можливістю створювати початкові школи.
Багато сербів були завербовані під час системи девширме, форми рабства в Османській імперії, за якої хлопчиків з балканських християнських сімей насильно навертали до ісламу та навчали для піхотних підрозділів османської армії, відомих як яничари.
Після завоювання, на Сербію була поширена військово-ленна система, при якій більша частина землі знаходилася у власності держави і була поділена на лени, власники яких — сипахи, були зобов'язані нести військову службу. Інші землі були передані церковним та громадським організаціям (вакуфи) або закріплені на праві власності за окремими представниками турецької аристократії (мюльк) або сім'ї султана (султанські хаси). В адміністративному відношенні територія Сербії увійшла до складу Румелійського еялету, а після завоювання турками Угорщини в середині XVI століття області на північ від Ниша було передано Будському еялету. Еялети поділялися на санджаки. Колишня територія Сербської деспотовини утворила Смедеревський (після завоювання Белграда в 1521 — Белградський) санджак. Так само, як і греки, серби, прийнявши іслам, могли піднятися на державній службі до візирів.
Феодальний клас періоду османського панування був представлений практично виключно мусульманами, як турками, так і слов'янами, що прийняли іслам (потурченці). Основу населення становило залежне селянство — райа, що мало право спадкового користування наділами і сплачувало поземельний (харадж) і подушний (джизія) податки султану, а також різні платежі феодалу. У Південній Сербії та придунайських областях зберігся значний прошарок скотарів-влахів, який користується певними привілеями і використовується для прикордонної служби. Основна маса селян була прикріплена до землі і не могла залишити її без дозволу місцевого феодала чи урядовця.

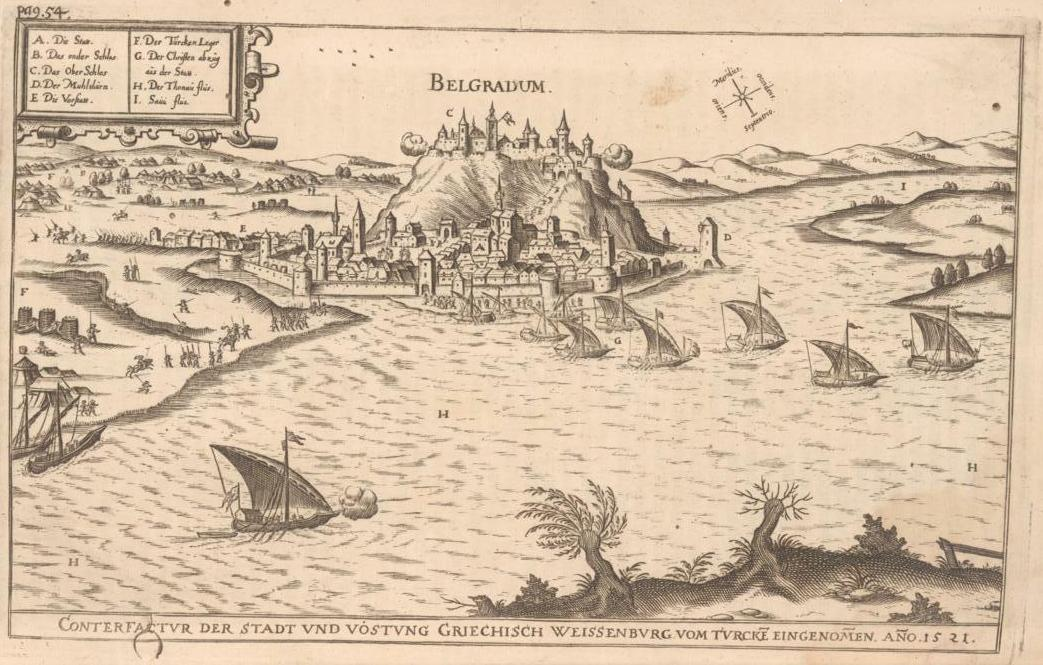
Белград у XVI столітті

З XVI століття в Сербії почалося пожвавлення ремісничого виробництва та міського життя. На перший план вийшли нові міські центри, що знаходяться на перетині торгових шляхів імперії Османа, насамперед Белград, захоплений турками в 1521 році, який незабаром став найбільшим торгово-ремісничим центром сербських земель. Проте, міста залишалися відірваними від округу, їх зростання практично не впливало на прогрес суміжних земель. Ремісниче виробництво було організовано на східний зразок у замкнуті корпорації, окремі для мусульман і християн. У торгівлі спочатку зберігалося панування іноземного капіталу — дубровницьких, венеційських і генуезьких купців, і орієнтація на Адріатичне узбережжя. Однак, починаючи з XVII століття, в умовах ослаблення італійських міст-держав все більшу роль у торгівлі грали місцеві купці. Проте, економічний розвиток сербських земель, як і раніше, значно відставав від європейського рівня.
З XIV століття щораз більше сербів почала мігрувати на північ, до регіону, відомого сьогодні як Воєводина, який у той час перебував під владою Угорського королівства. Угорські королі заохочували імміграцію сербів до королівства та наймали багатьох із них солдатами та прикордонниками. Під час боротьби між Османською імперією та Угорщиною це сербське населення здійснило спробу відновлення Сербської держави. У битві під Мохачем 29 серпня 1526 року Османська імперія розгромила угорську армію. Невдовзі після битви, лідер сербських найманців в Угорщині, Йован Ненад, встановив свою владу на території сучасної Воєводини. Він створив ефемерну незалежну державу зі столицею в Суботиці. 1527 року король Угорщини Ян переміг Йована Ненада та ліквідував його державу.
У XVII столітті розпочався процес занепаду Османської імперії. Військово-ленна система стала розкладатися, спахії відійшли від військової служби та перейшли до активної експлуатації своїх земель та залежного населення. Земельні володіння поступово перейшли до рук торгово-ремісничих кіл і яничарів та почали закріплюватися на праві власності (чифтлики). Центральна влада ослабла, держава зазнавала хронічної фінансової кризи. Місцеві феодали фактично вийшли з-під підпорядкування султану, у країні запанувала анархія, йшли постійні міжусобні зіткнення між спахиями, яничарами і пашами, які намагаються розширити свої володіння і які роблять грабіжницькі набіги на землі сусідів. Це супроводжувалося посиленням податкового та феодального гніту та суттєвим погіршенням становища християнської більшості. Були ліквідовані залишки автономії влахів, загострився релігійний антагонізм.
У XVIII столітті продовжився економічний підйом Північної Сербії, і особливо Белграда, тоді як господарство центральних і південних регіонів країни перебувало у застої, якому значною мірою сприяли нові руйнування під час австро-турецьких воєн кінця XVII — початку XVIII століття. Північна Сербія з 1716 по 1739 роки перебувала під контролем Австрії, що дало значний поштовх її економічному розвитку та зростанню торгівлі, насамперед дунайської, із Центральною Європою. Після повернення Північної Сербії під владу імперії Османа в 1739 році вона зберегла особливе положення. Тут був створений прикордонний Белградський пашалик, турецьке населення суттєво скоротилося, влада на місцях почала переходити до рук місцевої аристократії. Це супроводжувалося ослабленням феодального гніту, розпадом спахійної системи та прискоренням розвитку економіки, особливо скотарства, орієнтованого на Австрію.

### Визвольна боротьба
Відразу після турецького завоювання сербських земель почалася міграція частини сербів на незайняті турками землі за Дунай і Саву: до Срема, Бачки, Баната, Славонії, а також до північної Боснії. У південній Угорщині (сучасна Воєводина) була створена сербська військова адміністрація з центром у Купнику (Срем), на чолі якої стояли князі, які вважають себе спадкоємцями правителів Сербської деспотовини. Серби брали активну участь в угорсько-турецьких війнах кінця XV — початку XVI століття, проте після розгрому Угорського королівства при Мохачі у 1526 ці землі також потрапили під владу Османської імперії.
Європейські держави, і зокрема Австрія, вели багато воєн проти Османської імперії, іноді за допомогою сербів. Під час австрійсько-османської війни (1593—1606), у 1594 році, деякі серби взяли участь у повстанні в Банаті — паннонській частині Османської імперії, і султан Мурад III у відповідь спалив мощі Святого Сави. Австрія розмістила війська в Герцеговині, але після підписання миру між Османською імперією та Австрією, Австрія покинула сербів напризволяще. Така послідовність подій стала типовою для наступних століть.
Під час великої війни (1683—1690) між Османською імперією та Священною Лігою, створеною за підтримки Папи Римського, до складу якої входили Австрія, Річ Посполита та Венеція, ці три держави, використовуючи стратегію «розділяй і володарюй», спонукали, зокрема, сербів до повстання проти османської влади, і незабаром повстання та тероризм поширилися по всіх західних Балканах: від Чорногорії та узбережжя Далмації до басейну Дунаю та регіонів Македонії, Рашки, Косово та Метохії. Однак, коли австрійці почали виводити війська з Османської імперії, вони запросили вірних Австрії людей приєднатися до них на північ, на угорські території. Змушені вибирати між помстою Османської імперії та життям в Угорщині, деякі серби покинули свої маєтки та під проводом патріарха Арсенія Чарноєвича вирушили на північ. Так відбулося перше «Велике переселення сербів». Друга велика хвиля міграції сербів пройшла після невдалої для Австрії війни 1737—1739 років.
Велике переселення сербів стало однією з ключових подій сербської історії. Воно спричинило значні зміни в політичному та суспільному житті сербів, а також серйозно змінило етнічні кордони сербського народу. Південна Сербія (Рашка, Косово і Метохія) втратили до того домінуючий сербський компонент. На місце сербів, які залишили ці регіони, масово переселялися албанці та турки. З цього часу Рашка також отримала турецьку назву Санджак. Менше змінилася етнічна карта Центральної Сербії, однак і звідти йшло на північ сербське населення. Велике переселення призвело до різкого збільшення кількості сербів на територіях Славонії, Бачки, Барані та Південної Угорщини.
Переселяючи албанців у райони Південної Сербії, Османська імперія всіляко намагалася розпалити антагонізм між ними. Албанці-мусульмани перебували в набагато більш привілейованому становищі, ніж православні серби, які при турках мали мінімум прав. Покладаючись на албанців, Стамбул прагнув зупинити розвиток політичної активності сербів і не допустити серед них зростання визвольної боротьби.
Стамбул також прагнув обмежити політичну діяльність православного духовенства в Сербії. З першої половини XVIII століття турки стали самі призначати патріархів, яких раніше обирали на церковних соборах і тільки затверджували султанські берати. Монастирі та церкви розграбовувалися мусульманами, почалися економічні утиски духовенства. З кінця 1730-х років патріархами стали призначати лояльних до Імперії греків, які, своєю чергою, прагнули вести політику еллінізації і просто грабували майно патріархії. У 1766 році було скасовано Печську патріархію, а через рік — Охридську архієпископію, підпорядковані Константинопольському патріарху. Це позбавило православне населення Західних Балкан інституту, який раніше був одним із чинників його консолідації.
Ще один важливий епізод в історії регіону відбувся у 1716—1718 роках, коли території від Далмації та Боснії і Герцеговини до Белграда і басейну Дунаю стали ареною нової австро-османської війни, розпочатої принцом Євгеном Савойським. Частина сербів знову стала на бік Австрії. Після підписання мирного договору в Пожареваці Османська імперія втратила всі свої володіння в басейні Дунаю, а також сучасні північну Сербію і північну Боснію, частини Далмації і Пелопоннесу.
Новий етап боротьби розпочався після російсько-турецької війни 1768—1774 років та підписання Кючук-Кайнарджійського миру, який надав Росії право захисту православного населення в Османській імперії. У роки війни Австрії та Росії з Туреччиною 1787—1792 років у Сербії, насамперед у Белградському пашалику, спалахнуло велике повстання проти влади Османа. Були сформовані сербські добровольчі загони, що боролися у складі австрійської армії, яка, проте, зазнала поразки.
Хаджи Мустафа-паша був військовим губернатором Белграда з 1793 по 1801 рік. На відміну від більшості вищих османських призначенців, він не належав до заможного і військово могутнього класу аянів — місцевої знаті. Натомість він був кар'єрним бюрократом, який ворогував з аянами. Султан Селім III (1789—1807) хотів рецентралізувати управління провінціями, але цей експеримент виявився невдалим через союз між аянами та корумпованими яничарами.

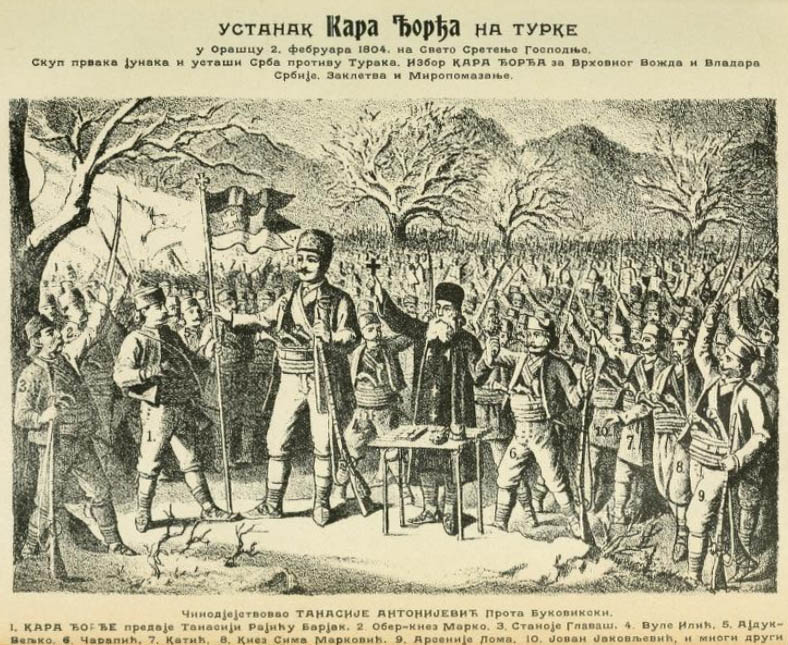
Збір в Орашаці, початок Першого сербського повстання

Остання австро-османська війна відбулася у 1788-91 роках, коли австрійці підбурювали християн Боснії та Сербії до повстання. Після цього не було жодних воєн аж до ХХ століття, яке ознаменувало падіння Австрійської та Османської імперій, влаштоване європейськими державами одразу після Першої світової війни.

### Воєводина під владою Габсбургів

Мілош Обренович, князь Сербії (1815—1839)

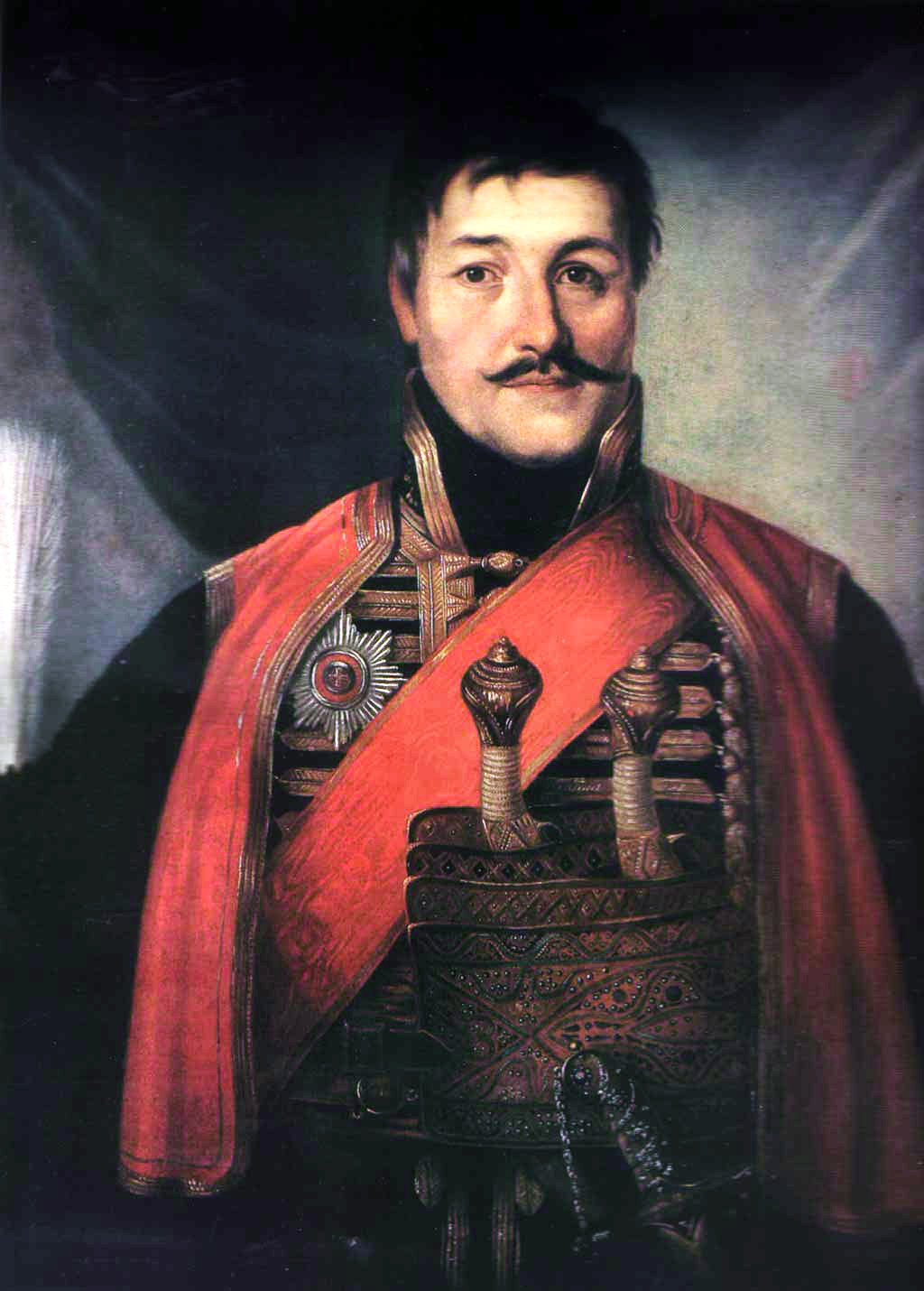
Карагеоргій. В. Боровиковський, 1816

Протягом XVIII—XIX століть головним центром національного відродження сербського народу і найрозвиненішою в суспільно-культурному та соціально-економічному плані сербською територією була Воєводина. Унаслідок австро-турецьких воєн кінця XVII — початку XVIII століття межа між Османською імперією і володіннями Габсбургів встановилася вздовж Дунаю і Сави. Території Срема, Бачки, Барані та Банату, які протягом XV—XVII століть активно заселялися сербами, опинилися під владою Австрійської монархії. На початку XVIII століття серби становили переважну більшість населення цих регіонів, спустошених столітніми турецькими вторгненнями. Правове становище сербів регулювалося затвердженими Леопольдом I 1690 року «Привілеями», за якими сербським переселенцям гарантувався захист імператора, свобода віросповідання, а також церковна автономія з правом обрання православного митрополита. Резиденція митрополита перебувала в Сремських Карловцях. У 1701—1702 роках території вздовж Дунаю, Сави і Тиси були включені до складу Військової границі — особливого воєнізованого адміністративного утворення, підпорядкованого безпосередньо Відню. Населення Військового кордону користувалося значними привілеями, але було зобов'язане нести військову службу з охорони кордонів Австрійської монархії. Решта території була розділена між комітатами Угорського королівства. Деякий час (1718—1778) існувала також окрема коронна земля Темешський Банат із центром у Темешварі. Австрійський уряд заохочував колонізацію прикордонних земель, унаслідок чого в XVIII столітті чисельність населення цих областей різко зросла, а крім сербів утворилися великі етнічні прошарки угорців, німців, а в рівнинному Банаті — і румунів. Якщо у Військовому кордоні панувало дрібне селянське землеволодіння, то в цивільній частині Срема і Барані — велике поміщицьке господарство угорських і німецьких землевласників. У Бачці й Банаті основна частина земель належала короні і здавалася в оренду місцевим селянам.
Темпи економічного, суспільно-політичного та культурного розвитку сербських областей Австрійської імперії значно перевершували розвиток територій, які залишалися під владою Туреччини. Вже у XVIII столітті намітився суттєвий прогрес у землеробстві, завдяки будівництву мережі каналів у Бачці та Банаті було освоєно великі земельні площі, а першій половині ХІХ століття почалося активне впровадження сучасних методів господарювання та нових сільськогосподарських культур (рис, тютюн, тутове дерево), насамперед у великих маєтках Громадянського Срема. Паралельно йшов процес розкладання громад та експропріації громадських угідь. У Військовому кордоні економічний розвиток дещо стримувався збереженням задруг і військовим режимом. Швидко росли міста — Новий Сад, Суботиця, Сомбор, розширювалася торгівля, наприкінці XVIII століття виникли перші мануфактури, активно розроблялися родовища кам'яного вугілля, склався досить сильний прошарок сербської торгово-ремісничої буржуазії.

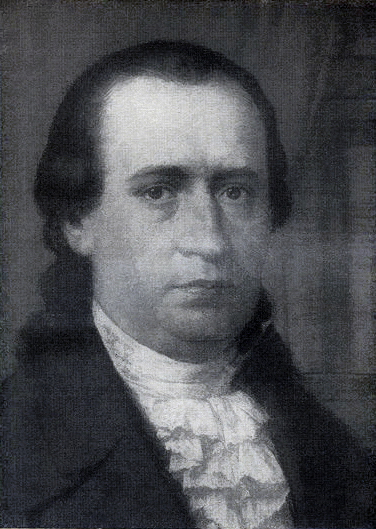
Досифей Обрадович

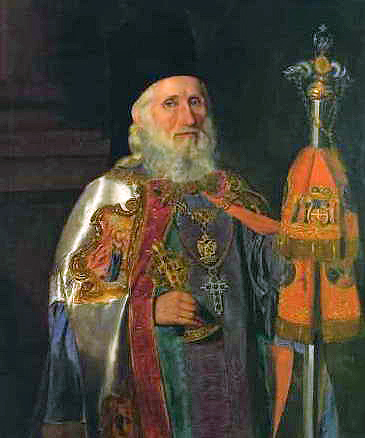
Йосип Раячич

Економічний і соціальний прогрес сприяв більш ранньому становленню національної самосвідомості сербів Австрійської імперії. Уже в другій половині XVIII століття народно-церковні сабори, скликані для обрання митрополитів, висували вимогу об'єднання всіх населених сербами земель у складі монархії Габсбургів і надання їм автономії. Одночасно ускладнювалися сербо-угорські відносини. Включення частини колишнього Військового Кордону до комітатської системи Угорщини, здійснене імператрицею Марією-Терезією, спричинило невдоволення сербів і переселення кількох тисяч родин на запрошення Єлизавети Петрівни до України, де виникли групи поселень Нова Сербія та Слов'яносербія. 1779 року було ліквідовано світські права карловацького митрополита, що призвело до падіння ролі православного духовенства. Однак уже 1792 року тиск сербських саборів змусив Леопольда II визнати сербів рівноправними громадянами Угорського королівства і надати їм доступ до державної служби. На чолі національного руху сербів Воєводини на початку XIX століття став митрополит Стефан Стратимирович, який виступав за відродження слов'яно-сербського царства. Паралельно йшли процеси національного відродження, в університетських містах імперії (Пожонь, Пешт, Грац) з'явилася високоосвічена сербська інтелігенція, виникла сучасна сербська література (Досітей Обрадович та ін.), бурхливо розвивалося книгодрукування, розширювалася мережа шкіл і літературних товариств. 1826 року в Пешті було засновано «Матиця сербська» (1864 року перенесено в Новий Сад).
Після початку Угорської революції 1848—1849 років було висунуто вимоги об'єднання сербських земель і надання їм широкої національної автономії, проте угорський революційний уряд відкинув ці пропозиції. Це призвело до масового збройного повстання сербів проти угорської влади, на чолі якого став митрополит Йосип Раячич. У Сремські-Карловцях було скликано народну скупщину сербів Австрійської імперії, яка проголосила утворення автономної Сербської Воєводини, що включала Срем, Бачку, Банат і східну частину Військового кордону. У відповідь у Воєводину було введено угорські війська. Раячич, який отримав від скупщини всю повноту цивільної влади у Воєводині, почав переговори з імператором і підтримав придушення угорської революції. Військові дії спочатку розвивалися несприятливо для сербів, проте після інтервенції російської армії 1849 року, яка 1849 року розбила угорські війська, революція була придушена. Того ж року було утворено окрему коронну землю Сербська Воєводина і Темешський Банат, що включила до свого складу більшу частину населених сербами земель імперії. Офіційними мовами були оголошені німецька та «іллірійська» (сербська). Але вже 1860 року це утворення було скасовано, а сербські території знову розділені між угорськими комітатами (Срем 1868 року увійшов до складу автономного Хорвато-Славонського королівства). У 1881 році було також остаточно ліквідовано Військовий кордон.

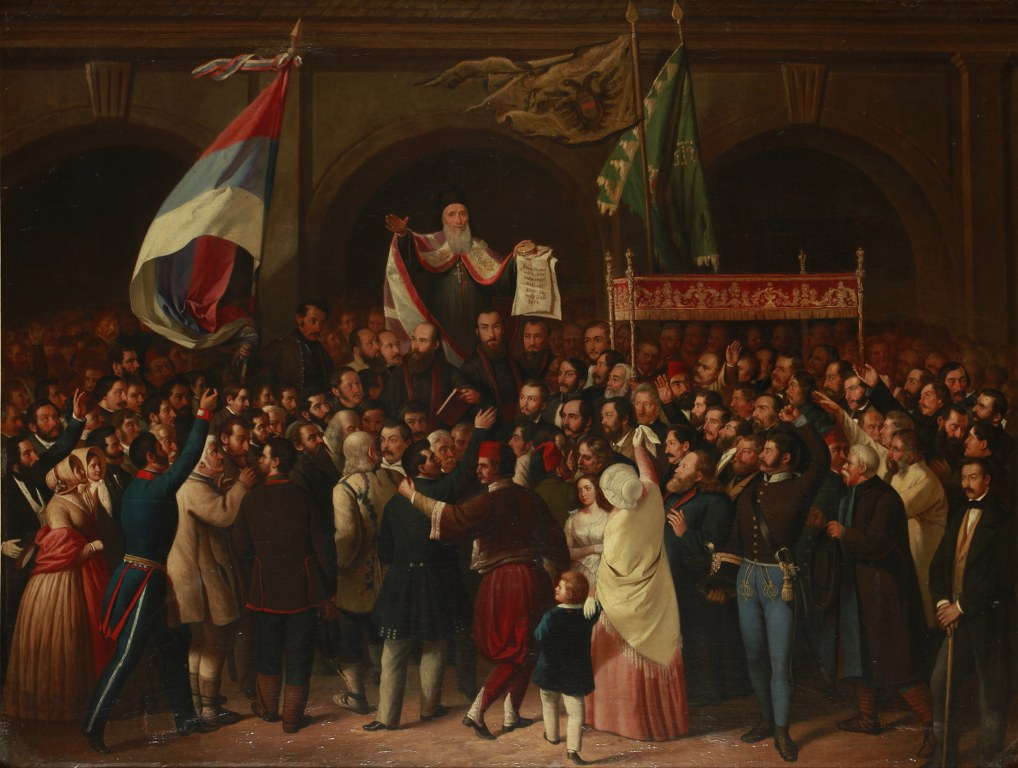
Травнева скупщина та проголошення Сербської Воєводини

У другій половині XIX століття в національному русі сербів Воєводини посилилося ліберальне крило, на чолі якого стояв Світозар Милетич і заснована 1866 року молодіжна організація «Омладіна». Ліберали на перший план висунули вимоги демократичних перетворень і були готові йти на союз з угорцями проти віденського абсолютизму. Однак після укладення Австро-угорської угоди 1867 року національний рух набув різкої антиугорської спрямованості, а головною метою стала політична автономія Воєводини і федералізація Австро-Угорщини. В економічному плані друга половина XIX століття ознаменувалася бурхливим розвитком сільського господарства, чому сприяло скасування Кріпацтва 1848 року й аграрна реформа 1853 року. Водночас підйом промисловості відбувався значно повільнішими темпами, розвивалися насамперед галузі, пов'язані з переробкою сільськогосподарської продукції, і, почасти, текстильна промисловість. Фінансово-кредитний сектор перейшов під повний контроль австрійського та угорського капіталу, тоді як сербська буржуазія займалася, головним чином, торгівлею і землеробством. Серед найбільших діячів сербської науки, літератури та мистецтва у Воєводині середини — другої половини XIX століття виділяються основоположник сербської філології Джуро Даничич, поети Бранко Радичевич і Йован Змай, композитор Корнеліє Станкович, історик Іларіон Раварац.

Етнічний склад земель Воєводини за даними перепису 1910 року був таким: Бач-Бодрог: угорці — 45 % (в основному, на півночі), німці — 23 %, серби — 18 %; Торонталь: серби — 32 %, німці — 27 %, угорці — 21 %; Темеш: румуни — 34 %, німці — 33 %, угорці — 16 %, серби — 14 %; Срем: серби — 44 %, хорвати — 26 %, німці — 16 %.

### Сербська революція та автономне князівство (1804—1878)
Після війни турецька влада пішла на істотне розширення повноважень органів місцевого самоврядування в Бєлградському пашалику та вжила заходів щодо обмеження самовладдя яничар. Але вже 1801 року в умовах ослаблення центральної влади яничари здійснили переворот і захопили владу в Белграді. За цим послідував поділ земель, збільшення феодальних платежів, усунення місцевої аристократії від участі в управлінні та криваві репресії проти сербів. У відповідь 1804 року в Белградському пашалику спалахнуло Перше сербське повстання. На чолі повсталих став великий воєвода Карагеоргій. Незабаром практично вся територія пашалика була звільнена від турецької влади. Якщо спочатку повсталі виступали лише проти засилля яничар, то після провалу переговорів із центральним урядом і початку російсько-турецької війни, вони стали орієнтуватися на досягнення незалежності. Турки були вигнані; їхні володіння та майно перерозподілені між сербами. Були сформовані центральні органи влади, місцева адміністрація та судова система. Водночас почалися розбіжності між керівниками повстання: Карагеоргієм, який оголосив себе 1808 року спадковим верховним ватажком сербського народу, та іншими сербськими князями. Після укладення Бухарестського миру 1812 року і виходу Росії з війни почався масований наступ турків. Незважаючи на героїчну оборону, 1813 року турки захопили Белград. Повстання було придушене, відбулися масові репресії.

Герб Князівства Сербія

Сербія здобула автономію від Османської імперії в результаті двох повстань 1804 року (під керівництвом Джордже Петровича — Карагеоргія) та 1815 року (під керівництвом Мілоша Обреновича), хоча турецькі війська продовжували перебувати в столиці, Белграді, до 1867 року. 1817 року Князівство Сербія отримало фактичну незалежність від Османської імперії. В 1830 році після надання Сербському князівству автономії у складі Османської імперії склались сприятливі умови для подальшої боротьби сербів за повну незалежність. Однак цьому процесу заважали внутрішні суперечки та усобиці між династіями Обреновичів та Карагеоргієвичів, а також між князем і опозицією. Крім того, різні сербські землі знаходились у складі різних держав (Воєводина була частиною Габсбурзької імперії), що заважало швидкому утворенню національної держави та збиранню докупи всіх сербських земель. Особливо це посилилося з 1867 року, коли угорці в імперії отримали рівні права з Австрією. Проте сербські очільники активно діяли в напрямку здобуття самостійності.
Економіка автономної Сербії залишалася відсталою. Провідну роль грало скотарство, передусім свинарство, орієнтоване експорту до Австрії. Хоча селяни отримали власність свої земельні наділи, існували численні пережитки феодалізму та зберігався важкий податковий гніт. У сільському господарстві панувало дрібне та середнє селянське землеволодіння, відбувався розпад задруг, який, однак, намагався стримати державу, встановивши обов'язковий мінімум величини селянського наділу. У той же час продовжувався розвиток ремесла та міст. Населення Белграда збільшилось у кілька разів, тут сконцентрувалося понад третину ремісничого виробництва країни. Бурхливо розвивалася торгівля, зокрема місцева, склалася досить сильний прошарок торгової буржуазії. У розвитку міського життя та культури князівства провідна роль належала вихідцям із сербських земель Австрійської імперії, які були значно розвиненіші в культурному та суспільному відношенні. «Пречанські серби» (від серб. преко — «за», тобто серби з-за Дунаю і Сави) стояли біля перших гімназій, друкарень і газет, нової міської архітектури європейського типу.
З початку існування Сербського князівства в ньому встановилася всевладдя родини Обреновичів. Князь Мілош повністю контролював адміністрацію та судову систему, в результаті поділу колишніх турецьких володінь сформувалася нова сербська знать, перші місця в якій посіли родичі князя. У 1817 році було вбито Карагеоргія, який представляв серйозну загрозу правлінню Мілоша Обреновича. У князівстві були відсутні демократичні правничий та свободи, і навіть гарантії недоторканності власності. За Мілошем Обреновичем було визнано спадковий титул князя Сербії. Мусульманам (зокрема і слов'янам) було заборонено проживати біля Сербії, крім фортець. Режим особистої влади Мілоша викликав незадоволення торговців та верхівки бюрократії. Під їх тиском у 1835 році Сербська скупщина прийняла першу конституцію країни («Стрітенський статут»), що проголосила основні свободи, що суттєво обмежило владу князя. Однак за підтримки Росії та Туреччини Мілош Обренович невдовзі її скасував. 1838 року в Стамбулі була затверджена нова конституція («Турецький статут»), яка ввела свободу торгівлі, ліквідувала пережитки феодалізму та спахійної системи, дещо обмежила самовладдя князя установою Державної ради та розширила прерогативи Порти у сфері формування органів влади князівства.

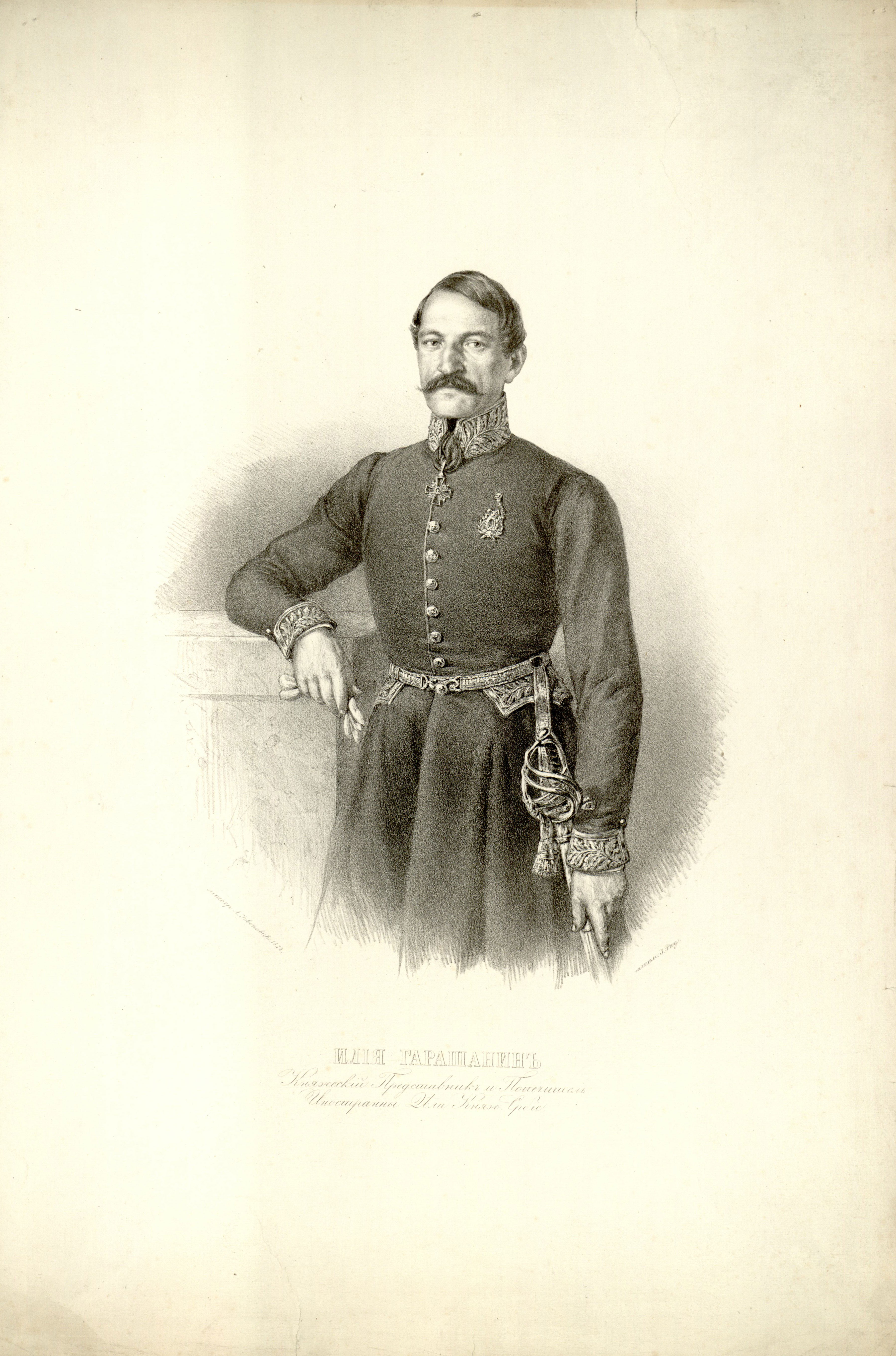
Ілля Гарашанін. А. Іоанович, 1852

1839 року Мілош Обренович зрікся престолу, новим князем став його неповнолітній син Михайло. Фактична влада, однак, перейшла до рук олігархічної Державної ради, в якій домінувало угруповання уставобранітелів («захисників конституції»), які представляли інтереси вищих урядовців і великої торгової буржуазії. Уставобранітелям 1842 року вдалося повалити Обреновичів і проголосити князем Олександра Карагеоргійовича. У період правління уставобранітелів Сербія відійшла від орієнтації на Росію і зблизилася з Австрією, було посилено поліцейсько-бюрократичний характер держави, скупщину не скликали, економічне становище країни різко погіршилося. Водночас уперше було вироблено принципи нової зовнішньої політики, націленої на об'єднання всіх південних слов'ян (які розуміли як єдиний народ — серби) під владою Сербського князівства. Ця програма була сформульована 1844 року міністром внутрішніх справ Ілією Гарашаніним у його праці «Нариси» і передбачала створення військовим шляхом на руїнах Османської імперії Великої Сербії. Надалі ця ідеологія лягла в основу зовнішньої політики країни в XIX — на початку XX століття. Тим часом у Сербії активно створювалися школи, гімназії та інші установи системи освіти. 1838 року в Белграді було засновано ліцей — перший заклад вищої освіти Сербії, з якого пізніше виник Белградський університет. У 1841 році виникло просвітницьке Товариство сербської словесності, біля заснування якого стояв родоначальник сербського драматичного мистецтва Йован Попович. У цей же час завдяки працям Вука Караджича оформилася сербська мова на основі штокавських діалектів Герцеговини.

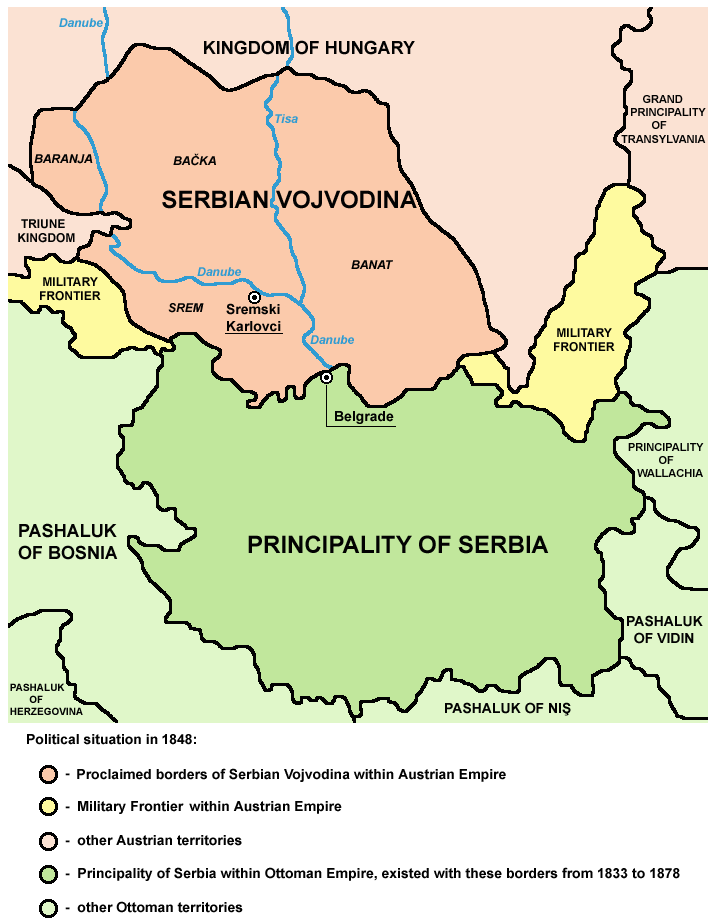
Південна та Північна Сербія (Воєводина) у 1848 році

Під час революцій 1848 року серби в Австрійській імперії проголосили сербську автономну провінцію, відому як Сербська Воєводина. Сербія надавала військову підтримку повсталим Воєводини. Революція змусила уставобранців дещо лібералізувати режим: у 1848 році було розширено повноваження скупщини, виборче право отримали всі платники прямих податків.
Рішенням австрійського імператора в листопаді 1849 року ця провінція була перетворена на австрійський коронний край, відомий як Воєводство Сербія і Темеш-Банат (Герцогство Сербія і Таміш-Банат). Всупереч волі сербів, провінція була скасована в 1860 році, але серби регіону отримали ще одну можливість досягти своїх політичних вимог у 1918 році.

Під час Кримської війни уряд Сербії зберігав нейтралітет, а за умовами Паризького миру 1856 року автономія князівства була розширена і закріплена гарантіями великих держав. Наприкінці 1850-х років в умовах економічної кризи загострилися відносини між статутообертателями та князем, який супроводжувався підйомом ліберальної опозиції. Під її тиском 1858 року була скликана Святоандріївська скупщина, яка обмежила прерогативи Державної ради і передала всю повноту законодавчої влади скупщині. Князь Олександр був усунений, до влади повернувся Мілош Обренович. Режим уставобранців упав.

Михайло Обренович, князь Сербії (1860—1868)

У 1860-ті роки знову посилилася влада князя, скупщина і Державна рада перетворилися на дорадчі органи, збільшилася централізація адміністративної системи, продовжилися репресії щодо лібералів. Одночасно активізувалася зовнішня політика, націлена на скасування конституції 1838 року і досягнення Сербією повної незалежності від Туреччини. Було запроваджено загальну військову повинність, створено народне військо, на Балканах розширено мережу сербських агентів, які вели підготовку повстання. У 1866—1868 роках було укладено угоди про союз з Грецією, Румунією, Чорногорією, налагоджено зв'язки з болгарським і хорватським визвольними рухами.

1862 року випадкова бійка на вулицях Белграда між кількома турками і сербами спричинила народні заворушення, що закінчилося розгромом сербами турецького кварталу. Турецький гарнізон відповідав на це з цитаделі бомбардуванням Белграда, яке тривало три дні (17-19 червня), але завдало порівняно незначної шкоди. Народ швидко озброївся, на вулицях Белграда було споруджено барикади; однак справа не дійшла до війни внаслідок подань іноземних консулів як турецькій, так і сербській владі. Під тиском іноземних урядів Порта погодилася на знищення турецького кварталу в Белграді та на виселення турків із Сербії.

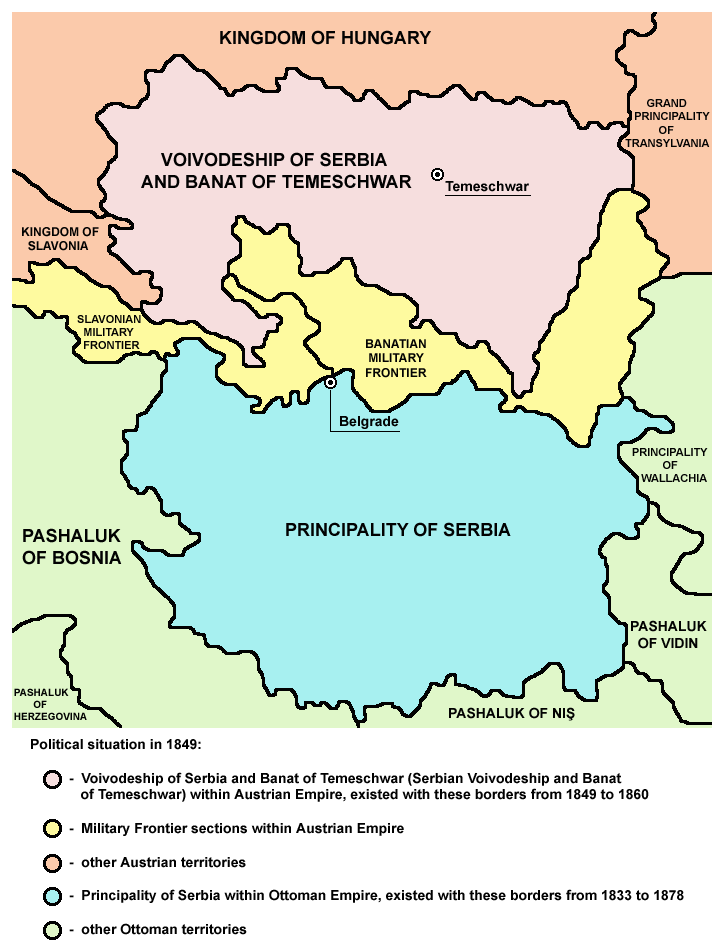
Сербські землі в середині XIX століття

У 1867 році під тиском Росії Туреччина вивела свої гарнізони із сербських фортець. Слідом за ними князівство покинула більша частина мусульманського населення. З іншого боку, антитурецька політика князя Михайла сприяла перетворенню країни на центр тяжіння всіх православних слов'ян Османської імперії: за 30 років — з 1834 до 1863 року — чисельність населення Сербії подвоїлася і перевищила 1,1 мільйона осіб.Серби розпочали не лише національну, але й соціальну революцію. У процесі національної єдності Сербія пройшла певну модернізацію. Успіхи включали свободу від іноземного панування, отримання землі селянами, перетворення Белграда на політичний і культурний центр, а також поширення прийняття сучасних європейських норм та економічних інститутів. Менший успіх відобразився у тривалих затримках і розчаруваннях, триваючій глибокій бідності та зростаючій прірві між модернізаційною міською елітою і традиціоналістичним селянством.
У той же час почався підйом ліберального руху: у 1866 році у Воєводині було створено молодіжне товариство «Омладіна», яке стало на чолі національного політичного та культурного відродження. У 1864 році засновано Сербське наукове товариство, пізніше перетворене на Сербську академію наук та мистецтв. 1868 року в Белграді відкрився перший національний театр.
Однак у країні зберігався режим особистої влади князя Михайла, що викликало невдоволення ліберальних кіл суспільства. У 1869 році Михайла Обреновича було вбито, до влади на час неповноліття його спадкоємця князя Милана прийшли ліберали на чолі з Йованом Ристичем і Миливоєм Блазнавацем. Їм вдалося домогтися прийняття нової конституції («Намісницького статуту» 1869), що розширила демократичні свободи і прерогативи скупщини, що періодично скликається, без згоди якої князь не міг видавати закони. Високопосадовці Австро-Угорської імперії лобіювали схвалення Османською імперією ліберальної конституції Сербії 1869 року, остаточне затвердження якої залежало від Порти. Стратегія Відня полягала в тому, що ліберальна політична система в Сербії відверне імпульс до розпалювання націоналістичних заворушень у сусідніх країнах, а також затримає її зусилля щодо розширення територій за рахунок Османської імперії.
Незабаром після початку 1875 року Герцеговинського повстання Сербія почала підготовку до війни і 18 червня 1876 року оголосила війну Туреччині. Однак через два тижні наступ сербської армії захлинувся. Лише втручання Росії, яка змусила Туреччину укласти перемир'я, запобігло військовій катастрофі. Але вже 1877 року, з початком російсько-турецької війни, військові дії поновилися. За підтримки російської армії було звільнено значну частину Південної Сербії, взято Ниш, Пірот, Вране.
За Сан-Стефанським договором Османська імперія визнавала незалежність Сербії. У результаті було укладено союз з Австрією, і за Берлінським трактатом 1878 року.

### Князівство/Королівство Сербія (1878—1918)
Після російсько-турецької війни 1878 року автономне князівство стало міжнародно визнаною державою. Сан-Стефанський мирний договір визнавав незалежність Сербії, проте частина територій, на які вона претендувала, передавалася Болгарії. Берлінський конгрес визнав розширення території Сербії: було приєднано Ниш, Пірот, Вране і всю південно-східну Сербію з населенням понад 300 тисяч осіб. Також було визнано незалежність Сербської держави. Сам прецедент здобуття суверенітету дав державі можливості до подальшого виходу на зовнішньополітичну арену. Сербія залишалася князівством або княжевиною (knjaževina) до 1882 року, коли стала королівством, в якому внутрішня політика здебільшого оберталася навколо династичного суперництва між родинами Обреновичів та Карагеоргієвичів.

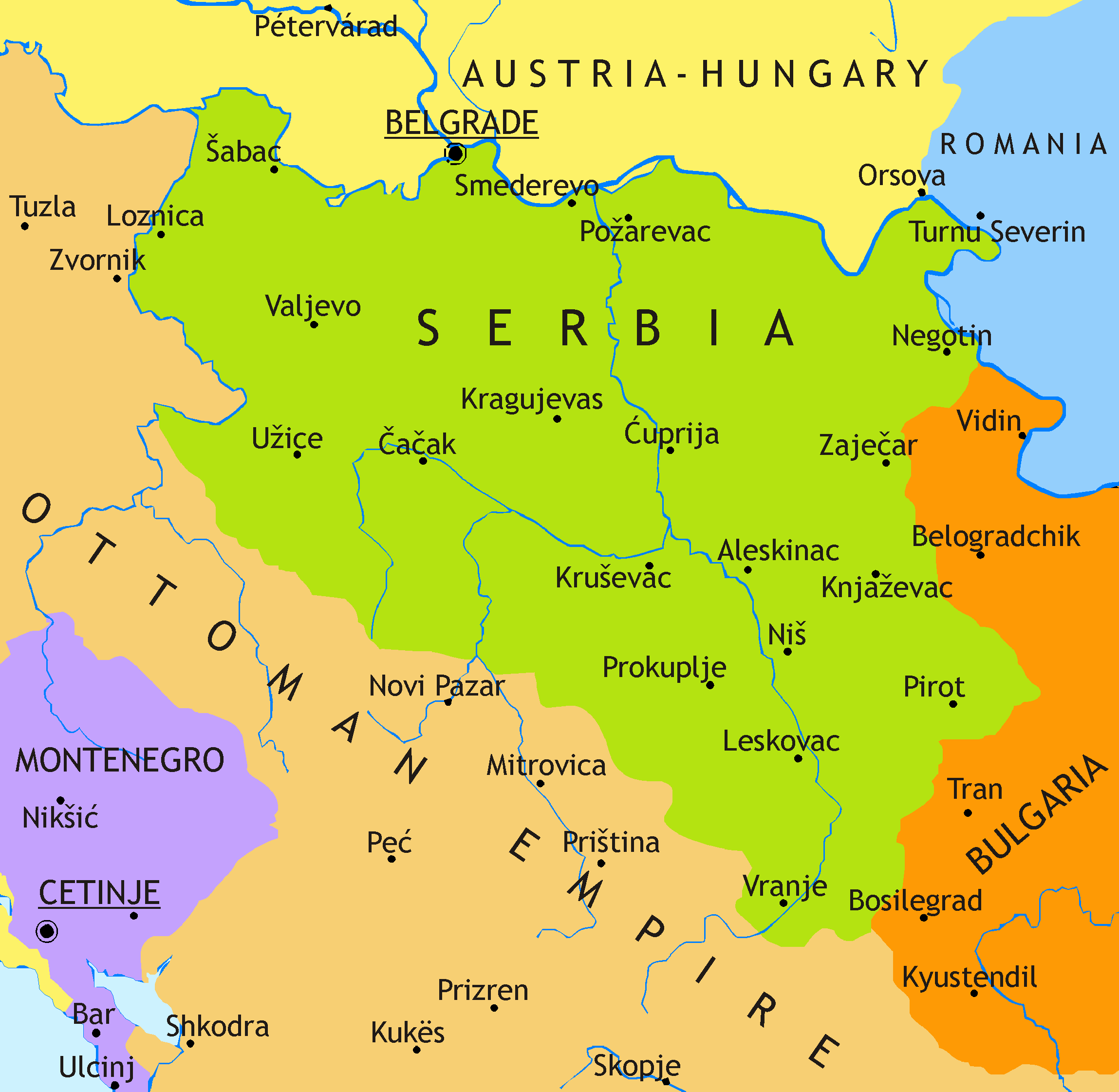
Сербія в кордонах 1878—1912 років

Цей період ознаменувався зміною двох династій, що походили від Георгія Петровича — Карагеоргія, лідера Першого сербського повстання, та Мілоша Обреновича, лідера Другого сербського повстання. Подальший розвиток Сербії характеризувався загальним прогресом в економіці, культурі та мистецтві, насамперед завдяки мудрій державній політиці направлення молоді до європейських столиць для здобуття освіти. Усі вони повернули новий дух і нову систему цінностей.
До кінця XIX століття Сербія залишалася відсталою аграрною країною. Понад 89 % населення було зайнято в сільському господарстві. Повністю панувало дрібне селянське виробництво, яке практично не використовувало машини та сучасні методи господарювання. Головною галуззю сільського господарства залишалося свинарство, орієнтоване на експорт до Австрії, а також вирощування кукурудзи. До кінця XIX століття в основному завершився розпад задруг, однак заходи уряду щодо охорони мінімуму селянського наділу перешкоджали формуванню ринку найманої праці в сільському господарстві. Будь-яких великих промислових підприємств не існувало, незважаючи на державну політику заохочення промислового розвитку, зберігалося повне домінування ремісничого виробництва. На виконання зобов'язань, прийнятих Сербією на Берлінському конгресі, 1881 року розпочалося залізничне будівництво, що мало зв'язати Відень із Салоніками та Стамбулом. Будівництво залізниці, однак, не стало поштовхом до прискорення економічного розвитку і практично не вплинуло на життя сільського населення країни. Зовнішня торгівля була сильно залежна від Австро-Угорщини, яка споживала до кінця XIX століття до 86 % сербського експорту. Основною статтею торгівлі залишалася продукція тваринництва. Постійно зростав державний борг, головним кредитором також була Австро-Угорщина.

Милан Обренович, Стева Тодорович, 1880-ті

Крім фінансово-економічної залежності від Австро-Угорщини наприкінці ХІХ століття посилилася політична залежність. Проавстрійський курс князя Мілана Обреновича та консерваторів після Берлінського конгресу привів до укладання в 1881 році австро-сербської конвенції, відповідно до якої зовнішня політика країни була підпорядкована Відню та фактично встановлено австрійський протекторат над Сербією. Відповідно до цієї конвенції Сербія зобов'язалася не укладати жодного договору з іншою державою без згоди австрійської влади, а також припиняти пропаганду, що ведеться з її території в Боснії та Новопазарського санджаку. Князь Милан також відмовився від претензій на Боснію, Герцеговину та Новопазарський санджак. У відповідь Австро-Угорщина гарантувала підтримку династії Обреновичів та погодилася на проголошення Сербії королівством. 22 лютого 1882 року Милан був оголошений королем сербів. Певну проблему представляли новопридбані за умовами Берлінського миру землі: на цих територіях було розгорнуто політику інтеграції та етнічної гомогенізації, в результаті якої мусульманське населення було вигнано, а його володіння розділені між православними сербами.
Для внутрішньополітичного життя в 1880-х роках було характерно становлення політичних партій і гостра боротьба між ними, насамперед між правлячою младоконсервативною Сербською прогресивною партією (напередняки) Мілана Пірочанаца і Народною радикальною партією Пера Тодоровича та Миколи Пашича, якій вдалося залучити на свій бік широкі верстви сільського населення, інтелігенцію та дрібне духовенство. Напредняки провели низку законів, покликаних модернізувати країну, проте їхня реалізація просувалася вкрай повільно. Зокрема, незважаючи на ухвалення 1882 року закону про загальну початкову освіту, через брак шкіл і вчителів на кінець XIX століття неписьменними залишалося понад 75 % населення Сербії. Орієнтація князя і напредняків на Західну Європу викликала невдоволення русофільськи налаштованих селян і духовенства. Тимоцьке повстання, що спалахнуло 1883 року, у східній Сербії було незабаром придушене військами, пішли жорсткі репресії проти учасників руху і членів Радикальної партії.

Олександр Обренович, Влахо Буковац, 1900

1885 року Сербія вплуталася у війну з Болгарією, оскарживши приєднання до останньої Східної Румелії. Незважаючи на кращу зброю та вмілих командирів, Сербія програла війну. Лише втручання Австро-Угорщини дозволило укласти мир і уникнути територіальних втрат. Військова поразка в поєднанні з фінансовою кризою і політичною нестабільністю змусила короля Мілана піти на поступки радикалам. 22 грудня 1888 року було затверджено нову конституцію, яка розширила виборче право, прерогативи скупщини і гарантувала демократичні права і свободи. Незабаром Мілан Обренович зрікся престолу. За його неповнолітнього наступника Олександра Обреновича до влади прийшли радикали, які провели демократичні реформи, відновили союз із Росією та активізували сербську пропаганду в балканських володіннях Туреччини. Однак після повернення з еміграції Мілана Обреновича 1894 року почалося повернення до авторитаризму і репресій, а конституцію 1888 року було скасовано. Проте політична ситуація залишалася нестабільною. Крім частої зміни урядів, становище ускладнив шлюб короля з Драгою Машин, незнатною вдовою, яка була значно старшою за нього за віком. Проте після повернення з еміграції Мілана Обреновича 1894 року почалося повернення до авторитаризму і репресій, а конституцію 1888 року було скасовано. Проте політична ситуація залишалася нестабільною. Крім частої зміни урядів, становище ускладнив шлюб короля з Драгою Машин, незнатною вдовою, яка була значно старшою за нього за віком. Спроба заспокоїти радикалів затвердженням нової, відносно ліберальної конституції 1901 року («Квітневий статут») не увінчалася успіхом, незабаром її дію було припинено. У травні 1903 року група опозиційно налаштованих офіцерів організувала змову і вбила короля Олександра і королеву Драгу. Їхня смерть поклала кінець правлінню Обреновичів на сербському престолі. Було відновлено конституцію 1888 року, а королем було проголошено Петра I Карагеоргієвича.

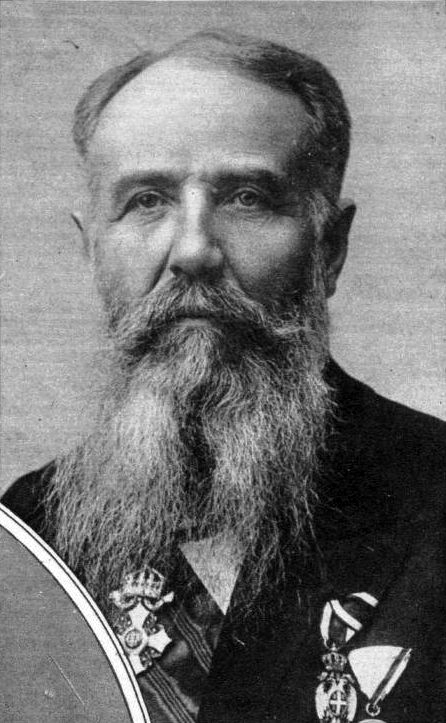
Нікола Пашич

Травневий переворот 1903 року, в результаті якого на престол зійшов онук Карагеоргія з титулом короля Петра I, відкрив шлях до парламентської демократії в Сербії. Здобувши європейську освіту, цей ліберальний король переклав працю «Про свободу» Джона Стюарта Мілля та дав своїй країні демократичну конституцію. Це започаткувало період парламентського правління та політичної свободи, перерваний спалахом визвольних війн.
У період правління Петра I у Сербії було проведено докорінні перетворення політичної системи: відновлено демократичні свободи, розширено повноваження скупщини, яка стала вищим законодавчим органом країни та контролювала діяльність уряду. В результаті, на початку XX століття Сербія була парламентською монархією західного типу. При владі протягом п'ятнадцяти років (з невеликими перервами) знаходилася Радикальна партія на чолі з Ніколою Пашичем. Істотно прискорився економічний розвиток, почали створюватись промислові підприємства, швидко зростала транспортна мережа, скоротилася економічна залежність Сербії від Австро-Угорщини. Незважаючи на прямий тиск з боку останньої, що призвело до митної війни 1906—1908 років, Сербії вдалося знайти нові ринки збуту в Західній Європі та зменшити частку експорту до Австро-Угорщини до 15 %. В результаті бурхливого розвитку економіки Сербія перетворилася на країну, що за балканськими мірками процвітала, а період початку XX століття увійшов у сербську історію як «золота доба» або «Періклова доба».

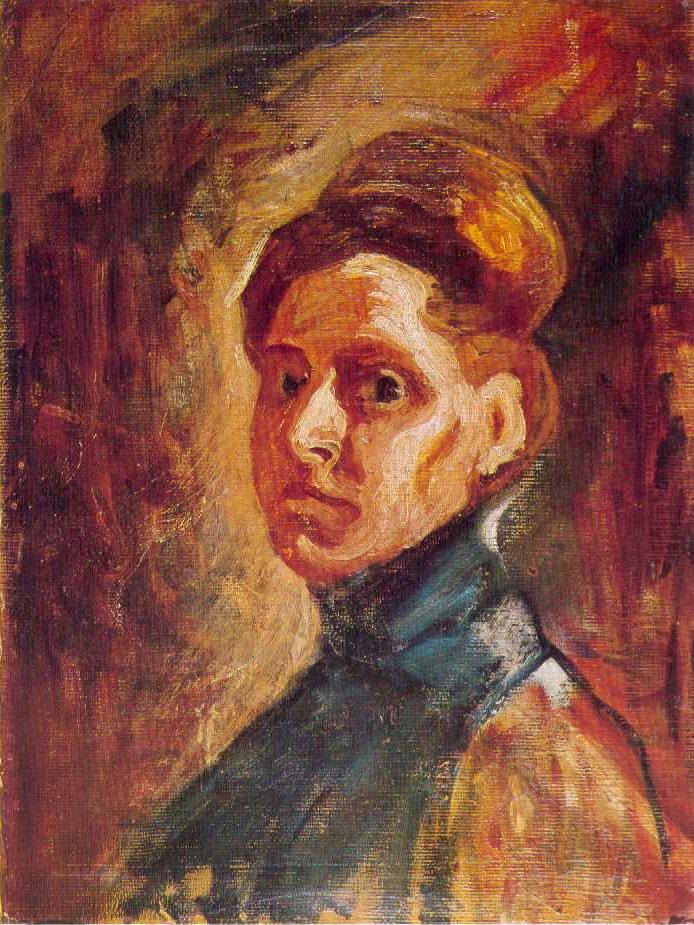
Надежда Петрович. Автопортрет, 1907.

Сербський парламентаризм «золотого століття», однак, мав свою специфіку. Незважаючи на практично загальне виборче право, політичну свідомість населення в цілому залишалося досить низьким: переважна більшість виборців були або неписьменними, або погано освіченими, їх переваги ґрунтувалися не на програмах партій, а на особистих симпатіях та довірі до лідерів. На виборах активно використовувався адміністративний ресурс. Значну роль політиці грала армія: вище офіцерство було фактично незалежним і мало яскраво виражені патріотичні пансербські устремління. Саме серед офіцерства виникла впливова таємна організація «Єдність чи смерть» (чи «Чорна рука») на чолі з Драгутином Димитри'вичем-Апsсом, прагнула об'єднання всіх південних слов'ян у межах Сербської держави.
Період кінця XIX — початку XX століття відзначений модернізацією суспільства та підйомом культури. Швидко розширювалася мережа початкових та середніх шкіл, просвітницьких установ, у 1905 році було засновано університет. Белград перетворився на безперечний культурний центр усіх сербських земель. Найбільшим впливом у сербському суспільному та культурному житті користувався журнал «Српскі книжевні гласник» під керівництвом Йована Скерлича, який пропагував ідеї просвітництва та югослов'янської єдності. Високого рівня досягла сербська наука (роботи етнографа Йована Цві]ча, геофізика Мілутіна Міланковича). У літературі та драматичному мистецтві на зміну критичному реалізму (Радо Доманович, Бранbслав Нушич та ін.) прийшов модернізм, представлений такими авторами, як Йован Дучич, Владислав Петкович Дис, Вельк Мілічевич та Ісідора Секулічова. Європейську популярність здобула художник Надежда Петрович, що стояла біля витоків сучасного сербського мистецтва. Особливу роль у літературі та мистецтві грала національна тематика, насамперед косовська легенда (поезія Велька Петровича, картини Пайї Йовановича, скульптура Івана Мештровича).
Сербія мала кілька національних цілей. Велика кількість сербів, які проживали в Боснії, розглядали Сербію як осередок свого націоналізму, але вони перебували під владою німців Австрійської імперії. Австрійська анексія Боснії в 1908 році глибоко віддалила сербські народи. Змовники заприсяглися помститися, чого й досягли у 1914 році, вбивши австрійського спадкоємця. Сербські інтелектуали мріяли про південнослов'янську державу, якою у 1920-х роках стала Югославія.
Сербія не мала виходу до моря і гостро відчувала потребу в доступі до Середземного моря, бажано через Адріатичне море. Австрія наполегливо працювала над тим, щоб заблокувати доступ Сербії до моря, наприклад, допомагаючи у створенні Албанії в 1912 році. Чорногорія, єдиний справжній союзник Сербії, справді мала невеликий порт, але австрійська територія втрутилася, блокуючи доступ, поки 1913 року Сербія не придбала у Туреччини Новий Пазар і частину Македонії. На півдні Болгарія блокувала доступ Сербії до Егейського моря.
У зовнішній політиці орієнтація на Австро-Угорщину після перевороту 1903 року і вбивства змовниками королівського подружжя Обреновичів змінилася на зближення з Росією і Францією. Відносини з Австро-Угорщиною різко ускладнилися після анексії Боснії і Герцеговини 1908 року, 40 % населення яких становили серби. Анексія викликала масові демонстрації протесту в Сербії та формування загонів добровольців. Політичним наслідком стало зростання патріотичного руху й активізація пансербської пропаганди в населених слов'янами землях Османської імперії, передусім у Косово та Македонії. У 1912 році Сербія уклала військовий союз із Болгарією, що передбачав розподіл турецьких володінь у Європі, який, однак, залишав відкритим питання майбутньої приналежності Македонії. За ним пішли договори з Грецією і Чорногорією. У результаті було створено антитурецький Балканську лігу, яка восени 1912 року розпочала військові дії проти Османської імперії. Під час Першої Балканської війни 1912—1913 років сербські війська зайняли Косово, Санджак, північну і центральну частини Македонії і значну частину Албанії з Дурресом. За Лондонською мирною угодою 1913 року Сербія і Чорногорія розділили між собою Новопазарський санджак і Косово, проте претензії Сербії на Албанію були відкинуті, країна не отримала виходу до моря. Через опір Болгарії також не було вирішено питання про приналежність Македонії. У результаті спалахнула Друга балканська війна 1913 року, що завершилася поразкою Болгарії та поділом Македонії між Сербією і Грецією: до Сербії відійшла її північна частина (Вардарська Македонія).
Загальна площа приєднаних до Сербії за результатами Балканських воєн земель становила близько 39 тисяч км 2 населення — майже 1,4 мільйона осіб. Крім сербів на них проживало значну кількість албанців, турків, а також православних македонських слов'ян, чия національна приналежність ще не була виражена. В рамках політики інтеграції в Македонії були закриті болгарські школи та просвітницькі товариства, заохочувалася сербська колонізація Косова. У самій Сербії загострилися відносини між радикалами та армійськими колами. Політична криза була вирішена в червні 1914 встановлення регентства кронпринца Олександра.
Головним ворогом, що залишився, була Австрія, яка рішуче відкидала панславізм та сербський націоналізм і була готова розпочати війну, щоб покласти край цим загрозам. Етнічний націоналізм прирік би мультикультурну Австро-Угорську імперію на загибель. Розширення Сербії заблокувало б прагнення Австрії та Німеччини до прямого залізничного сполучення з Константинополем і Близьким Сходом. Сербія покладалася насамперед на Росію як на велику державу, але Росія спочатку дуже вагалася щодо підтримки панславізму і радила бути обережною. Однак у 1914 році вона змінила позицію і пообіцяла Сербії військову підтримку.

## Новітній час

### Сербія у Першій світовій війні (1914—1918)

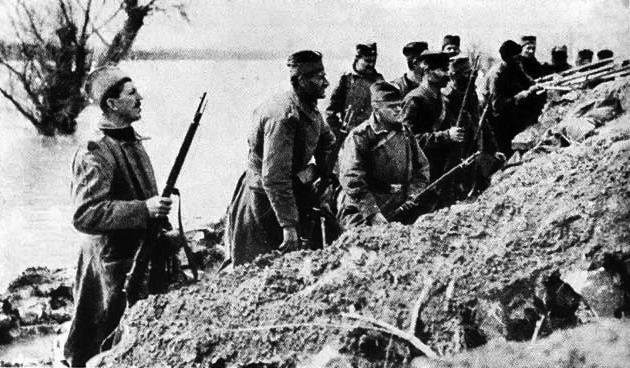
Сербська піхота, розташована на Аді Циганлія

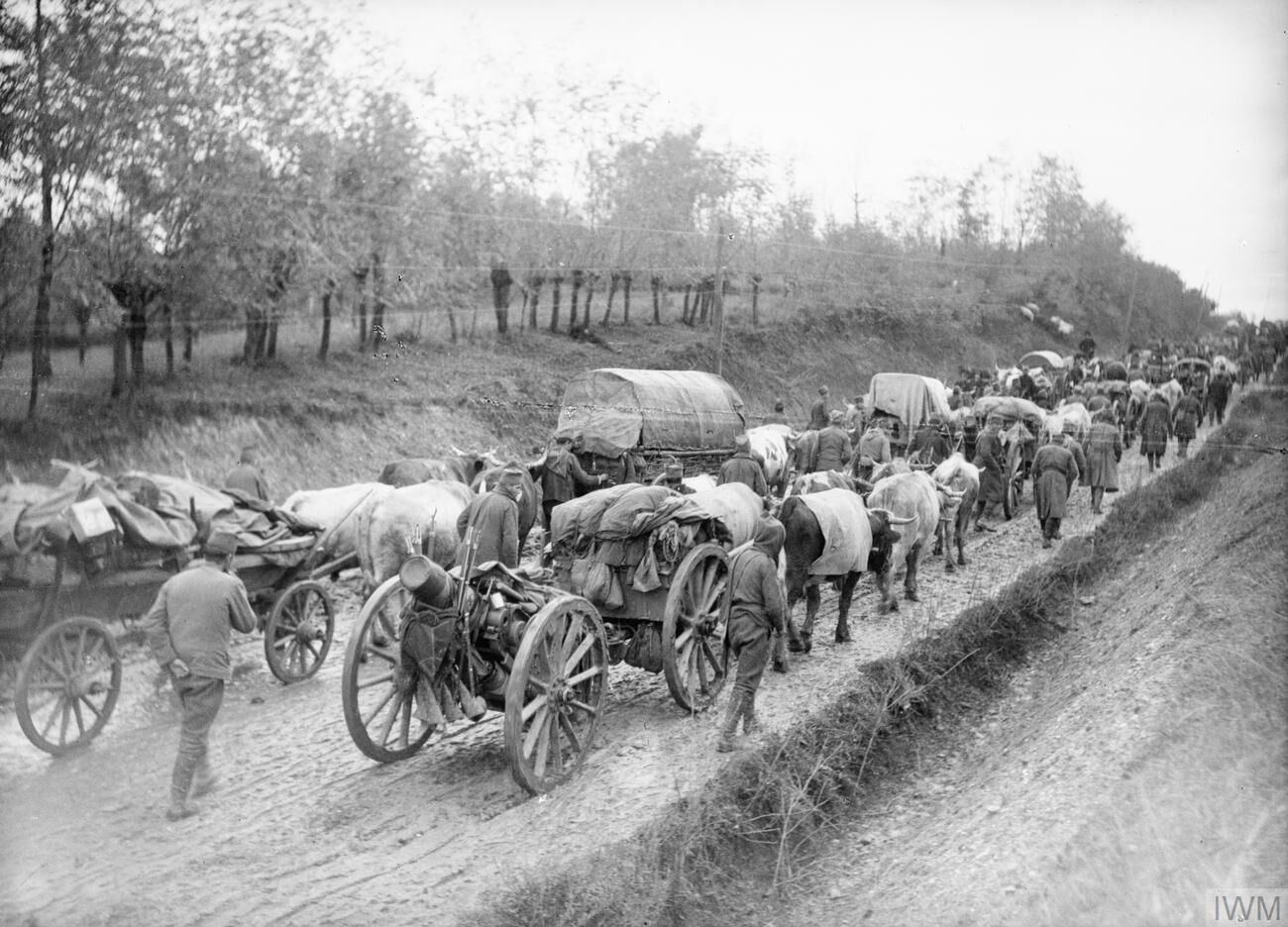
Відступ сербської армії до Албанії 1915 р.

Убивство австрійського кронпринца Франца Фердинанда 28 червня 1914 року в боснійській столиці Сараєво, яке здійснив Гаврило Принцип, член «Молодої Боснії» та один із семи вбивць, послужило приводом для оголошення Австрією війни Сербії 28 липня 1914 року, що стало початком Першої світової війни, незважаючи на прийняття Сербією майже всіх вимог Австро-Угорщини трьома днями раніше. Австро-угорська армія вторглася до Сербії, захопивши столицю Белград 2 грудня 1914 року, проте сербська армія успішно захистила країну, здобула кілька перемог і 15 грудня 1914 року відбила Белград.
Незважаючи на невеликі розміри та населення в 4,6 мільйона, Сербія мала найефективнішу мобілізацію людських ресурсів під час війни та високопрофесійний офіцерський корпус. Це призвело до маобілізації 350 000 чоловіків, з яких 185 000 перебували у бойових частинах. Однак втрати та витрати боєприпасів у Балканських війнах виснажили Сербію та зробили її залежною від Франції у постачанні. 1914 року.

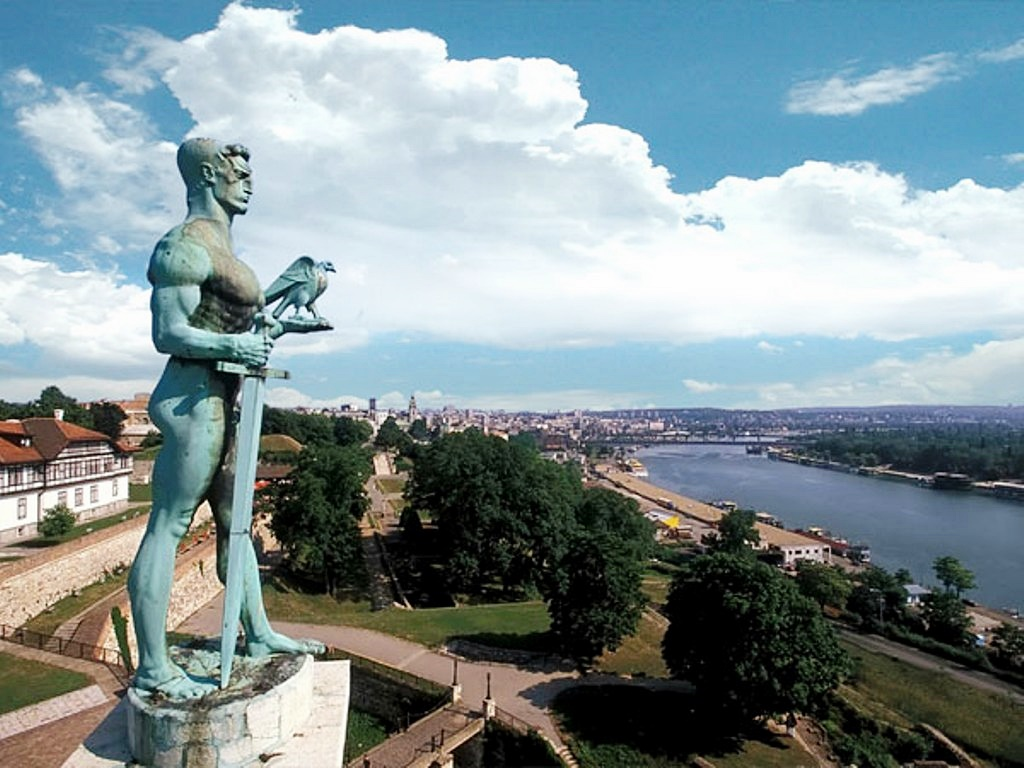
Монумент «Переможець» на честь прориву Салонікського фронту, Белград

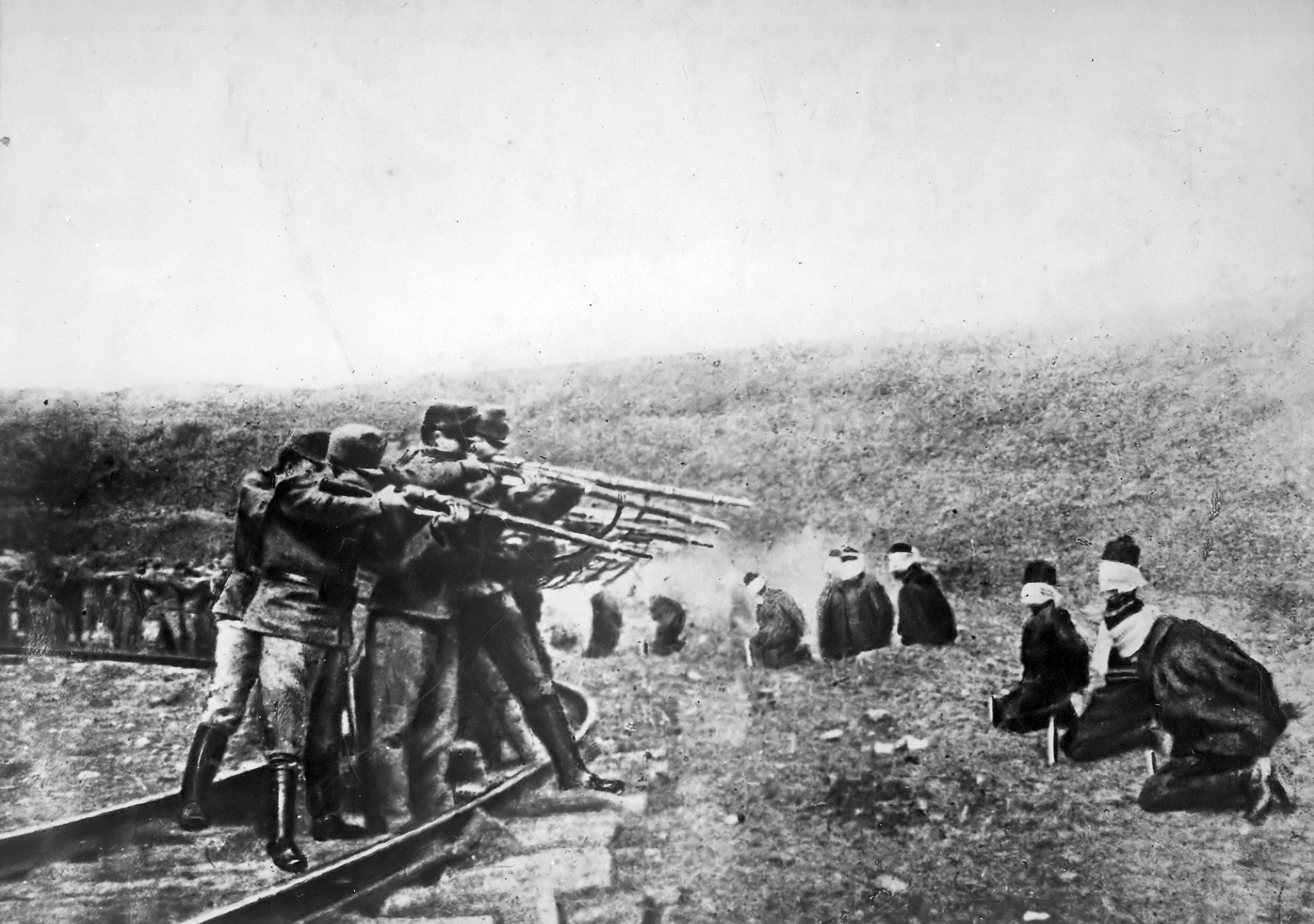
Австрійські солдати розстрілюють полонених сербів

Однак наприкінці 1915 року німецькі генерали перекинули частину своїх військ і вторглися до Сербії разом з австрійськими та болгарськими військами. Сербська армія відступила через Албанські гірські хребти до Адріатичного моря до січня 1916 року. Лише 70 000 осіб змогли пройти через цей шлях, щоб бути евакуйованими до Греції італійськими, французькими та британськими військово-морськими силами.
Сербія стала окупованою територією. Хвороби лютували, але австрійці були прагматичними і добре платили за постачання продовольства, тому умови не були суворими. Натомість Австрія намагалася деполітизувати Сербію, мінімізувати насильство та інтегрувати країну до складу імперії. Проте жорстокість військової окупації та звірства австрійських військових, скоєні в Сербії, працювали проти цих політичних цілей, а сербський націоналізм залишався зухвалим, і багато молодих чоловіків вислизали, щоб допомогти відновити сербську армію у вигнанні.
Вже на початку 1916 року на Корфу були знову сформовані сербські корпуси, які вирушили на Салоніцький фронт, де разом із англо-французькими військами продовжили військові дії. Наприкінці 1916 року сербські частини звільнили Бітолу, проте подальше просування було зупинено. У той же час на Корфу продовжував діяти сербський уряд в еміграції на чолі з Ніколою Пашичем. У 1917 році відбувся процес проти членів організації «Об'єднання чи смерть», внаслідок якого її лідери, включаючи Драгутина Дмитровича були страчені, а армія перестала відігравати незалежну роль у політичному житті країни. Восени 1918 року стався корінний перелом у війні: у серії битв франко-сербські війська розгромили болгарські та австрійські армії та рушили на північ, Болгарія вийшла з війни. 10 листопада 1918 року союзники форсували Дунай. Сербію було звільнено.
Як винагороду після війни Антанта пообіцяла Сербії території Срема, Бачки, Барані, східної Славонії, Боснії та Герцеговини та східної Далмації. Оновившись на Корфу, Сербська армія повернулася до бойових дій на Салонічному фронті разом з іншими силами Антанти. Під час війни Сербія зазнала втрат у 1 264 000 осіб — 28 % від її населення, яке складало 4,6 мільйони, що також становило 58 % чоловічого населення — втрати, від яких країна так і не оговталася повністю. Сербія зазнала найбільших втрат у Першій світовій війні.
Вже на початку Першої світової війни уряд Сербії проголосив, що веде війну за звільнення південнослов'янських народів та їх об'єднання в рамках Великої Сербії. У квітні 1915 року в Лондоні було сформовано Югослов'янський комітет із представників національних рухів південних слов'ян на територіях, що входять до складу Австро-Угорщини, для координації зусиль щодо повалення австрійської влади. 20 липня 1917 року на Корфу між Югослов'янським комітетом та урядом Сербії була підписана декларація, яка передбачає об'єднання Сербії, Чорногорії та південнослов'янських земель у складі Австро-Угорщини в єдину незалежну державу на чолі з королем із сербської династії Карагеоргієвичів і з рівними правами трьох націй — сербів, хорватів, словенців.

### Королівство сербів, хорватів і словенців/Королівство Югославія (1918—1941)

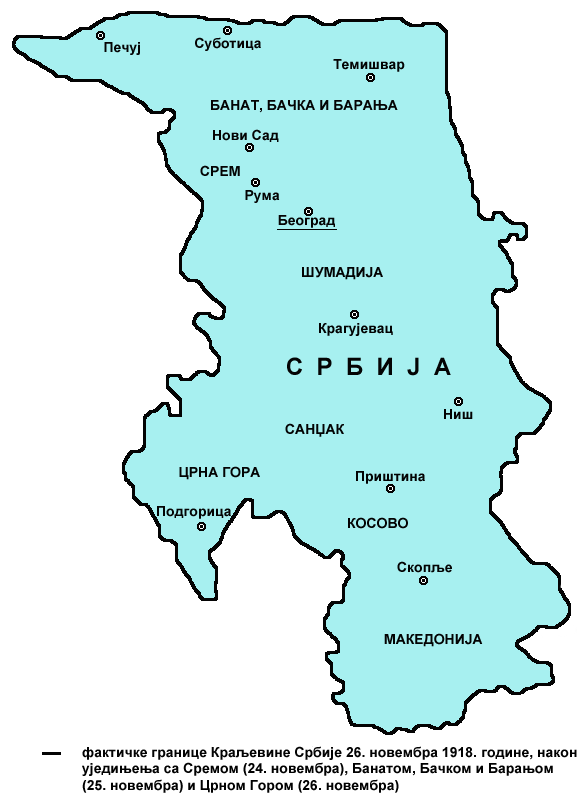
Сербія 1918 року

Формування Королівства сербів, хорватів та словенців:
Королівство Сербія
Королівство ЧерногоріяТериторії Австро-Угорщини:
Боснія і Герцоговина
Далмація
Нижня Штирія
Крайна
частини Каринтії
Королівство Хорватія і Славонія
частини Угорського королівстваТериторії Болгарії:
приєднання 1919року

Успішний наступ союзників у вересні 1918 року забезпечив спочатку капітуляцію Болгарії, а потім звільнення окупованих сербських територій (листопад 1918 року). 25 листопада Скупщина сербів, бунєвців та інших народів Воєводини в Новому Саді проголосувала за приєднання регіону до Сербії. За кілька днів, 29 листопада, Національна скупщина Чорногорії проголосувала за об'єднання з Сербією, а ще через два дні збори лідерів південнослов'янських регіонів Австро-Угорщини проголосували за приєднання до нової Держави словенців, хорватів і сербів.
Ідеологічною основою нової держави став «югославізм», який виріс з ілліризму: у рамках єдиної держави серби, хорвати і словенці мали з плином часу сформувати єдиний югослав'янський народ. Ця концепція, однак, не визнавала національної самобутності інших слов'янських народностей країни (слов'ян-мусульман, македонців і чорногорців), які офіційно вважалися сербами. Неслов'янські народи (косовські та македонські албанці, боснійські та санджакські турки, угорці та німці Воєводини) опинилися в становищі небажаних етнічних меншин, причому якщо щодо угорців та німців державна політика була відносно толерантною, то турки та албанці зазнавали відкритої дискримінації, спрямованої на витіснення цих народів з країни. Одночасно заохочувалося переселення сербських колоністів до Македонії та Косова, а використання македонської мови в установах освіти та органах влади заборонено. Виступи македонських слов'ян і албанців проти сербізації жорстоко придушувалися. Проте македонське й албанське питання за своєю гостротою в політичному житті держави сильно поступалися головній внутрішній проблемі: сербо-хорватським протиріччям. Сербія була безумовним ядром нової держави, а сербська еліта зайняла домінантні позиції в політичній системі країни. Це викликало невдоволення хорватської буржуазії та інтелігенції. Інтеграційні процеси, засновані на сербській політичній культурі, наштовхнулися на відсіч хорватів. Число прихильників «югослав'ізму» в Хорватії швидко скорочувалося, зростала популярність націоналістичних ідей.
Єдиною сферою, в якій удалося досягти прогресу в об'єднанні югослов'янських народів, стала культура. Діалекти хорватів, сербів і мусульман продовжували зближуватися аж до формування єдиної сербохорватської мови, латиниця стала другою писемністю для сербів, Белград і Загреб перетворилися на міжнаціональні культурні та наукові центри. Белград став одним із найважливіших європейських центрів російської еміграції, що справило значний вплив на розвиток югославської культури. У літературі та мистецтві етнічні особливості відійшли на другий план, а на перший план відбулося протистояння авангарду та традиційного мистецтва. Домінуючу роль у 1920-х роках грав експресіонізм, найбільш значними представниками якого в Сербії були, насамперед письменник Мілош Црнянський та поет Растко Петрович, а також, у літературі — Станіслав Вінавер та Драгиша Васич, в образотворчому мистецтві — Зора Петрович та Мілан Коньович. У скульптурі безумовне лідерство належало хорвату Івану Мештровичу, автору монумента «Переможець», який став одним із символів Белграда.

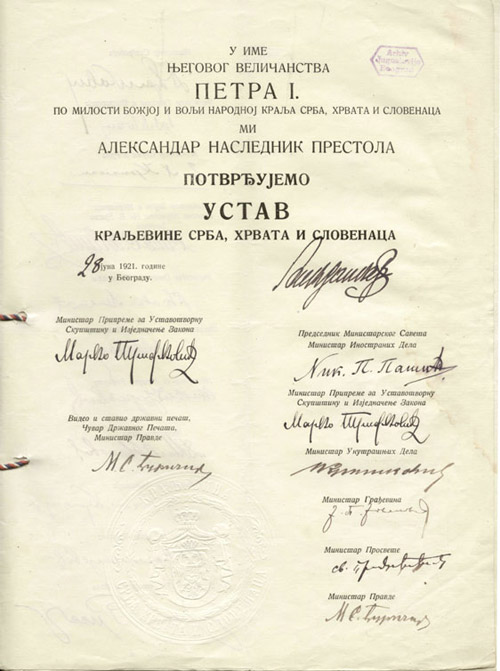
Титульний лист «Відовданського статуту»

Соціально-економічне становище Королівства сербів, хорватів і словенців у роки його існування було вкрай важким: повоєнна розруха, інфляція, високий рівень безробіття, невирішеність аграрного питання вели до хвилювань у селі й частим масовим страйкам робітників. Протягом усього міжвоєнного періоду у Сербії зберігалося повне домінування сільського господарства економіки, причому його модернізація йшла вкрай повільними темпами через дрібноземелля та відсутність капіталу. Об'єднання південнослов'янських земель не дало значного поштовху до розвитку сербської промисловості: давались взнаки такі негативні чинники, як конкуренція з боку словенських і хорватських підприємств, вкрай низька купівельна спроможність населення Сербії і більш відсталих регіонів, брак робочої сили і фінансових ресурсів. Проте, у міжвоєнний період у Сербії почалися процеси індустріалізації, насамперед у видобувній, харчовій та тютюновій галузях. Белград був повністю перебудований (зокрема, російськими архітекторами-емігрантами) і перетворився на значний європейський столичний центр.
1921 року під тиском сербських партій було ухвалено конституцію («Відовданський статут»), що зафіксувала унітарний устрій країни.
На початку 1920-х років югославський уряд сербського прем'єр-міністра Ніколи Пашича використовував поліцейський тиск на виборців та етнічні меншини, конфіскацію опозиційних брошур та інші заходи щодо фальсифікації виборів, щоб утримати опозицію югославського парламенту, і головним чином Хорватську селянську партію та її союзників, у меншості. Пашич вважав, що Югославія має бути максимально централізованою, створюючи замість окремих регіональних урядів та ідентичностей великосербську національну концепцію зосередженої влади в руках Белграда.
Однак, те, що підштовхнуло Королівство до кризи, сталося, коли сербський представник відкрив вогонь по лавах опозиції в парламенті в 1928 році, вбивши двох осіб та смертельно поранивши лідера Хорватської селянської партії Степана Радича.

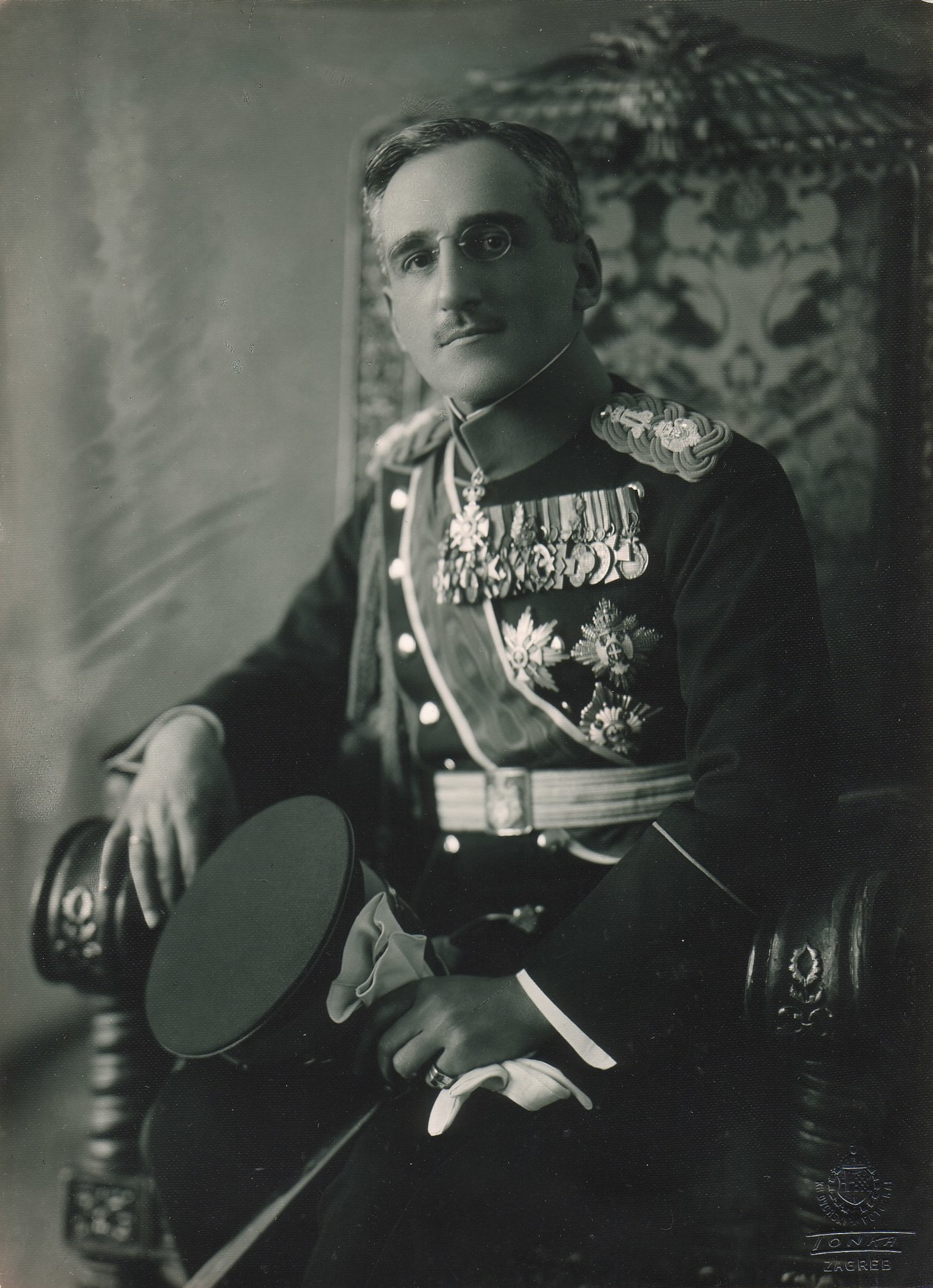
Король Олександр I Карагеоргович

Скориставшись посталою кризою, король Олександр I у 1929 році заборонив національні політичні партії, взяв на себе виконавчу владу та перейменував країну на Югославію. Він сподівався приборкати сепаратистські тенденції та пом'якшити націоналістичні пристрасті.
Після перевороту сербська еліта продовжувала зберігати домінуючі позиції, а сербське селянство залишалося головною опорою режиму. У семи з десяти бановин серби становили більшість населення. У той же час, новий адміністративний поділ сприяв розмиванню і так нечітких уявлень про етнічні межі сербських земель. Концепція «югословізму» не викликала відторгнення у більшості сербів, тому опозиція королівської диктатури у Сербії була надто слабкою. Королю вдалося стабілізувати політичну ситуацію, провести уніфікацію законодавства та суттєво знизити рівень корупції в адміністрації. З часом, проте, югославська ідея зазнавала дедалі більшої критики. Почався новий підйом національної опозиції, активізувалися сепаратистські сили (передусім у Хорватії, Македонії та Косові). Положення ускладнювала світова економічна криза і Велика депресія, які сильно вдарили по господарству країни.
У сербській культурі 1930-х років одним із найяскравіших явищ став сюрреалізм, який вважається вершиною сербського авангарду. Біля витоків цієї течії стояли белградські журнали «Гіпнос» та «Немогуче» на чолі з Радою Драїначем та Марко Ристичем. Серед представників сюрреалізму в літературі — Александар Вучо та Оскар Давичо, у театральному мистецтві — Ранко Младенович, в образотворчому — Ноє Живанович. Більше значення мав розвиток реалізму (Браніслав Чосічев та єдиний нобелівський лауреат із югославських письменників боснійський хорват Іво Андрич). У поезії виділялася Десанка Максимович, у драматургії — Браніслав Нушич та Михайло Ісайлович, поряд із традиціоналістською архітектурою (собор св. Сави у Белграді) розвивався і модернізм (палац «Албанія», церква св. Антоніна Падуанського у Белграді).

В цей період змінився баланс сил у міжнародних відносинах: в Італії та Німеччині до влади прийшли фашисти та нацисти, а Йосип Сталін став абсолютним правителем у Радянському Союзі. Жодна з цих трьох держав не підтримувала політику, яку проводив Олександр І. Перші дві хотіли переглянути міжнародні договори, підписані після Першої світової війни, а Радянський Союз був сповнений рішучості відновити свої позиції в Європі і проводити активнішу міжнародну політику. Югославія була перешкодою для цих планів, а король Олександр І був опорою югославської політики.

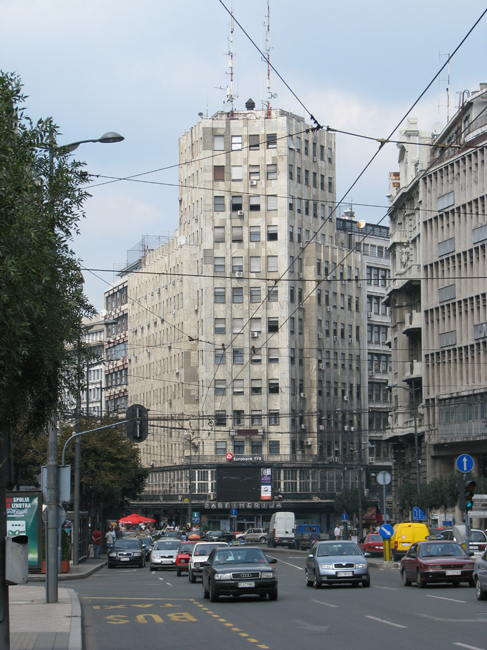
Палац «Албанія», Белград, 1940

1934 року під час офіційного візиту до Франції короля було вбито в Марселі членом Внутрішньої македонської революційної організації — крайньої націоналістичної організації в Болгарії, яка мала плани анексувати території вздовж східного та південного югославського кордону — за сприяння усташів — хорватської фашистської сепаратистської організації. Міжнародна політична сцена наприкінці 1930-х років була позначена зростаючою нетерпимістю між головними фігурами, агресивним ставленням тоталітарних режимів.
Влада перейшла до регентської ради на чолі з принцом Павлом. У 1935 головою уряду став Мілан Стоядинович, якому вдалося стабілізувати ситуацію. Хоча авторитарний характер режиму було збережено, Стоядинович і принц Павло розпочали лібералізацію політичної системи: було дозволено діяльність національних політичних партій та організацій, до уряду увійшли представники мусульман та словенців, при цьому продовжилося переслідування сепаратистів та комуністів. Фактично відбувся демонтаж курсу Олександра I на прискорене формування югослов'янської нації. Угода передбачала, що Хорватія залишиться у складі Югославії, але вона поспішно будує незалежну політичну ідентичність у міжнародних відносинах.
Зростання зовнішньополітичної загрози наприкінці 1930-х років та зміцнення націоналістичних сил усередині країни змусило уряд піти на поступки хорватським радикалам. 1939 року хорватському лідеру Владко Мачеку та його партії вдалося домогтися створення Хорватської бановини (адміністративної провінції) з широким внутрішнім самоврядуванням і великою територією. Поступки уряду хорватам викликали відродження націоналізму в Сербії: під керівництвом Сербського культурного клубу (СКК) почали створюватися місцеві націоналістичні організації, які виступають з вимогою припинення поступок хорватам та об'єднання всіх населених сербами земель в єдину адміністративну одиницю, яка повинна була стати ядром реформованої у великосербському дусі Югослівії. Одночасно почався підйом комуністичного руху: Комуністична партія Югославії, на чолі якої став Йосип Броз, була єдиною позанаціональною політичною організацією країни, а її гасло федералізації країни на основі рівноправності народів швидко завойовував популярність серед інтелігенції.

### Сербія у Другій світовій війні (1941—1944)
У зовнішній політиці почалося зближення з Німеччиною, після початкуДругої світової війни 1939 року Югославія оголосила нейтралітет, 1940 року Югославія визнала Радянський Союз. 25 березня 1941 року югославський уряд під жорстким тиском Німеччини підписав протокол про приєднання до Берлінського пакту. У Сербії, на відміну від інших регіонів країни, пронімецькі настрої та ідеологія фашизму і нацизму не мали значної підтримки населення. Різко проти зовнішньої політики уряду виступала опозиція та військові кола. У ніч проти 27 березня у Белграді сербські генерали та керівники СКК здійснили державний переворот і змістили пронімецький уряд та регента принца Павла. Переворот був зустрінутий із захопленням усіма верствами сербського суспільства. У містах Сербії пройшли масові демонстрації на підтримку, які супроводжувалися закликами до організації народної оборони проти німецької агресії.

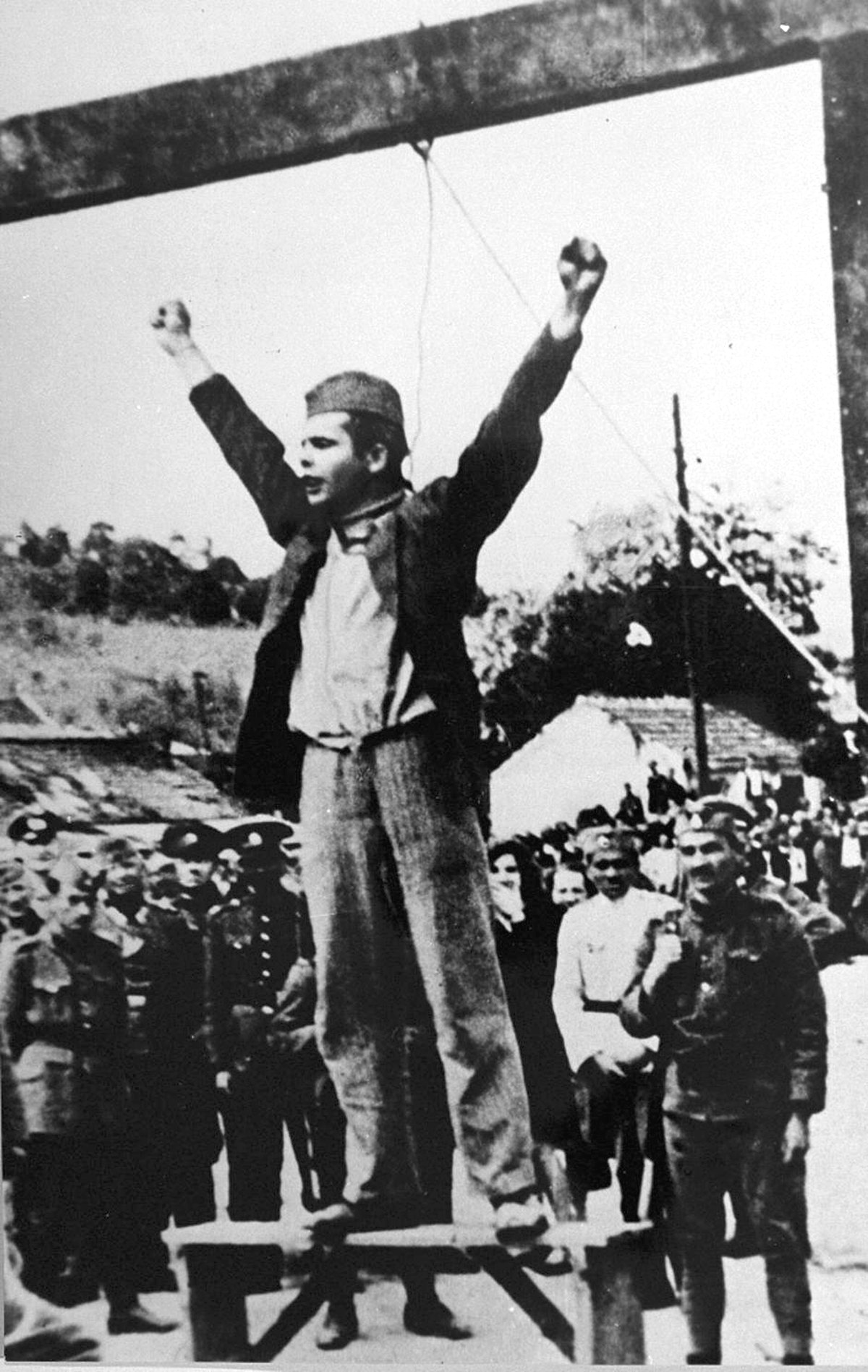
Партизанський боєць опору Степан Філіпович за кілька секунд до своєї страти підрозділом Сербської державної гвардії у Валєво кричить «Смерть фашизму, свобода народу!».

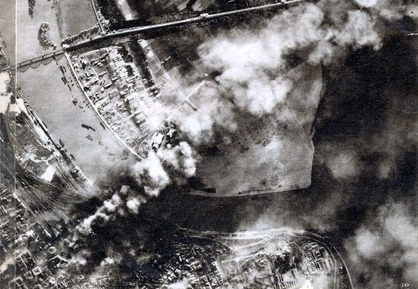
Бомбардування Белграда німецькою авіацією

6 квітня 1941 року Німеччина, Італія, Угорщина та Болгарія вторглися до Югославії, а Люфтваффе протягом 3 днів бомбардували Белград, унаслідок чого загинуло 17 000 осіб. Белград був захоплений німецькими військами 13 квітня 1941 року, а через чотири дні, 17 квітня 1941 року, Королівська Югославська армія беззастережно капітулювала. Король Петро II залишив країну, щоб шукати підтримки союзників. Його зустріли як героя, який наважився виступити проти Гітлера. Королівський югославський уряд, єдиний легітимний орган Югославії, продовжував працювати в Лондоні. Окупаційні держави Осі розділили Югославію. Західні частини країни разом із Боснією та Герцеговиною були перетворені на нацистську маріонеткову державу під назвою Незалежна Держава Хорватія (НДХ), якою керували усташі. Більша частина території сучасної Сербії була окупована німецькою армією та управлялася Німецькою військовою адміністрацією в Сербії. Керована територія називалася Сербією або Територією військового командувача в Сербії і, окрім німецьких військових адміністраторів, також діяли сербські маріонеткові уряди, спочатку під керівництвом Мілана Ачимовича, а потім сербського генерала армії Мілана Недича. Північні території були анексовані Угорщиною, а східні та південні — Болгарією. Косово та Метохія були здебільшого анексовані Албанією, яка перебувала під патронатом фашистської Італії. Чорногорія також втратила території на користь Албанії, а потім була окупована італійськими військами. Словенію було розділено між Німеччиною та Італією, яка також захопила острови в Адріатиці.

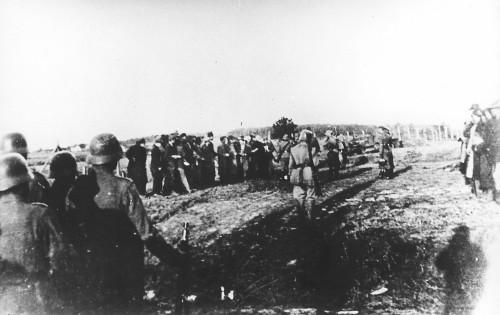
Німці забирають документи у засуджених до розстрілу сербів

У Сербії німецька окупаційна влада організувала кілька концентраційних таборів для євреїв, членів комуністичного партизанського руху опору та руху опору царизму четників.
Найбільшими концентраційними таборами були Баниця та Сайміште поблизу Белграда, де, за найскромнішими оцінками, було вбито близько 40 000 євреїв. У всіх цих таборах загинуло близько 90 % сербського єврейського населення. У регіоні Бачка, анексованому Угорщиною, численні серби та євреї були вбиті під час рейду угорської влади 1942 року. Переслідування сербського населення також відбувалися в регіоні Срем, який контролювався Незалежною Державою Хорватія, та в регіоні Банат, який перебував під прямим німецьким контролем.
Жорстоке ставлення німецьких окупаційних військ та геноцидна політика хорватського усташського режиму, спрямована проти сербів, євреїв, ромів та хорватів, що виступали проти усташів, створили сильний антифашистський опір у НДХ. Багато хорватів та осіб інших національностей виступили проти геноциду та нацистів. Багато хто приєднався до партизанських сил, створених Комуністичною партією (Національно-визвольною армією на чолі з Йосипом Брозом Тіто), у визвольній та революційній війні проти нацистів та всіх інших, хто був проти комунізму.
Під час цієї війни та після неї партизани вбили багато цивільних осіб, які не підтримували їхні комуністичні ідеали. Комуністи розстрілювали людей без суду і слідства або після політично та ідеологічно мотивованих судів, як, наприклад, у випадку з Драголюбом Михайловичем, лідером четників. Сільськогосподарська реформа, проведена після війни, означала, що селяни повинні були віддати більшу частину своєї пшениці, зерна і худоби державі, або їм загрожувало серйозне тюремне ув'язнення. Земля і майно були масово конфісковані. Багато людей також втратили громадянські права, а їхні імена були спаплюжені. Крім того, на всіх рівнях суспільства і медіа була запроваджена цензура, а в засобах масової інформації був створений культ Тіто.
28 липня 1944 року Народно-визвольна армія Югославії розпочала масований наступ із Боснії на територію окупованої Сербії. Наприкінці вересня на територію Сербії вступили радянські та болгарські війська. 20 жовтня спільними діями Червоної армії та партизанів було звільнено Белград. Потім з'єднання НВАЮ, які значно зміцнилися за рахунок мобілізації цивільного населення, почали просування до Воєводини, Хорватії, Боснії та Словенії. Особливо важкі бої точилися на Сремському фронті, де загинули близько 20 тисяч солдатів. 7 листопада 1944 року відбувся повітряний бій над Нішем — бойове зіткнення американських та радянських військ, один із кількох десятків документально підтверджених епізодів Другої світової війни, які класифікуються як «дружній вогонь».
До середини травня 1945 року силами югославської армії та не без участі радянських військ країна була повністю звільнена. Повсюдно й без особливого опору влада перейшла до рук комуністів, що супроводжувалося репресіями проти колаборантів та учасників четницького руху, встановленням контролю за діяльністю некомуністичних партій, конфіскацією великої власності та поділом конфіскованої землі між найбіднішими селянами.
Війна завдала величезних збитків країні. За сучасними оцінками, у роки війни загинуло близько 1,1 мільйона громадян Югославії, з них близько 560 тисяч сербів. Найбільші втрати зазнало сербське населення Боснії та Герцеговини та Хорватії, на території власне Сербії загинуло близько 200 тисяч людей. Було практично повністю знищено транспортну інфраструктуру, обсяг промислового виробництва скоротився вдвічі, приблизно таке ж падіння зафіксовано у сільському господарстві. Національні збитки оцінюються в 9,1 мільярда доларів США за цінами того періоду.

### Сербія як федеральна одиниця в Соціалістичній Югославії (1945—1992)

Герб Соціалістичної Республіки Сербія, країни-учасниці СФРЮ

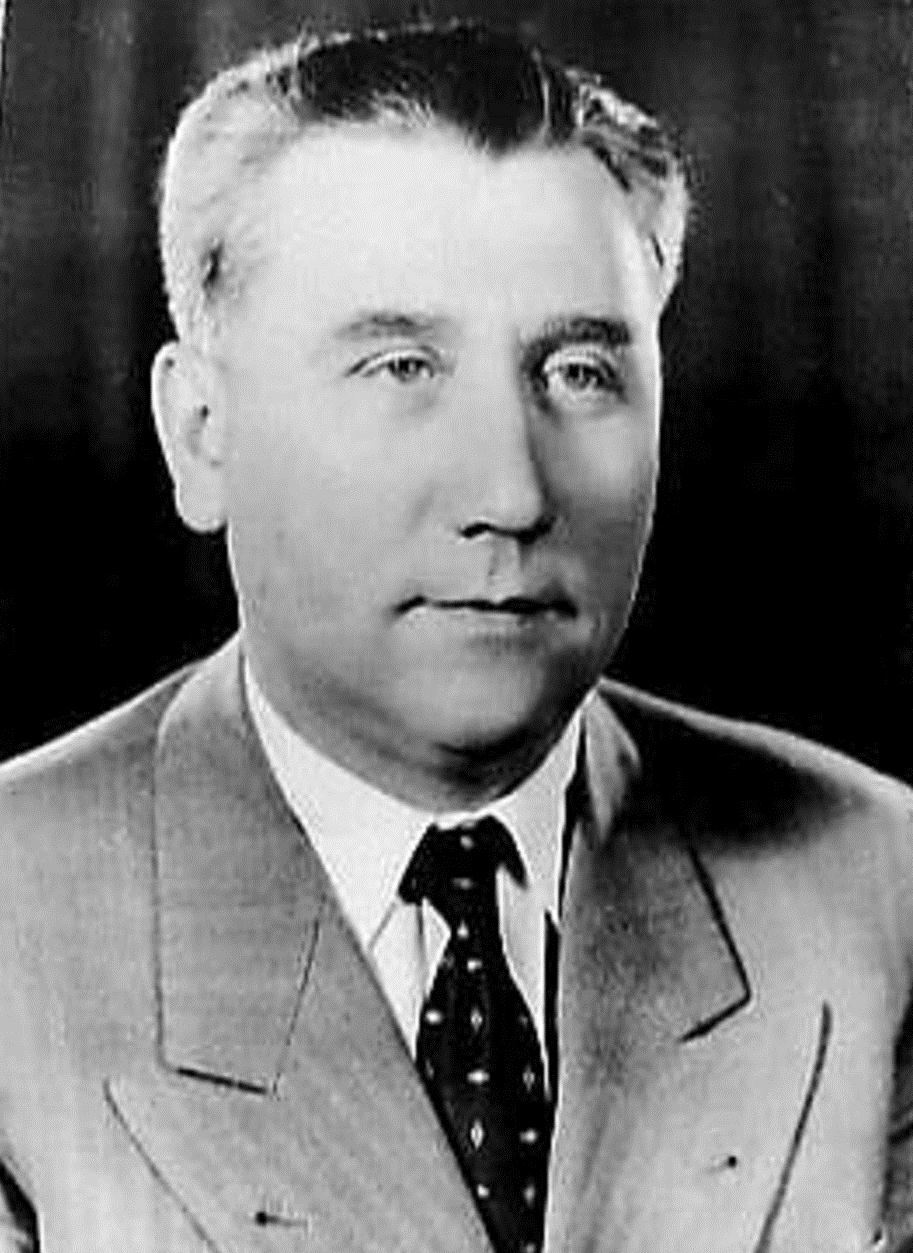
Сербський політик Олександар Ранкович, віце-президент Югославії (1963—1966)

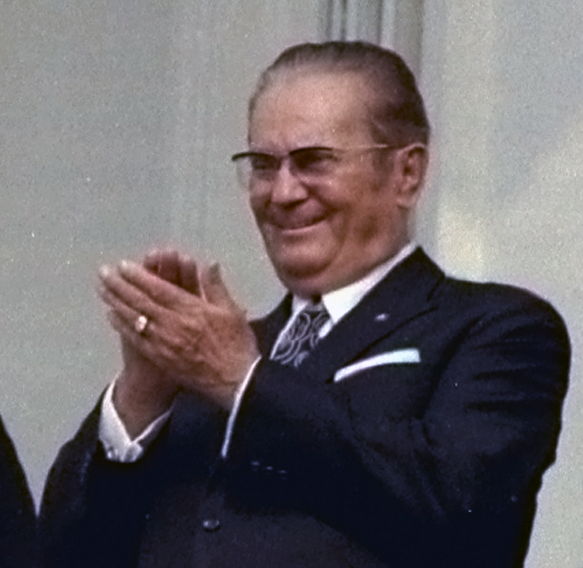
Йосип Броз Тіто, лідер СФРЮ

В 1945 році Югославія була звільнена і проголошена федеративною республікою. Йшли перемовини про її об'єднання з Болгарією, однак суперечності між Сталіном та Йосипом Броз Тіто завадили цьому.
Після війни Йосип Броз Тіто став першим президентом нової — соціалістичної — Югославії, якою він керував через Союз комуністів Югославії. Колись переважно сільськогосподарська країна, Югославія перетворилася на країну середнього рівня промисловості та здобула міжнародну політичну репутацію, підтримуючи процес деколонізації та взявши на себе провідну роль у Руху неприєднання. Соціалістична Югославія була створена як федеративна держава, що складалася з шести республік, з півночі на південь: Словенії, Хорватії, Боснії і Герцеговини, Сербії, Чорногорії та Македонії, а також двох автономних областей у складі Сербії — Воєводини та Косова.
Основним гаслом Югославії Тіто було «братерство та єдність», робітниче самоврядування, державна власність з мінімальною часткою приватної власності. Спочатку країна копіювала радянську модель, але після розриву з Радянським Союзом у 1948 році вона більше орієнтувалася на Захід. Зрештою, вона створила свій власний бренд соціалізму з елементами ринкової економіки і виборює значні фінансові кредити як зі Сходу, так і з Заходу.
Перші вибори до Установчих зборів, що відбулися у листопаді 1945 року, були бойкотовані опозицією і забезпечили беззаперечну перемогу Народному фронту, керованому Комуністичною партією Югославії: понад 90 % голосів учасників виборів. Хоча результати деяких регіонах, на думку сучасних дослідників, фальсифікувалися, громадська підтримка комуністів була очевидною. На початку 1946 року було затверджено нову конституцію Югославії та сформовано уряд на чолі з Тіто. У тому ж році піддали розпуску всі партії, крім комуністичної, здійснено націоналізацію всіх великих і середніх підприємств, запроваджено систему економічного планування. 17 січня 1947 року було прийнято конституцію Народної республіки Сербія, яка, зокрема, проголосила право кожного народу самовизначення до відділення.
Завдяки трудовому ентузіазму, насамперед молоді, допомоги союзників та надходженню репарацій із Німеччини та Італії, економіка швидко відновлювалася. Вже до кінця 1946 року було відновлено понад 90 % залізничних колій, а промислове виробництво вийшло на довоєнний рівень. До цього часу було остаточно придушено опір загонів четників, крижарів і албанських балістів, що ховалися в важкодоступних районах.

Марко Нікезич, голова ЦК Спілки комуністів Сербії у 1968—1972 pp.

У 1960-х роках економіка Югославії переживала бурхливе зростання, країна перетворювалася з аграрної на аграрно-індустріальну. У Сербії, зокрема, частка зайнятих у сільському господарстві зменшилася з 75 % до 56 %.
У 1968 році Белградом прокотилися виступи студентів проти соціальної нерівності та «червоної буржуазії». Того ж року в Косові відбулися масові маніфестації з гаслами відокремлення від Югославії та об'єднання з Албанією. Хоча виступи були придушені, керівництво Сербії пішло назустріч косовським албанцям: з назви краю зникло слово Метохія, 1969 року в Приштині відкрили албанський університет, автономію Косова і Воєводини істотно розширили. Кульмінацією політики децентралізації стали нові конституції Югославії та Сербії, затверджені 1974 року. Вони істотно розширили повноваження республік, а також автономних країв Сербії, надавши останнім право вето на федеральному рівні і різко скоротивши можливості втручання республіканських органів у внутрішні справи автономій. Фактично це означало перетворення Югославії на конфедерацію і виведення Косова і Воєводини з-під контролю Сербії. Виступи представників сербської інтелігенції проти дезінтеграції країни жорстко припинялися. Придушували також сепаратистські акції косовських албанців, проте загалом невтручання федеральних і республіканських органів у внутрішні справи Косова сприяло поступовому віддаленню краю від Сербії. Серби в Косові продовжували зазнавати тиску і дискримінації з боку албанців, які жили в краї, що вело до зростання їхньої еміграції з краю. За період 1961—1981 років Косово покинуло 42 % сербів, які проживали там, і 63 % чорногорців. Якщо 1974 року серби обіймали 31 % державних і громадських постів у Косові, то до 1980 року — тільки 5 %. При цьому тривав масоване вливання в економіку краю інвестицій із Сербії та інших розвинених республік.
У політичному відношенні період 1968—1972 років у Сербії ознаменувався деякою демократизацією життя та подальшої лібералізацією економіки. Однак у 1972 році сербські ліберали, які перебували при владі (Марко Нікезич, Латинка Перович), були зняті зі своїх постів. Було проведено масове чищення партійних рядів, у результаті якого при владі виявилися прихильники догматичного марксизму. Це призвело до посилення контролю комуністичної партії над економікою та іншими сферами життя та новим витоком індустріалізації. Водночас децентралізація країни призвела до фактичного розпаду спільного ринку та ізоляції національних економік. Економічне зростання змінилося стагнацією і, наприкінці 1970-х років, падінням. Утворився хронічний дефіцит бюджету, інфляція досягла 45 %, розмір державного боргу — 20 мільярдів доларів, посилилося відставання економічного розвитку Сербії від Словенії та Хорватії.
Коли Тіто помер 4 травня 1980 року, його наступником стало колективне президентство, яке щорічно ротувалося між шістьма республіками та двома автономними областями. Це призвело до фатального послаблення центральної влади та зв'язків між республіками. Протягом 1980-х років республіки проводили суттєво різну економічну політику, причому сепаратистськи орієнтовані Словенія та Хорватія дозволили проведення значних ринкових реформ, тоді як Сербія дотримувалася своєї існуючої програми державної власності. Це також стало причиною напруженості у відносинах між північчю та півднем, оскільки Словенія, зокрема, переживала період сильного зростання. Перед війною інфляція стрімко зросла. Потім, за прем'єр-міністра Анте Марковича, ситуація почала покращуватися. Економічні реформи відкрили країну, рівень життя був на піку, здавалося, що капіталізм увійшов у країну, і ніхто не думав, що всього через рік пролунають перші постріли.
Перші тріщини федерації почали проявлятися протягом року після смерті Тіто, коли навесні 1981 року, 11 березня, 26 березня та з 31 березня по 2 квітня, серія дедалі масштабніших протестів поширилася з кампусу Приштинського університету на вулиці кількох міст Косово з вимогою підвищення статусу автономного регіону до статусу повноцінної республіки. Ці протести були жорстоко придушені поліцією, загинуло багато людей, і було оголошено надзвичайний стан. Сербські занепокоєння щодо ставлення до сербських меншин в інших республіках, і особливо в Косово, загострилися Меморандумом САНУ, складеним Сербською академією наук і мистецтв та опублікованим у вересні 1986 року газетою «Вечернє новості», в якому стверджувалося, що серби страждають від геноциду з боку косовської албанської більшості. Поборником сербських націоналістів став лідер Ліги комуністів Сербії Слободан Мілошевич, коли 24 квітня 1987 року відвідав Косово Поле і після зіткнень місцевих сербів з поліцією заявив: «Ніхто не має права вас бити».

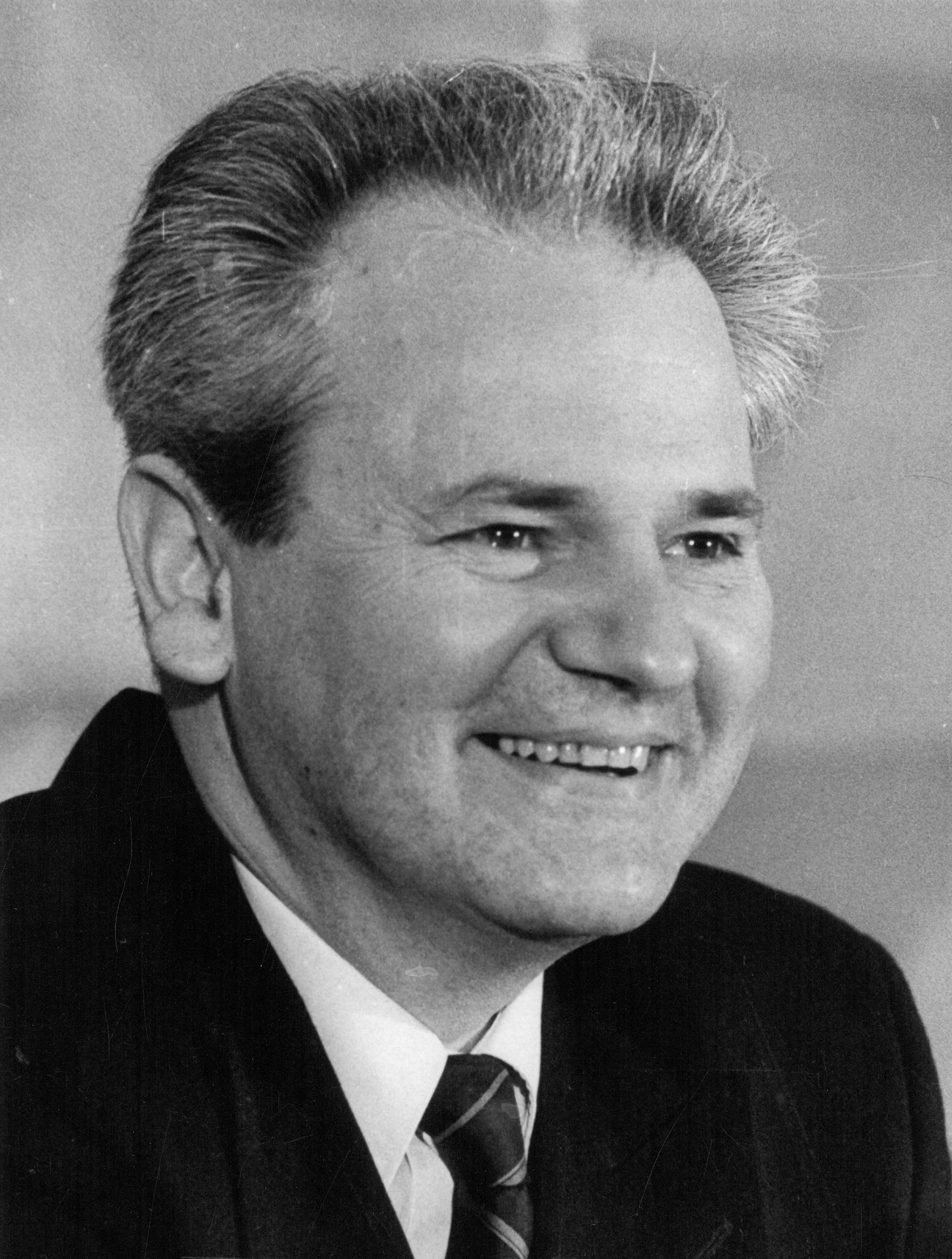
Слободан Мілошевич, президент Сербії (1989—1997) і СРЮ (1997—2000)

25 вересня 1987 року Слободан Мілошевич став найвпливовішим політиком Сербії, коли він переміг і принизив свого колишнього наставника, президента Сербії Івана Стамболича, під час телевізійної 8-ї сесії Центрального Комітету Союзу комуністів Сербії. Мілошевич керував Сербією з посади голови Центрального комітету Союзу комуністів Сербії до 8 травня 1989 року, коли обійняв посаду президента Сербії. Під час так званої Антибюрократичної революції прихильники Мілошевича здобули контроль над трьома іншими складовими частинами Югославії: Воєводиною 6 жовтня 1988 року, Косово 17 листопада 1988 року та Чорногорією 11 січня 1989 року. 25 листопада 1988 року Національна скупщина Югославії наділила Сербію правом змінити свою конституцію. У березні 1989 року це призвело до скасування автономії у Воєводини та Косова, що спричинило великі заворушення в Косово. 28 червня 1989 року з нагоди 600-річчя поразки Сербії від Османської імперії в битві за Косово Слободан Мілошевич Газіместанську промову, яка стала центральною частиною одноденного заходу, в якому взяли участь приблизно мільйон сербів. У цій промові слова Мілошевича про можливість «збройних битв» у майбутньому національному розвитку Сербії багато хто сприйняв як передвістя розпаду Югославії та кровопролиття югославських війн.
23 січня 1990 року на своєму 14-му з'їзді Комуністична партія Югославії проголосувала за скасування своєї монополії на політичну владу. Того ж дня вона фактично припинила своє існування як національна партія, коли Ліга комуністів Словенії вийшла з неї після того, як Слободан Мілошевич заблокував усі їхні реформаторські пропозиції. 27 липня 1990 року Мілошевич об'єднав Лігу комуністів Сербії з кількома меншими комуністичними фронтовими партіями, утворивши Соціалістичну партію Сербії. Нова Конституція була розроблена та набула чинності 28 вересня 1990 року, перетворивши однопартійну Соціалістичну Республіку Сербія на багатопартійну Республіку Сербія. Перші багатопартійні вибори відбулися 9 та 23 грудня 1990 року, і на цих виборах, які стали зразком для наступних кількох виборів, перемогу здобула Соціалістична партія Сербії, оскільки Мілошевич зберіг твердий контроль над державними медіа, а опозиційні партії мали до них обмежений доступ. 9 березня 1991 року масовий мітинг на вулицях Белграда переріс у заворушення із жорстокими зіткненнями між протестувальниками та поліцією. Його організував Сербський рух оновлення (SPO) Вука Драшковича. Внаслідок насильства загинули двоє людей.
Соціалістична Федеративна Республіка Югославія розпалася в 1991/1992 роках в серії воєн після проголошення незалежності Словенією та Хорватією 25 червня 1991 року, а також Боснією і Герцеговиною 5 березня 1992 року. Македонія мирно вийшла зі складу федерації 25 вересня 1991 року. Югославська народна армія (ЮНА) намагалася, але не змогла запобігти відокремленню Словенії у Десятиденній війні 26 червня — 6 липня 1991 року, і повністю вивела свої війська до 26 жовтня 1991 року. ЮНА намагалася, але не змогла запобігти відокремленню Хорватії під час першого етапу Хорватської війни за незалежність з 27 червня 1991 року до перемир'я в січні 1992 року, але успішно дозволила хорватській сербській меншині створити Республіку Сербська Країна, яка розраховувала на підтримку Сербії. Найбільшою битвою цієї війни була облога Вуковара. Після початку Боснійської війни 1 квітня 1992 року ЮНА офіційно вивела всі свої сили з Хорватії та Боснії у травні 1992 року та була офіційно розпущена 20 травня 1992 року, а її залишки були передані новій Федеративній Республіці Югославії.

### Сербія та Чорногорія (1992—2006)
Дві республіки Югославії, Сербія та Чорногорія, 28 квітня 1992 року утворили нову федерацію під назвою Федеративна Республіка Югославія.

#### Роки Мілошевича

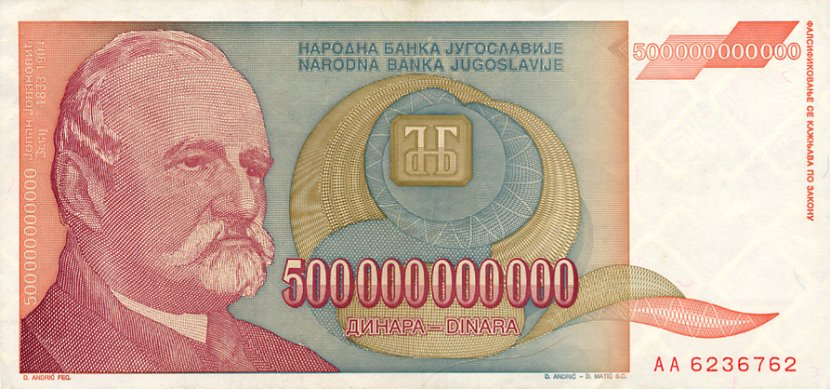
Банкнота 500 млрд динарів у період гіперінфляції 1993 р.

Після розпаду Югославії в 1992 році була створена Федеративна Республіка Югославія (СРЮ). 2003 року вона була перетворена на політичний союз під назвою Державний Союз Сербії та Чорногорії.
З 24 березня по 10 червня 1999 року НАТО розпочало авіабомбардування Федеративної Республіки Югославія після жорстокого придушення етнічних албанських сепаратистів у провінції Косово. Після підписання Кумановської угоди та виведення югославських військ у червні Косово стало протекторатом Організації Об'єднаних Націй під егідою Місії ООН у Косово (UNMIK) у Приштині. З початку 2001 року UNMIK співпрацювала з представниками сербського та союзного урядів з метою відновлення стабільних відносин у регіоні. У листопаді 2001 року було обрано нову асамблею провінції, яка сформувала уряд і обрала президента в лютому 2002 року.

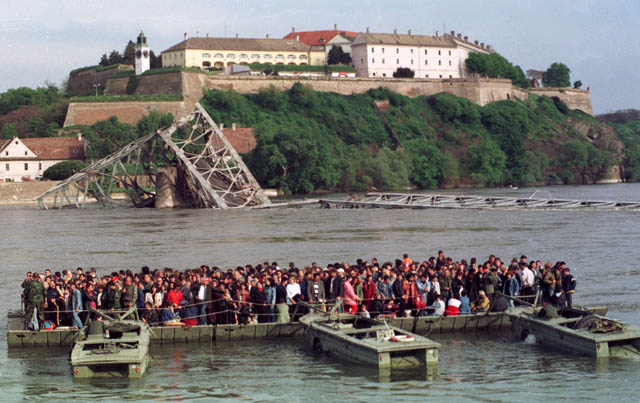
Люди перетинають Дунай після руйнування всіх трьох мостів у Нові-Саді під час бомбардувань НАТО

У січні 1998 року після гострої боротьби на виборах у жовтні 1997 року проти кандидата, прихильника Мілошевича Моміра Булатовича, президентом Чорногорії став Міло Джуканович. Його коаліція провела парламентські вибори у травні. Джуканович дистанціювався від Мілошевича та проводив прозахідну політику, а також виступав за незалежність Чорногорії від Сербії. Економічні зв'язки із Сербією почали розриватися, оскільки Чорногорія сформувала нову економічну політику та як свою валюту прийняла німецьку марку.
До 5 жовтня, навіть попри зростання опозиції, Мілошевич продовжував домінувати в органах уряду Союзної Республіки Югославії (СРЮ). І хоча його політична партія, Соціалістична партія Сербії (СПС) (у виборчому картелі з Югославськими об'єднаними лівими Мір'яни Маркович), не мала більшості ні у федеральному, ні у сербському парламентах, вона домінувала в правлячих коаліціях і обіймала всі ключові адміністративні посади. Важливим елементом захоплення влади Мілошевичем був його контроль над сербською поліцією, добре озброєними силами чисельністю близько 100 000 осіб, які відповідали за внутрішню безпеку і здійснювали серйозні порушення прав людини. На чергових федеральних виборах у вересні 2000 року Воїслав Коштуниця не набрав більшості голосів, що вимагало проведення другого туру. Міста по всій країні охопили вуличні протести й мітинги, оскільки серби згуртувалися навколо Воїслава Коштуниці, лідера нещодавно сформованої Демократичної опозиції Сербії (ДОС, широка коаліція антимілошевичівських партій) та кандидата на посаду президента СРЮ. Існували масові побоювання, що другий тур буде скасовано через іноземне втручання у вибори. Крики про шахрайство та заклики до усунення Мілошевича лунали міськими площами від Суботиці до Ниша.

#### Демократичний перехід
Після кількох днів масових протестів по всій Сербії 5 жовтня 2000 року Слободан Мілошевич був змушений визнати поразку.
На вершині внутрішньої сербської політичної сцени до нового президента СРЮ Воїслава Коштуниці незабаром приєднався представник Демократичної партії (ДПС) Зоран Джинджич, який на грудневих республіканських виборах був обраний прем'єр-міністром Сербії на чолі списку ДОС. Після початкового медового місяця після 5 жовтня ДПС та решта ДОС на чолі з Джинджичем і його ДПС дедалі більше розходилися в поглядах на характер і темпи урядових програм реформ. Хоча початкові зусилля з проведення реформ були дуже успішними, особливо в економічному та фіскальному секторах, до середини 2002 року націоналіст Коштуниця та прагматик Джинджич відкрито розійшлися в поглядах. Партія Коштуниці, яка неформально вийшла з усіх керівних органів ОСН, агітувала за дострокові вибори до сербського парламенту, намагаючись витіснити Джинджича зі сцени. До середини 2002 року після початкової ейфорії, викликаної падінням автократичного режиму Мілошевича, сербське населення скочувалося до апатії та розчарування у своїх провідних політиках. Ця політична патова ситуація тривала протягом більшої частини 2002 року, а реформаторські ініціативи зайшли в глухий кут.
У лютому 2003 року Конституційну хартію нарешті ратифікували обидві республіки, а парламент СРЮ змінив назву країни з Федеративної Республіки Югославія на Сербія та Чорногорія. Згідно з новою Конституційною хартією, більшість федеральних функцій і повноважень перейшли до республіканського рівня. Посада президента Союзної Республіки Югославія, яку обіймав Воїслав Коштуниця, припинила своє існування після обрання Светозара Маровича президентом Сербії та Чорногорії.

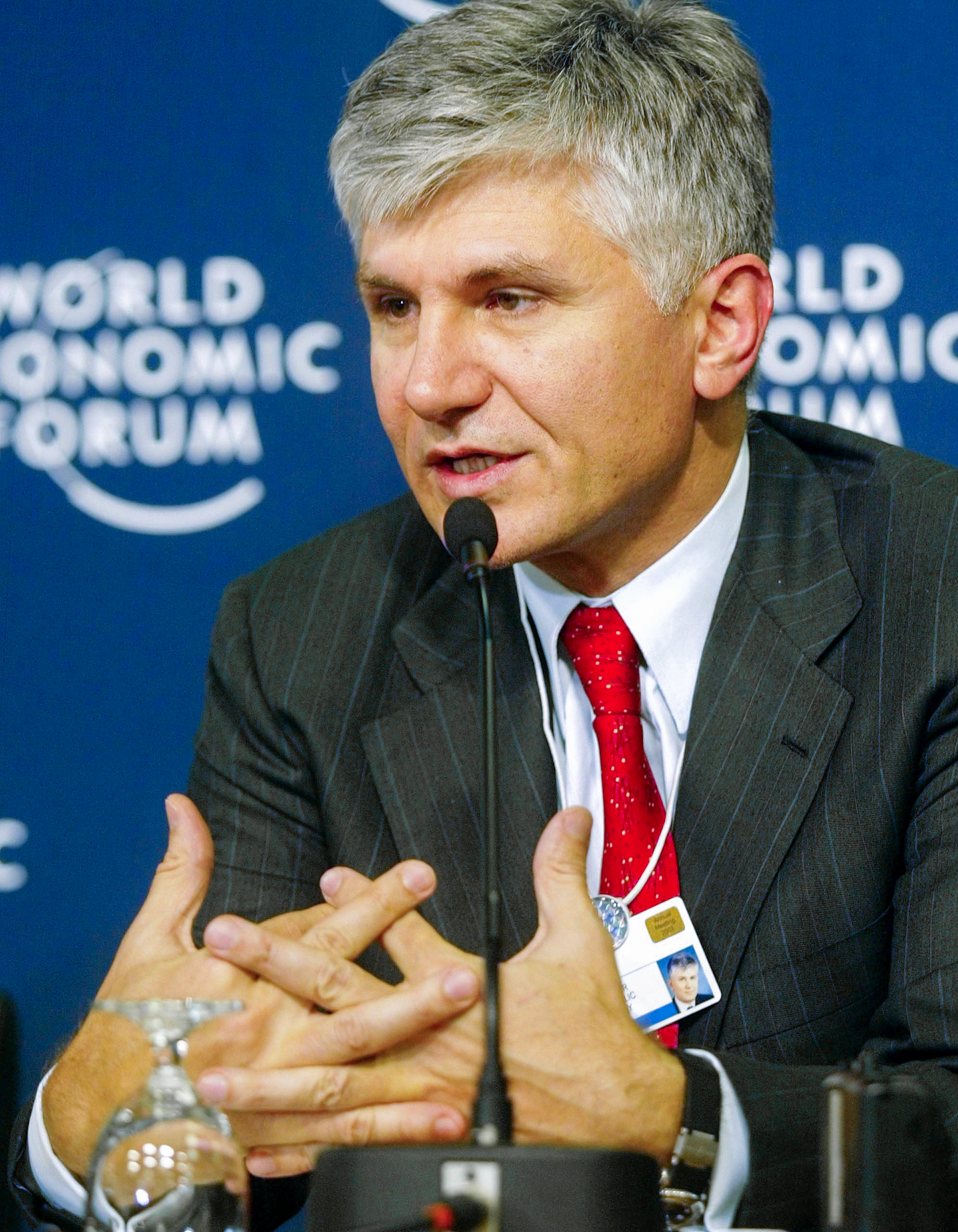
Зоран Джинджич, прем'єр-міністр Сербії, убитий 2003 року

12 березня 2003 року було вбито прем'єр-міністра Сербії Зорана Джинджича. Новостворений союзний уряд Сербії та Чорногорії швидко відреагував, оголосивши надзвичайний стан та вживши безпрецедентних заходів проти організованої злочинності, що призвело до арешту понад 4000 осіб.
28 грудня 2003 року відбулися парламентські вибори в Республіці Сербія. Сербія перебувала у стані політичної кризи з моменту повалення посткомуністичного правителя Слободана Мілошевича у 2001 році. Реформатори на чолі з колишнім президентом Югославії Воїславом Коштуницею не змогли отримати контроль над посадою президента Сербії, оскільки три президентські вибори поспіль не забезпечили необхідної явки у 50 %. Серйозною невдачею стало вбивство прем'єр-міністра-реформатора Зорана Джинджича у березні 2003 року.
Незважаючи на значне зростання підтримки радикалів, чотири прореформаторські партії (Демократична партія Сербії Коштуниці, Демократична партія покійного прем'єр-міністра Джинджича, яку зараз очолює Борис Тадич, та група ліберальних економістів G17 Plus на чолі з Міролюбом Лабусом, а також SPO-NS) отримали 49,8 % голосів порівняно з 34,8 % для двох антизахідних партій, радикалів Воїслава Шешеля та соціалістів Мілошевича, та отримали 146 місць проти 104.
На президентських виборах 2004 року Борис Тадич, кандидат від Демократичної партії, переміг Томіслава Ніколича від Сербської радикальної партії, закріпивши таким чином майбутній шлях реформ та інтеграції Сербії до ЄС.

## Республіка Сербія (2006–дотепер)
На початку 2000-х років уряд Чорногорії відновив політику незалежності, а політична напруженість із Сербією продовжувалася, незважаючи на політичні зміни в Белграді. Питання про те, чи продовжить своє існування федеративна югославська держава, стало серйозною проблемою.
Після того, як 21 травня 2006 року громадяни проголосували на референдумі за повну незалежність (55,4 % «за», 44,6 % «проти»), 3 червня 2006 року Чорногорія проголосила незалежність. Після цього, 5 червня 2006 року Сербія проголосила власну незалежність, що ознаменувало остаточний розпуск Державного союзу Сербії та Чорногорії та відновлення Сербії як незалежної держави вперше з 1918 року.
28 та 29 жовтня 2006 року відбувся референдум щодо запропонованого проекту нової Конституції Сербії, який був схвалений. Ця конституція є першою незалежною державою Сербії з часів конституції Королівства Сербії 1903 року.
Вибори 2007 року підтвердили прореформаторську та проєвропейську позицію сербського парламенту, в якому партія Тадича подвоїла своє представництво.
3 лютого 2008 року Тадича було переобрано президентом.
Сербський уряд пережив тижні серйозної кризи після одностороннього проголошення незалежності південної провінції Косово 17 лютого 2008 року, яку поступово визнали Сполучені Штати та численні країни Європейського Союзу. Кризу підживлювала вимога прем'єр-міністра Воїслава Коштуниці з Демократичної партії Сербії (ДПС) до Демократичної партії (Сербії) (ДС), яка мала більшість в уряді, щодо реструктуризації урядового контракту, включаючи додаток, згідно з яким Сербія може продовжувати європейську інтеграцію виключно з Косово як її невід'ємною частиною, як зазначено в Конституції 2006 року. Демократична партія та G17+ відмовилися, і 8 березня 2008 року Коштуниця був змушений піти у відставку, водночас звернувшись до Президента з проханням розпустити парламент та призначити дострокові парламентські вибори.
Дострокові парламентські вибори відбулися 11 травня 2008 року, лише через рік після попередніх парламентських виборів. Результати показали чисте збільшення голосів за коаліцію ЗЕС Тадича, яка зросла з 87 до 102 місць. Після тривалих і важких переговорів 7 липня 2008 року було сформовано новий проєвропейський уряд 128 голосами з 250 парламентських голосів ЗЕС, СПС-ПУПС-ЄС та 6 з 7 представників меншин. Новим прем'єр-міністром став Мірко Цветкович, кандидат від Демократичної партії.
У травні 2012 року після перемоги над Тадичем на президентських виборах президентом Сербії став націоналіст Томіслав Николич. У липні 2012 року після парламентських виборів прем'єр-міністром Сербії став лідер Сербської соціалістичної партії Івиця Дачич. Його уряд складався з коаліції націоналістичної Сербської прогресивної партії президента Томислава Николича, Соціалістичної партії та інших груп. З моменту приходу до влади Прогресивної партії Сербія страждає від демократичного відкату до авторитаризму, після чого спостерігається зниження свободи медіа та громадянських свобод.
На виборах 2014 року перемогла Сербська прогресивна партія (СПС), а її лідер Александар Вучич став прем'єр-міністром. Через три роки він перейшов на посаду президента. З 2017 року посаду прем'єр-міністра обіймає Ана Брнабич, але президент Вучич міцно зберіг контроль над виконавчою владою.
З моменту свого обрання президентом Сербії у 2017 році Александар Вучич працював над налагодженням добрих відносин з європейськими, російськими та китайськими партнерами.
У червні 2020 року переконливу перемогу на парламентських виборах здобула правляча Прогресивна партія Сербії (СПС). Основні опозиційні групи бойкотували голосування. За словами опозиції, умови не були вільними та справедливими. У квітні 2022 року президент Александар Вучич був переобраний. Сербська прогресивна партія (СПС) Вучича перемогла на дострокових парламентських виборах, які відбулися одночасно з президентськими виборами. Сербія зазнала критики з боку Заходу за те, що не приєдналася до санкцій ЄС проти Росії та підтримувала двосторонні відносини після вторгнення Росії в Україну у 2022 році. Однак Сербія засудила Росію на Генеральній Асамблеї Організації Об'єднаних Націй та в Раді з прав людини. У грудні 2023 року правляча Сербська прогресивна партія (СПС) президента Вучича перемогла на дострокових парламентських виборах, отримавши абсолютну більшість, маючи понад половину з 250 місць у Національній скупщині.
Станом на січень 2024 року з початку російського вторгнення в Україну до Сербії емігрувало понад 300 000 росіян. Приблизно кожен десятий отримав дозвіл на проживання.

### Проблема Косово
17 лютого 2008 року самопроголошені представники косовських албанців, діючи поза рамками Тимчасових інституцій самоврядування УНМІК (не представляючи Асамблею Косова чи будь-яку іншу з цих інституцій), опублікували декларацію про незалежність, яка створювала Республіку Косово, що викликало неоднозначну міжнародну реакцію. Незалежність Косово визнана 98-ма державами світу.
У 2013 році відповідно до Брюссельської угоди обидві сторони почали нормалізувати відносини, але процес застопорився в листопаді 2018 року після того, як Косово запровадило 100-відсотковий податок на імпорт сербських товарів. 1 квітня 2020 року Косово скасувало цей податок.

### Інтеграція до ЄС
22 грудня 2009 року Сербія офіційно подала заявку на членство в Європейському Союзі.
Незважаючи на невдачі в політичній сфері, 7 грудня 2009 року ЄС розморозив торговельну угоду із Сербією, а країни Шенгенської зони скасували візовий режим для громадян Сербії 19 грудня 2009 року.
2008 року була підписана Угода про стабілізацію та асоціацію. Вона набула чинності 1 вересня 2013 року.

### Наукові вторинні джерела
- Ágoston, Gábor; Masters, Bruce Alan (2010). Encyclopedia of the Ottoman Empire. Infobase Publishing. ISBN 978-1-4381-1025-7.
- Babac, Dušan M. (2016). The Serbian Army in the Great War, 1914–1918. Solihull: Helion. ISBN 9781910777299.
- Bataković, Dušan T., ред. (2005). Histoire du peuple serbe [History of the Serbian People] (фр.). Lausanne: L’Age d’Homme. ISBN 9782825119587.
- Bokovoy, ред. (1997). State-Society Relations in Yugoslavia, 1945–1992. London: Palgrave Macmillan. ISBN 9780312126902.
- Bozhilov, Ivan; Gyuzelev, Vasil (1999). История на средновековна България VII–XIV век [History of Medieval Bulgaria VII–XIV centuries] (болг.). Sofia: Анубис. ISBN 954-426-204-0.
- Bronza, Boro (2010). The Habsburg Monarchy and the Projects for Division of the Ottoman Balkans, 1771–1788. Empires and Peninsulas: Southeastern Europe between Karlowitz and the Peace of Adrianople, 1699–1829. Berlin: LIT Verlag. с. 51—62. ISBN 9783643106117.
- Bulić, Dejan (2013). The Fortifications of the Late Antiquity and the Early Byzantine Period on the Later Territory of the South-Slavic Principalities, and their re-occupation. The World of the Slavs: Studies of the East, West and South Slavs: Civitas, Oppidas, Villas and Archeological Evidence (7th to 11th Centuries AD). Istorijski institut SANU. с. 137—234. ISBN 9788677431044.
- Ćirković, Sima (2004). The Serbs. Malden: Blackwell Publishing. ISBN 9781405142915.
- Ćirković, Sima (2014) [1964]. The Double Wreath: A Contribution to the History of Kingship in Bosnia. Balcanica (45): 107—143. doi:10.2298/BALC1445107C.
- Clissold, Stephen, ред. (1968). Short History of Yugoslavia from Early Times to 1966. Cambridge: Cambridge University Press. ISBN 9780521095310.
- Cohen, Philip J., ред. (1996). Serbia's Secret War: Propaganda and the Deceit of History. Texas: Texas A&M University Press. ISBN 9780890966884.
- Curta, Florin (2001). The Making of the Slavs: History and Archaeology of the Lower Danube Region, c. 500–700. Cambridge: Cambridge University Press. ISBN 9781139428880.
- Curta, Florin (2006). Southeastern Europe in the Middle Ages, 500–1250. Cambridge: Cambridge University Press.
- Curta, Florin (2019). Eastern Europe in the Middle Ages (500–1300). Leiden and Boston: Brill. ISBN 9789004395190.
- Cox, John K. (2002). The History of Serbia. Westport, Connecticut: Greenwood Press. ISBN 9780313312908.
- Dimić, Ljubodrag (2000). From Assertions to Knowledge: Yugoslav Historiography Concerning the War of 1941–1945. East European Studies. Seoul. 9: 257—281.
- Dimić, Ljubodrag (2005). Ideology and culture in Yugoslavia (1945–1955). Velike sile i male države u hladnom ratu 1945–1955: Slučaj Jugoslavije. Beograd: Filozofski fakultet. с. 303—320.
- Dimić, Ljubodrag (2005). Serbien und Jugoslawien (1918–1941). Österreichische Osthefte. 47 (1–4): 231—264. ISBN 9783825895396.
- Dimić, Ljubodrag (2015). Serbian Historiography on the Great War. The Serbs and the First World War 1914–1918. Belgrade: Serbian Academy of Sciences and Arts. с. 383—407. ISBN 9788670256590.
- DiNardo, Richard L. (2015). Invasion: The Conquest of Serbia, 1915. Santa Barbara: Praeger. ISBN 9781440800931.
- Đorđević, Miloš Z. (2010). A Background to Serbian Culture and Education in the First Half of the 18th Century according to Serbian Historiographical Sources. Empires and Peninsulas: Southeastern Europe between Karlowitz and the Peace of Adrianople, 1699–1829. Berlin: LIT Verlag. с. 125—131. ISBN 9783643106117.
- Dragnich, Alex N., ред. (1994). Serbia's Historical Heritage. New York: Columbia University Press. ISBN 9780880332446.
- Dragnich, Alex N. (2004). Serbia Through the Ages. Boulder: East European Monographs. ISBN 9780880335416.
- Dvornik, Francis (1962). The Slavs in European History and Civilization. New Brunswick: Rutgers University Press. ISBN 9780813507996.
- Fine, John Van Antwerp Jr. (1991). The Early Medieval Balkans: A Critical Survey from the Sixth to the Late Twelfth Century. Ann Arbor, Michigan: University of Michigan Press. ISBN 0472081497.
- Fine, John Van Antwerp Jr. (1994). The Late Medieval Balkans: A Critical Survey from the Late Twelfth Century to the Ottoman Conquest. Ann Arbor, Michigan: University of Michigan Press. ISBN 0472082604.
- Fine, John Van Antwerp Jr. (2005). When Ethnicity Did Not Matter in the Balkans: A Study of Identity in Pre-Nationalist Croatia, Dalmatia, and Slavonia in the Medieval and Early-Modern Periods. Ann Arbor, Michigan: University of Michigan Press. ISBN 0472025600.
- Fryer, Charles (1997). The Destruction of Serbia in 1915. New York: Columbia University Press. ISBN 9780880333856.
- Gavrilović, Zaga (2001). Studies in Byzantine and Serbian Medieval Art. London: The Pindar Press. ISBN 9781899828340.
- Gumz, Jonathan E. (2009). The Resurrection and Collapse of Empire in Habsburg Serbia, 1914–1918. Cambridge: Cambridge University Press. ISBN 9780521896276.
- Hall, Richard C., ред. (2014). War in the Balkans: An Encyclopedic History from the Fall of the Ottoman Empire to the Breakup of Yugoslavia. Santa Barbara, CA: ABC-CLIO. ISBN 9781610690317.
- Hehn, Paul N. (1971). Serbia, Croatia and Germany 1941–1945: Civil War and Revolution in the Balkans. Canadian Slavonic Papers. 13 (4): 344—373. doi:10.1080/00085006.1971.11091249. JSTOR 40866373.
- Ingrao, ред. (2011). The Peace of Passarowitz, 1718. West Lafayette: Purdue University Press. ISBN 9781557535948.
- Isailović, Neven G.; Krstić, Aleksandar R. (2015). Serbian Language and Cyrillic Script as a Means of Diplomatic Literacy in South Eastern Europe in 15th and 16th Centuries. Literacy Experiences concerning Medieval and Early Modern Transylvania. Cluj-Napoca: George Bariţiu Institute of History. с. 185—195.
- Ivić, Pavle, ред. (1995). The History of Serbian Culture. Edgware: Porthill Publishers. ISBN 9781870732314.
- Janković, Đorđe (2004). The Slavs in the 6th Century North Illyricum. Гласник Српског археолошког друштва. 20: 39—61.
- Jelavich, Barbara (1983a). History of the Balkans: Eighteenth and Nineteenth Centuries. Т. 1. Cambridge University Press. ISBN 9780521252492.
- Jelavich, Barbara (1983b). History of the Balkans: Twentieth Century. Т. 2. Cambridge University Press. ISBN 9780521274593.
- Jireček, Constantin (1911). Geschichte der Serben. Т. 1. Gotha: Perthes.
- Jireček, Constantin (1918). Geschichte der Serben. Т. 2. Gotha: Perthes.
- Kia, Mehrdad (2011). Daily Life in the Ottoman Empire. Santa Barbara, California: Greenwood Press. ISBN 9780313064029.
- Komatina, Predrag (2010). The Slavs of the mid-Danube basin and the Bulgarian expansion in the first half of the 9th century (PDF). Зборник радова Византолошког института. 47: 55—82.
- Komatina, Predrag (2015). The Church in Serbia at the Time of Cyrilo-Methodian Mission in Moravia. Cyril and Methodius: Byzantium and the World of the Slavs. Thessaloniki: Dimos. с. 711—718.
- Krstić, Aleksandar R. (2016). The Rival and the Vassal of Charles Robert of Anjou: King Vladislav II Nemanjić. Banatica. 26 (2): 33—51.
- Krstić, Aleksandar R. (2017). Which Realm will You Opt for? – The Serbian Nobility Between the Ottomans and the Hungarians in the 15th Century. State and Society in the Balkans Before and After Establishment of Ottoman Rule. Belgrade: Institute of History, Yunus Emre Enstitüsü Turkish Cultural Centre. с. 129—163. ISBN 9788677431259.
- Krstić, Aleksandar R. (2019). Familiares of the Serbian despots in and from the territory of Banat (1411–1458). Politics and Society in the Central and South-Eastern Europe (13th–16th centuries). Cluj-Napoca: Editura Mega. с. 93—109.
- Kuzmanović, Zorica; Mihajlović, Vladimir D. (2015). Roman Emperors and Identity Constructions in Modern Serbia. Identities: Global Studies in Culture and Power. 22 (4): 416—432.
- Lyon, James B. (2015). Serbia and the Balkan Front, 1914: The Outbreak of the Great War. London: Bloomsbury. ISBN 9781472580054.
- Luttwak, Edward N. (2009). The Grand Strategy of the Byzantine Empire. Harvard University Press. ISBN 9780674035195.
- MacKenzie, David (1996). The Serbian Warrior Myth and Serbia's Liberation, 1804–1815. Serbian Studies: Journal of the North American Society for Serbian Studies. 10: 133—148.
- MacKenzie, David (2004). Jovan Ristić at the Berlin Congress 1878. Serbian Studies: Journal of the North American Society for Serbian Studies. 18: 321—339.
- Markovich, Slobodan G. (2011). Dositey Obradovich: The man who introduced modernity to the Serbs. The South Slav Journal. 30: 421–5–27.
- Meriage, Lawrence P. (1978). The First Serbian Uprising (1804–1813) and the Nineteenth-Century Origins of the Eastern Question (PDF). Slavic Review. 37: 421—439. doi:10.2307/2497684. JSTOR 2497684.
- Miller, Nicholas (2005). Serbia and Montenegro. Eastern Europe: An Introduction to the People, Lands, and Culture. Т. 3. Santa Barbara, CA: ABC-CLIO. с. 529—581. ISBN 9781576078006.
- Mirković, Miroslava B. (2017). Sirmium: Its History from the First Century AD to 582 AD. Novi Sad: Center for Historical Research.
- Mitrović, Andrej (2007). Serbia's Great War 1914–1918. West Lafayette: Purdue University Press. ISBN 9781557534767.
- Mócsy, András (2014). Pannonia and Upper Moesia: A History of the Middle Danube Provinces of the Roman Empire. New York: Routledge. ISBN 9781317754251.
- Nicol, Donald M. (1993). The Last Centuries of Byzantium, 1261–1453. Cambridge: Cambridge University Press. ISBN 9780521439916.
- Nielsen, Christian Axboe. «Serbian Historiography after 1991.» Contemporary European History 29.1 (2020): 90–103. online [Архівовано 8 March 2021 у Wayback Machine.]
- Obolensky, Dimitri (1974). The Byzantine Commonwealth: Eastern Europe, 500–1453. London: Cardinal. ISBN 9780351176449.
- Ostrogorsky, George (1956). History of the Byzantine State. Oxford: Basil Blackwell.
- Papazoglu, Fanula (1978). The Central Balkan Tribes in pre-Roman Times: Triballi, Autariatae, Dardanians, Scordisci and Moesians. Amsterdam: Hakkert. ISBN 9789025607937.
- Pavlovich, Paul (1989). The History of the Serbian Orthodox Church. Serbian Heritage Books. ISBN 9780969133124.
- Pavlowitch, Stevan K. (2002). Serbia: The History behind the Name. London: Hurst & Company. ISBN 9781850654773.
- Pavlowitch, Stevan K. (2008). Hitler's new disorder: The Second World War in Yugoslavia. New York: Columbia University Press. ISBN 9780231700504.
- Pešalj, Jovan (2010). Early 18th-Century Peacekeeping: How Habsburgs and Ottomans Resolved Several Border Disputes after Karlowitz. Empires and Peninsulas: Southeastern Europe between Karlowitz and the Peace of Adrianople, 1699–1829. Berlin: LIT Verlag. с. 29—42. ISBN 9783643106117.
- Petrović, Vladimir P. (2007). Pre-Roman and Roman Dardania: Historical and Geographical Considerations (PDF). Balcanica. Balkanološki institut SANU (37): 7—23.
- Pisarri, Milovan (2013). Bulgarian Crimes Against Civilians in Occupied Serbia during the First World War. Balcanica (44): 357—390. doi:10.2298/BALC1344357P.
- Popović, Marko; Marjanović-Dušanić, Smilja; Popović, Danica (2016). Daily Life in Medieval Serbia. Belgrade: Clio & Institute for Balkan Studies. ISBN 9788671025256.
- Popović, Svetlana (2001). The Serbian Episcopal sees in the thirteenth century. Старинар (51): 171—184.
- Radivojević, Biljana; Penev, Goran (2014). Demographic Losses of Serbia in the First World War and their long-term consequences (PDF). Economic Annals. 59 (203): 29—54. doi:10.2298/EKA1403029R.
- Radojević, Mira; Dimić, Ljubodrag (2014). Serbia in the Great War 1914–1918: A short History. Belgrade: Srpska književna zadruga, Belgrade forum for the world of equals.
- Radosavljević, Nedeljko V. (2010). The Serbian Revolution and the Creation of the Modern State: The Beginning of Geopolitical Changes in the Balkan Peninsula in the 19th Century. Empires and Peninsulas: Southeastern Europe between Karlowitz and the Peace of Adrianople, 1699–1829. Berlin: LIT Verlag. с. 171—178. ISBN 9783643106117.
- Rajić, Suzana (2010). Serbia - the Revival of the Nation-state, 1804–1829: From Turkish Provinces to Autonomous Principality. Empires and Peninsulas: Southeastern Europe between Karlowitz and the Peace of Adrianople, 1699–1829. Berlin: LIT Verlag. с. 143—148. ISBN 9783643106117.
- Riley-Smith, Jonathan (2001). The Oxford Illustrated History of the Crusades. Oxford University Press. ISBN 9780192854285.
- Rodriguez, Junius P. (1997). The Oxford Illustrated History of the Crusades. ABC-CLIO. ISBN 978-0-87436-885-7.
- Runciman, Steven (1988). The Emperor Romanus Lecapenus and His Reign: A Study of Tenth-Century Byzantium. Cambridge University Press. ISBN 9780521357227.
- Samardžić, ред. (1993). Serbs in European Civilization. Belgrade: Nova, Serbian Academy of Sciences and Arts, Institute for Balkan Studies. ISBN 9788675830153.
- Sedlar, Jean W. (1994). East Central Europe in the Middle Ages, 1000–1500. Seattle: University of Washington Press. ISBN 9780295800646.
- Silberstein, Gerard E. «The Serbian campaign of 1915: Its diplomatic background.» American Historical Review 73.1 (1967): 51–69 online
- Sotirović, Vladislav B. (2011). The Serbian Patriarchate of Peć in the Ottoman Empire: The First Phase (1557–94). Serbian Studies. 25 (2): 143—169. doi:10.1353/ser.2011.0038.
- Soulis, George Christos (1984). The Serbs and Byzantium during the reign of Tsar Stephen Dušan (1331–1355) and his successors. Washington: Dumbarton Oaks Library and Collection. ISBN 9780884021377.
- Stanković, Vlada, ред. (2016). The Balkans and the Byzantine World before and after the Captures of Constantinople, 1204 and 1453. Lanham, Maryland: Lexington Books. ISBN 9781498513265.
- Stavrianos, Leften (2000). The Balkans Since 1453. London: Hurst. ISBN 9781850655510.
- Stephenson, Paul (2000). Byzantium's Balkan Frontier: A Political Study of the Northern Balkans, 900–1204. Cambridge University Press. ISBN 9780521770170.
- Stephenson, Paul (2003). The Legend of Basil the Bulgar-Slayer. Cambridge: Cambridge University Press. ISBN 9780521815307.
- Stipčević, Aleksandar (1977). The Illyrians: History and Culture. New Jersey: Noyes Press. ISBN 9780815550525.
- Stokes, Gale. «The absence of nationalism in Serbian politics before 1840.» Canadian Review of Studies in Nationalism. (1976) 4#1 pp 77–90.
- Temperley, Harold W. V. (1919). History of Serbia (PDF) (вид. 2). London: Bell and Sons.
- Tomasevich, Jozo (2001). War and Revolution in Yugoslavia, 1941–1945: Occupation and Collaboration. Stanford: Stanford University Press. ISBN 9780804779241.
- Turlej, Stanisław (2016). Justiniana Prima: An Underestimated Aspect of Justinian's Church Policy. Krakow: Jagiellonian University Press. ISBN 9788323395560.
- Uzelac, Aleksandar B. (2011). Tatars and Serbs at the end of the Thirteenth Century. Revista de istorie Militara. 5—6: 9—20.
- Uzelac, Aleksandar B. (2015). Foreign Soldiers in the Nemanjić State - A Critical Overview. Belgrade Historical Review. 6: 69—89.
- Uzelac, Aleksandar B. (2018). Prince Michael of Zahumlje – a Serbian ally of Tsar Simeon. Emperor Symeon's Bulgaria in the History of Europe's South-East: 1100 years from the Battle of Achelous. Sofia: St Kliment Ohridski University Press. с. 236—245.
- Zens, Robert W. (2012). In the Name of the Sultan: Haci Mustafa Pasha of Belgrade and Ottoman Provincial Rule in the Late 18th Century. International Journal of Middle East Studies. 44: 129—146. doi:10.1017/S0020743811001280. JSTOR 41474984.
- Živković, Tibor (2008). Forging unity: The South Slavs between East and West 550–1150. Belgrade: The Institute of History, Čigoja štampa. ISBN 9788675585732.
- Živković, Tibor (2012). De conversione Croatorum et Serborum: A Lost Source. Belgrade: The Institute of History.
- Zametica, John. Folly and malice: the Habsburg empire, the Balkans and the start of World War One (London: Shepheard–Walwyn, 2017). 416pp.

### Первинні джерела
- Moravcsik, Gyula, ред. (1967). Constantine Porphyrogenitus: De Administrando Imperio (вид. 2nd revised). Washington D.C.: Dumbarton Oaks Center for Byzantine Studies. ISBN 9780884020219.
- Pertz, Georg Heinrich, ред. (1845). Einhardi Annales. Hanover.
- Constantine VII Porphyrogenitus (1840). De Ceremoniis (вид. Reiske, J. J.). Impensis E. Weberi.
- Scholz, Bernhard Walter, ред. (1970). Carolingian Chronicles: Royal Frankish Annals and Nithard's Histories. University of Michigan Press. ISBN 0472061860.
- Thurn, Hans, ред. (1973). Ioannis Scylitzae Synopsis historiarum. Berlin-New York: De Gruyter. ISBN 9783110022858.
- Шишић, Фердо, ред. (1928). Летопис Попа Дукљанина (Chronicle of the Priest of Duklja). Београд-Загреб: Српска краљевска академија.
- Кунчер, Драгана (2009). Gesta Regum Sclavorum. Т. 1. Београд-Никшић: Историјски институт, Манастир Острог.
- Живковић, Тибор (2009). Gesta Regum Sclavorum. Т. 2. Београд-Никшић: Историјски институт, Манастир Острог.